# 福岡市
福岡市（ふくおかし）は、福岡県西部に位置する市。福岡県の県庁所在地であり、九州地方最大の人口を有する政令指定都市でもある。
九州地方の行政・経済・交通の中心地として同地方最多の人口を有する。東京23区を除いた全国の市でも横浜市、大阪市、名古屋市、札幌市に次ぐ5番目の人口（2025年6月1日現在1, 667,401人）を擁し、人口増加数・人口増加率ともに政令指定都市の中で首位（2020年国勢調査）。

## 概要

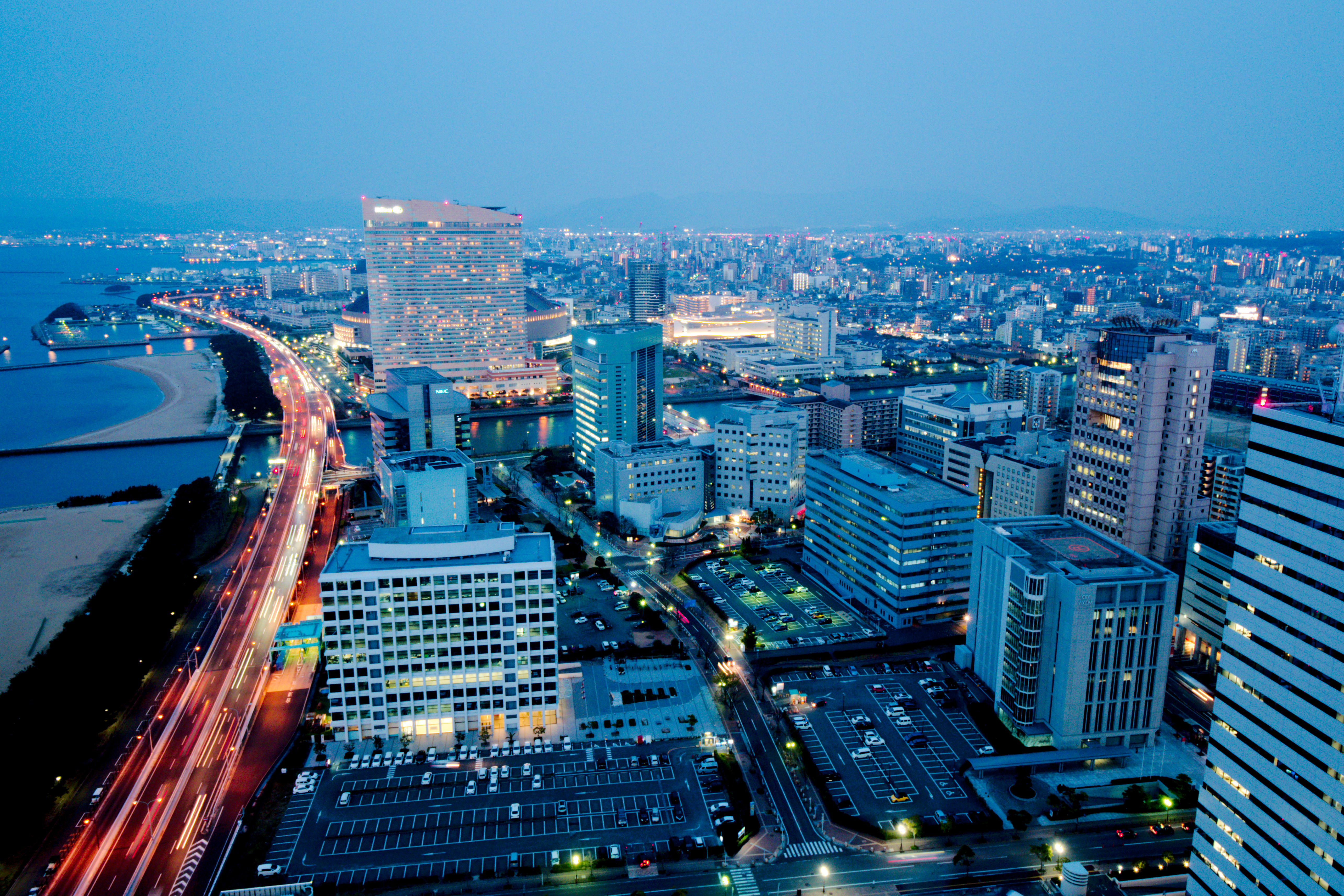
福岡市のスカイライン

博多湾に面するこの地域は古来から博多（はかた）として認識されており、大陸方面への玄関口として利用されてきた。中世に商人による自治都市が形成され、戦乱で度々焼き払われながらも、豊かな町人文化を育んだ。豊臣秀吉の手で復興されたのち、黒田氏（福岡藩）が福岡城とその城下町を築いたことで、那珂川を境に西が城下町としての「福岡」、東が中世からの商人町・商業都市としての「博多」となった。その後、江戸時代から明治時代初頭にかけて、武士の街である福岡と商人の街である博多という性格の異なる2つの街は共存していたが、1876年に福岡と博多は1つの都市へと統合されて「福博（ふくはく）」となり、その後、｢福岡」と改称された。
九州地方の行政・経済・交通の中心地であり同地方最大の人口を有する首位都市（プライメイトシティ）である。西日本（関西以西）においても大阪市に次ぐ人口を擁しており、九州地方唯一の100万都市である。同市を中心として福岡都市圏を形成している。県内および九州で第2位の人口を擁する北九州市（北九州都市圏）とともに形成する北九州・福岡大都市圏は都市単位の経済規模において、三大都市圏（首都圏・近畿圏・中京圏）に次ぐ日本の四大都市圏に数えられる。市内総生産は特別区部である東京23区を除けば、大阪市、横浜市、名古屋市に次いで国内4位であり、福岡市は三大都市圏に次ぐ高い経済力を持った都市である。東京や大阪に本社を置く大企業が九州地方を統括する支店・支社が多数立地しており、支店経済都市としての性格もある。札幌市・仙台市・広島市とともに、日本三大都市に次ぐ規模を誇る都市として、通称「札仙広福」と呼ばれる地方中枢都市を担う一角である。
また、北九州市とともにグローバル創業・雇用創出特区として国家戦略特別区域に指定されている。香港の政情不安により他国に移転する可能性が生じた金融機能の受け入れを念頭に、2020年7月に政府が策定した経済財政運営の基本方針｢骨太の方針」にて、世界・アジアの国際金融ハブ機能を担う都市として、東京・大阪・福岡が候補に挙げられたのを受け、9月に産学官が一体となった国際金融機能誘致「TEAM FUKUOKA」を設立。2023年12月時点でTEAM FUKUOKAが国内外から誘致に成功した企業数は23社にのぼり、今後天神ビッグバンや博多コネクティッドといった都心部の大規模再開発による新築オフィスが続々と完成を迎えるに連れ、その数は更に増えると見込まれている。地理的にアジアに近く、スタートアップ支援も充実している強みをアピールし、企業と人材を呼び込んで都市の成長につなげようとしており、政府が創設する｢金融・資産運用特区」への指定を目指している。福岡市で開催される国際会議数は東京に次いで国内2位であり、国際会議観光都市にも指定されている。市内郊外に位置する九州大学を筆頭に、14の大学や9の短期大学が立地する全国有数の「学生の街」であり、人口に占める学生の割合は政令指定都市の中では京都市に次ぐ第2位である。
1899年の博多港開港や1911年の九州帝国大学（現在の九州大学の前身）設置に端を発して発展が進み、九州地方の中枢として位置づけられるようになった。1972年に県内で北九州市に次いで政令市に指定、1975年に山陽新幹線博多駅延伸および人口100万人突破、1979年に北九州市の人口を抜いて県内最大の都市となった。2010年以降、福岡市は人口増加数、増加率とも政令市の中で最も高く、現在もなお年間1万人を超えるペースで増加傾向にある。2011年には京都市を、2015年には神戸市を抜き、全国でも5番目に人口が多い市となった。2020年5月には人口が160万人を突破した。
玄界灘の壱岐や対馬をはさんで大韓民国（韓国）があり、同国南部の主要都市である釜山までは福岡市から直線距離で200km程度 、同国首都のソウルまでは約540kmである。また、中国の上海市までは同様に850km程度といずれも東京より近い。これらの事例のように、近隣諸国の主要都市がおおむね1,000km圏内に存在しているため、博多港、福岡空港から韓国や中国、台湾などのほか東南アジアの主要都市への国際航路が多く設定されており、これらの地域からの観光客が増加傾向にある。日本の森記念財団が2023年に発表した「世界の都市総合力ランキング」では世界42位、国内では東京・大阪に次ぐ3位に評価された。福岡が評価対象になった理由に「居住」「環境」の分野で世界のTOP30に入ったことが挙げられている。また、その国内版とも言える「都市特性評価」では京都市に次いで国内2位に評価された。福岡市は国内でも非常に郷土愛の強い街ともされ、三菱UFJリサーチ＆コンサルティングが行った意識調査では、全国の主要都市の中で福岡市民の愛着度・誇り度はともに全国首位であった。

### 都市構造
福岡市の都心は、天神と博多の両極がある（それぞれ江戸時代の福岡と博多に相当する）。天神地区は福岡市役所と西鉄福岡（天神）駅・福岡市地下鉄天神駅のほか、多数の百貨店やファッションビルが集積する九州最大の繁華街である。博多には九州最大のターミナル駅である博多駅があり、多数の新幹線や特急列車が九州各都市を結んでいる。空の玄関口である福岡空港も地下鉄で数分と至近距離であるため、博多駅周辺は大企業の支社が集積するビジネス街となっている。また、福岡市の特徴として西鉄バスが市民の足として路線バスをほぼ独占しており、西鉄天神高速バスターミナルと博多バスターミナルを中心として、高速バスが都市間移動を担っている。天神と博多を隔てる那珂川の中州に形成された歓楽街は、中洲（なかす）として全国的に有名である。中洲は西日本一の歓楽街とされ、東京の新宿・歌舞伎町、札幌・すすきのと並んで、日本三大歓楽街の一つとされる。天神・博多・中洲・長浜などで夜間に常設される屋台の数は日本一 で、屋台目当ての観光客も多い。1996年には大型複合商業施設キャナルシティ博多が中洲の東側に開業、2011年には九州新幹線博多延伸に伴い博多駅に複合商業施設JR博多シティ（アミュプラザ博多、博多阪急）、2016年にはKITTE博多（博多マルイ）が開業した。もともとビジネス街だった博多駅周辺の商業施設の集積が進んでおり、天神地区との商業地競争が激化している（「天神流通戦争」も参照）。福岡都心の地価は年々上昇傾向にあり、天神木村屋ビルで1㎡あたり620万円、博多駅東（博多駅筑紫口）が1㎡あたり388万円と東京の一等地と比べても見劣りしない価格であり、東京都中央区東銀座の平均地価を上回っている。福岡空港が中心市街地と近接している関係で市内中心部には航空法上の高さ制限が設定されており、天神や博多駅周辺には超高層ビルがほとんど存在しない状況であったが、天神・大名地区の高さ制限を緩和して民間のビルの建て替えを行う再開発計画「天神ビッグバン」が進行中である。
福岡市の主な副都心としては、西新や香椎、などが挙げられる。両者の周辺には高校や大学、専門学校が多数存在するほか、ウォーターフロント開発地区として、西新の北にはシーサイドももちが、香椎の西にはアイランドシティ（みなと香椎、香椎照葉）が隣接している。特にシーサイドももちには、福岡PayPayドーム・福岡市総合図書館・福岡市博物館・報道各社といった文化・エンターテインメント施設が集積している。天神や博多などの福岡都心は福岡空港に近く長らく超高層ビルが建てられなかったため、福岡市内の高さ100m以上の建造物の殆どが（比較的高さ規制の緩い）この両副都心の近辺にある。この両副都心ほど大規模ではないが他に福岡市の副都心として挙げられる地域は、大橋や姪浜がある。

## 地理

### 位置

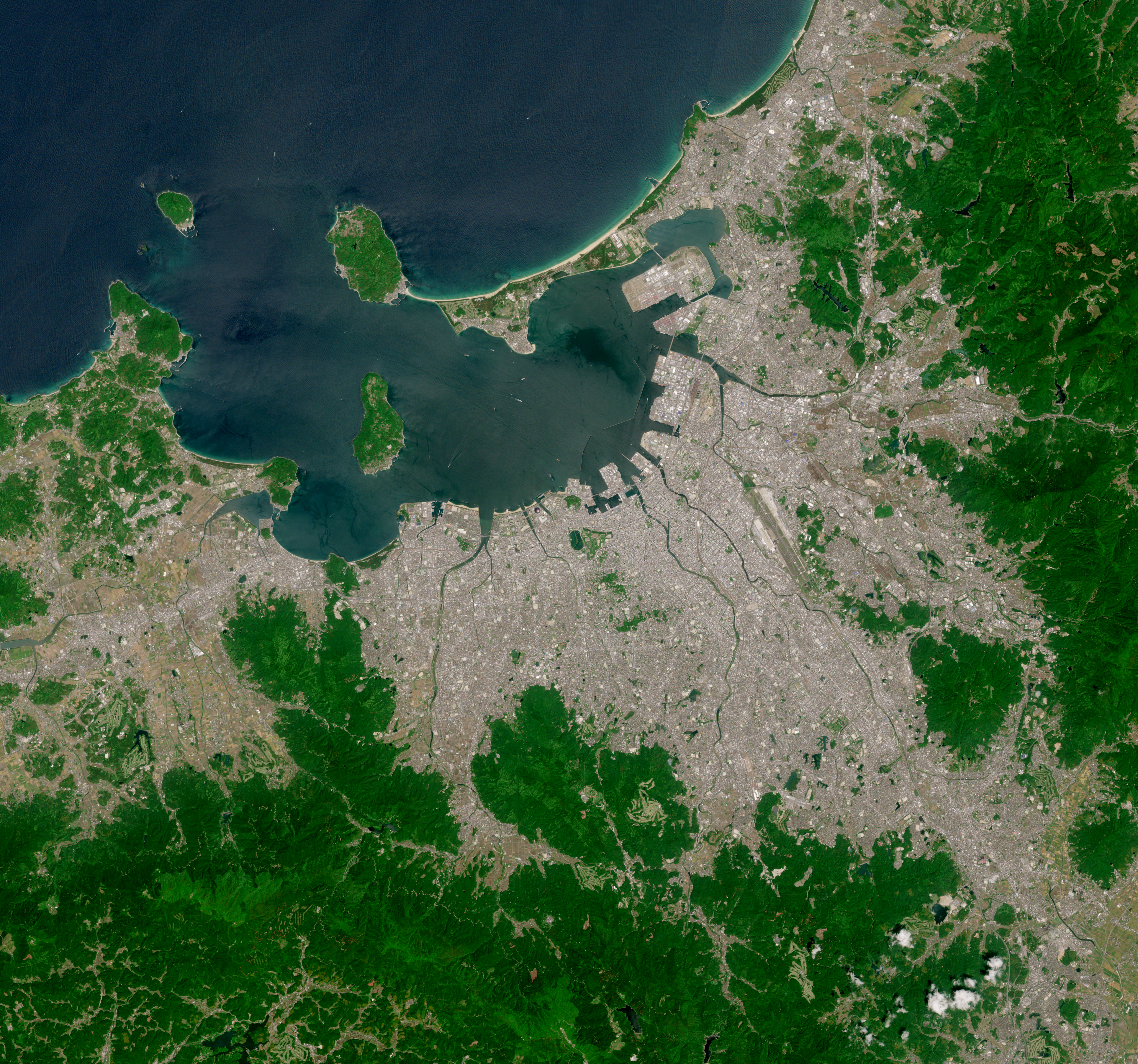
福岡市の衛星写真
2020年5月撮影

九州の北部。日本海（博多湾・博多湾の内湾である今津湾・玄界灘）に面した半月型の福岡平野の大半の部分を市域とする。北は博多湾の北辺に位置する砂州である海の中道・陸繋島である志賀島、西は糸島半島の東部まで市域となっている。南・南西は脊振山地に含まれる山間部まで市域が伸びており、佐賀県に接している。ほかに有人島嶼として、博多湾上の能古島や市の西部で博多湾口付近の玄界灘上に浮かぶ玄界島、そのさらに西北部にある小呂島を市域に含んでいる。
福岡市から壱岐・対馬を挟んで向かい側に朝鮮半島がある。日本の人口100万人以上の主要都市としては韓国のソウル特別市、中国の上海市、台湾の台北市に最も近い都市で、直線距離では東京特別区から約880km、大阪市から約480km、広島市から約200km、韓国の釜山広域市から約200km、ソウル特別市から約540km、中国の上海市から約890km、台湾の台北市から約1280kmの位置にある。

### 地形
市域の多くは福岡平野に含まれており、一部に小高い山なども存在するものの概ね平坦である。他の大都市と比べて平坦であるため、通勤や通学、買い物における自転車利用の利便性が高い。市域西部・西南部は脊振山地の一角を成しており、標高が1000mを超えているところもあり、起伏の大きい地形となっている。市街地の海岸部は大半が埋立地であり、港湾・住宅などが建設されている。また、博多湾東部には人工島も建設されている（アイランドシティ）。一方、西区の大部分や東区海の中道と島嶼部などには自然海岸も残っている。また、玄界島の北方約300mに黒瀬と呼ばれる幅200m程度の岩礁が発達している。黒瀬は、新生代第四紀に活動した福岡県唯一の火山島に分類され、玄武岩で構成されている。
市内を流れる河川としては、市域中心部を流れる那珂川・御笠川や市域東部を流れる多々良川、市域西部を流れる室見川などの二級河川はあるが、一級河川はない。従って自主水源に乏しくたびたび大規模な渇水（例：昭和53-54年福岡市渇水）に見舞われている。
長大河川はない一方で、前述のとおり平野周辺の山地から短い河川長とやや急な勾配で博多湾に流れ込む河川はおおむね市街地を経由しているため、集中豪雨があった場合に氾濫しやすく、それが福岡平野を形成したと見られるが、現代において都市治水上の課題となっている。

### 気候
日本海に面しており、温暖ではあるが冬季には大陸からの寒気の影響を受け、日本海型気候区の特徴を示す。なお、背振山地やその麓にあたる地域はそれよりも多くなる。冬季に日照時間が少なくなる点が太平洋側諸都市と異なり、年間日照時間は概ね1800 - 1900時間程度で、九州の他地域に比べてやや短い。冬季の日照時間は少ないが、降水量分布の観点では夏季に降水量のピークがあり冬季の降水量は少ない典型的な夏極大型の太平洋側気候であり、島根県以東の日本海側気候の地域と比べ冬季の10mm以上の雨日数と降雪量が極端に少ないという点で典型的な日本海側気候とは異なっている。
内湾に面している大都市のため、夏季は大阪市などと並んで昼夜を問わず大変暑さが厳しい地域の一つである。6月から真夏日が見られ、7月以降、9月にかけて真夏日の厳しい暑さが続く。1991 - 2020年平年値では8.1日（81 - 10年平年値5.5日）と、近年は猛暑日の観測日数も急増している。地勢的にオホーツク海高気圧の影響はほとんど受けず、チベット高気圧に覆われ暑い期間が安定して長く続く。特に夜間の高温が特徴的であり、深夜帯では南に位置する鹿児島市などよりも高く、那覇や石垣島など南西諸島の都市部を除くすべての気象観測点で最も高い夜間気温となる日も多い。ヒートアイランド現象が著しく、戦前からの熱帯夜日数の増加率が日本の主要な気象観測点で一番高くなっている（1936年 - 2007年にかけて10年で5.0日のペースで増加）。平年の熱帯夜日数は本土では大阪市、神戸市、鹿児島市に次いで多い38.7日で、実に1か月以上に及ぶ。猛暑日30日以上、熱帯夜50日以上となった年もある。九州という低緯度地域で夏期にはより湿った気団の影響を受けやすい上、市街地が博多湾に面しており湿った海風が入りやすく、気温に加え湿度が高い。そのため東京23区や名古屋市など東日本の主要都市と比べ不快指数や暑さ指数（WBGT、湿球黒球温度）が高く、体感的な暑さは厳しくなる。近年は特に夜間に気温が下がりにくくなっており、2018年8月22日には国内で8例目となる最低気温30℃以上、国内観測史上2番目に高い最低気温30.5℃（いわゆる超熱帯夜）を記録した。
冬季は北側の玄界灘を流れる暖流である対馬海流の影響を受けるため、都市化と相まって放射冷却効果は顕著に弱くなる。冬日は非常に少なく（平年2.5日）、全くない年もある。東京23区や名古屋市、京都市などと比べて冬の平均気温は約2.0℃高く、気温の面で温暖と言える。しかし北西季節風が吹きつけ、曇天の日が多く日照時間は太平洋側と比べてかなり少ないため体感気温は低めである。また比較的大陸に近いために西回りで強い寒波が流れ込みやすく、一時的に寒さが厳しくなり最高気温が0 - 3℃台となることもある。降水量は少ないが、降水日数は太平洋岸の諸都市よりやや多くなっている。平年の年間降雪日数は15.6日で、積雪は年1 - 2回、最大5cm程度で、積雪が全く無い年も珍しくない。これは、北西季節風の風上が朝鮮半島の影響で狭くなっている対馬海峡のため、北西季節風の海上吹走距離が短く、雪雲が発達しないためである。北西風型の冬型では、吹走距離が短く未発達の雲がかかる福岡市の積雪が0cm〜3cm程度なのに対し、東シナ海上の吹走距離が長く発達した雪雲がかかる鹿児島市が20cm以上の大雪になったという例も度々起こる。早良区南部（脇山・内野・板屋・曲渕）や山沿いでは積雪量はやや多くなるが、日本海側や広島市などの山陽地方の山沿いと比べても少ない。
年間の雷日数は25.5日と比較的多く、太平洋側と異なり冬季にもしばしば落雷が観測される。夏の晴天日のいわゆる夕立は少なく、首都圏のような中心部直撃の激しい雷雨や降雹はない。その分夕立による打ち水効果を期待できず、熱帯夜が多くなっている（平年値の統計期間は1991年 - 2020年）。
| 福岡市（福岡管区気象台、標高3m）の気候                      | 福岡市（福岡管区気象台、標高3m）の気候 | 福岡市（福岡管区気象台、標高3m）の気候 | 福岡市（福岡管区気象台、標高3m）の気候 | 福岡市（福岡管区気象台、標高3m）の気候 | 福岡市（福岡管区気象台、標高3m）の気候 | 福岡市（福岡管区気象台、標高3m）の気候 | 福岡市（福岡管区気象台、標高3m）の気候 | 福岡市（福岡管区気象台、標高3m）の気候 | 福岡市（福岡管区気象台、標高3m）の気候 | 福岡市（福岡管区気象台、標高3m）の気候 | 福岡市（福岡管区気象台、標高3m）の気候 | 福岡市（福岡管区気象台、標高3m）の気候 | 福岡市（福岡管区気象台、標高3m）の気候 |
| 月                                                          | 1月                                    | 2月                                    | 3月                                    | 4月                                    | 5月                                    | 6月                                    | 7月                                    | 8月                                    | 9月                                    | 10月                                   | 11月                                   | 12月                                   | 年                                     |
| ----------------------------------------------------------- | -------------------------------------- | -------------------------------------- | -------------------------------------- | -------------------------------------- | -------------------------------------- | -------------------------------------- | -------------------------------------- | -------------------------------------- | -------------------------------------- | -------------------------------------- | -------------------------------------- | -------------------------------------- | -------------------------------------- |
| 最高気温記録 °C （°F）                                      | 21.5 (70.7)                            | 24.3 (75.7)                            | 26.3 (79.3)                            | 30.1 (86.2)                            | 32.3 (90.1)                            | 37.3 (99.1)                            | 38.3 (100.9)                           | 38.1 (100.6)                           | 38.0 (100.4)                           | 33.3 (91.9)                            | 29.3 (84.7)                            | 26.0 (78.8)                            | 38.3 (100.9)                           |
| 平均最高気温 °C （°F）                                      | 10.2 (50.4)                            | 11.6 (52.9)                            | 15.0 (59)                              | 19.9 (67.8)                            | 24.4 (75.9)                            | 27.2 (81)                              | 31.2 (88.2)                            | 32.5 (90.5)                            | 28.6 (83.5)                            | 23.7 (74.7)                            | 18.2 (64.8)                            | 12.6 (54.7)                            | 21.3 (70.3)                            |
| 日平均気温 °C （°F）                                        | 6.9 (44.4)                             | 7.8 (46)                               | 10.8 (51.4)                            | 15.4 (59.7)                            | 19.9 (67.8)                            | 23.3 (73.9)                            | 27.4 (81.3)                            | 28.4 (83.1)                            | 24.7 (76.5)                            | 19.6 (67.3)                            | 14.2 (57.6)                            | 9.1 (48.4)                             | 17.3 (63.1)                            |
| 平均最低気温 °C （°F）                                      | 3.9 (39)                               | 4.4 (39.9)                             | 7.2 (45)                               | 11.5 (52.7)                            | 16.1 (61)                              | 20.3 (68.5)                            | 24.6 (76.3)                            | 25.4 (77.7)                            | 21.6 (70.9)                            | 16.0 (60.8)                            | 10.6 (51.1)                            | 5.8 (42.4)                             | 14.0 (57.2)                            |
| 最低気温記録 °C （°F）                                      | −6.0 (21.2)                            | −8.2 (17.2)                            | −4.7 (23.5)                            | −1.4 (29.5)                            | 1.4 (34.5)                             | 4.3 (39.7)                             | 13.8 (56.8)                            | 15.4 (59.7)                            | 7.9 (46.2)                             | 0.4 (32.7)                             | −2.1 (28.2)                            | −5.4 (22.3)                            | −8.2 (17.2)                            |
| 降水量 mm （inch）                                          | 74.4 (2.929)                           | 69.8 (2.748)                           | 103.7 (4.083)                          | 118.2 (4.654)                          | 133.7 (5.264)                          | 249.6 (9.827)                          | 299.1 (11.776)                         | 210.0 (8.268)                          | 175.1 (6.894)                          | 94.5 (3.72)                            | 91.4 (3.598)                           | 67.5 (2.657)                           | 1,686.9 (66.413)                       |
| 降雪量 cm （inch）                                          | 1 (0.4)                                | 1 (0.4)                                | 0 (0)                                  | 0 (0)                                  | 0 (0)                                  | 0 (0)                                  | 0 (0)                                  | 0 (0)                                  | 0 (0)                                  | 0 (0)                                  | 0 (0)                                  | 0 (0)                                  | 2 (0.8)                                |
| 平均降水日数 （≥0.5 mm）                                    | 11.0                                   | 10.7                                   | 11.4                                   | 10.8                                   | 9.8                                    | 12.7                                   | 12.4                                   | 11.2                                   | 11.0                                   | 7.9                                    | 9.9                                    | 10.2                                   | 128.9                                  |
| 平均降雪日数 （≥0 cm）                                      | 6.3                                    | 4                                      | 1.4                                    | 0                                      | 0                                      | 0                                      | 0                                      | 0                                      | 0                                      | 0                                      | 0.1                                    | 3.9                                    | 15.6                                   |
| % 湿度                                                      | 63                                     | 62                                     | 63                                     | 64                                     | 67                                     | 75                                     | 75                                     | 72                                     | 73                                     | 68                                     | 66                                     | 63                                     | 68                                     |
| 平均月間日照時間                                            | 104.1                                  | 123.5                                  | 161.2                                  | 188.1                                  | 204.1                                  | 145.2                                  | 172.2                                  | 200.9                                  | 164.7                                  | 175.9                                  | 137.3                                  | 112.2                                  | 1,889.4                                |
| 出典：気象庁（平均値：1991年 - 2020年、極値：1890年 - 現在) |                                        |                                        |                                        |                                        |                                        |                                        |                                        |                                        |                                        |                                        |                                        |                                        |                                        |

### 地名
福岡市の地名を参照。

### 行政区
以下の7つの区で構成される（自治体コード順）。
人口はいずれも2025年7月1日時点の推計人口。
| コード  | 区名   | 人口 （人） | 面積 (km2) | 人口密度 （人/km2） |
| ------- | ------ | ----------- | ---------- | ------------------- |
| 40131-5 | 東区   | 340,414     | 69.46      | 4,901               |
| 40132-3 | 博多区 | 265,375     | 31.62      | 8,393               |
| 40133-1 | 中央区 | 215,191     | 15.39      | 13,983              |
| 40134-0 | 南区   | 272,762     | 30.98      | 8,804               |
| 40135-8 | 西区   | 214,082     | 84.16      | 2,544               |
| 40136-6 | 城南区 | 134,830     | 15.99      | 8,432               |
| 40137-4 | 早良区 | 225,290     | 95.87      | 2,350               |
|         | 合計   | 1,667,944   | 343.47     | 4,856               |

当初は5区体制で発足したが、1982年（昭和57年）に西区から城南区、早良区が分区された。

### 市街地構成
市の中央部にある天神地区（中央区）が市の中心部で、ここには数多くのデパートやビルが建ち並んでいる。天神から那珂川を挟んだ東隣には那珂川の本流と支流（博多川）に挟まれた中州地形部分があるが、そこが日本三大歓楽街の一つに挙げられる中洲である。そのさらに東隣は「博多」の市街地である。その博多市街地の南東に博多駅が位置している。中洲から博多駅の間の一帯はオフィスビルやビジネスホテルなどが建ち並ぶビジネス街である。天神地区の西および西南に位置する大名、今泉、警固では、1990年代後半ごろから主に若者をターゲットとした店舗が増え、若者の町として急速に発展している。
大名から西へ行くと福岡城跡がある。さらに西方、天神から約4kmの位置には、福岡市の西部副都心を成す繁華街の西新地区（早良区）がある。同地区（中央区地行、西新、藤崎、百道にまたがる地区）の北側は1980年代に埋立により開発された土地で、シーサイドももちと呼ばれ、当時として新しい市街地が形成されている。
市域東部の博多湾上においてアイランドシティ（東区）と呼ばれる人工島が建設中であり、2000年代後半から2010年代初頭ごろにかけて、港湾地区と住宅地の一部が竣工している。福岡市では、2000年（平成12年）前後から市東部のJR鹿児島本線、西鉄貝塚線沿線において土地区画整理事業や連続立体交差化事業などの市街地開発事業を実施しており、古くから東部副都心とされる香椎駅・西鉄香椎駅周辺の香椎地区とJRの旧香椎操車場跡地を利用した新興市街地である千早地区との間、および箱崎地区と吉塚地区との間で整備事業が進んでいる。連続立体交差事業は、千早地区が2004年ごろ、箱崎地区が2004年3月、香椎地区が2007年3月に竣工した。また、土地区画整理事業は、箱崎地区、千早地区については2010年ごろまでにほぼ完了し、香椎地区についても2021年に完了した。
市内南部方面を網羅する、福岡高速5号線や福岡外環状道路を中核とする都市計画道路の整備も進み、2011年4月に福岡外環状道路が全線完成供用されるのと前後して、これに接続する新たな主要幹線道路が都市計画道路として整備されほぼ完成している。2012年7月には高速5号線が全線完成し福岡高速環状線となった。
市街地形成と関連した重大な動きとして、九州大学のキャンパス移転が挙げられる。本部を始め多くの学部が置かれていた東区の箱崎キャンパスと、主に教養部が使用していた中央区の六本松キャンパス（旧制福岡高校校地）を西区に新たに開発した伊都キャンパスに移転させる計画である。伊都キャンパスへの玄関口となる今宿から周船寺にかけての地区では伊都土地区画整理事業が実施され、西部地区に新たな拠点地域が整備された。キャンパス移転は2005年より開始され、同年には九大学研都市駅も開業している。一方、六本松キャンパスの跡地には複合施設・六本松421が開業し、福岡高等裁判所・福岡高等検察庁・福岡県弁護士会館などの法曹関係の施設も当地に移転した。箱崎キャンパスの跡地では「Fukuoka Smart EAST」計画のもと先進的な都市づくりが行われることとなっている。
このほか、駅周辺再開発事業により、福岡市地下鉄姪浜駅周辺の姪浜地区（西区）に新興の商業地が、西鉄大橋駅周辺の大橋地区（南区）にも既存商業地が、それぞれ発達している。
また、街路は、新しく建設された主要幹線道路においては無電柱化、街路樹の整備が促進されている。
さらに都市景観上の大きな特徴として、郊外に超高層マンションが林立しているにもかかわらず、中心部に超高層ビルが存在しないことが挙げられる。これは中心部の至近距離に福岡空港が存在し、航空法の制限表面によりビルに高さ規制が掛かっているためで、博多駅地区では60m、天神地区でも70m程度までが限度となっている。そのため、市では天神および博多駅周辺500m圏内のビルの建て替えなどに合わせて、「天神ビッグバン」・「博多コネクティッド」と称した大規模な市街地再開発事業に着手しており、国家戦略特区制度を活用して高さ制限の緩和が行われることとなっている。
福岡市全域のうち玄界島および小呂島を除く都市計画区域34,082ヘクタールのうち約半分にあたる17,710ヘクタールが市街化調整区域に指定されており、新規に建築物を建築することなどが厳しく規制されているが、既存集落などにおいては、一定の区域を定めて、住宅などの一部の建築物の用途に限り、建築を認める制度が 福岡市開発行為の許可等に関する条例 で定められている。福岡市においては2021年現在も人口が増加し続けており、郊外への開発圧力は依然として高く、線引き制度による規制の重要性は減じていないが、市街化調整区域では、少子高齢化の進む既存集落の活性化も課題となっている。

### 「福岡」と「博多」
都市名は「福岡」であるが、「福岡」を称する市の中心駅名は、西鉄の西鉄福岡（天神）駅（旧名称は「西鉄福岡」）のみで、JRは「博多」を用いている。
福岡は福岡藩黒田氏の「武家町」、博多は古来から国際貿易港としての「商人町」として栄えた歴史があり、那珂川を境として福岡と博多は元々は別々の都市であった。1889年の市制施行の際には、市名を「福岡」「博多」のどちらかにするかで一悶着があったが、都市名を福岡、中央駅名を博多にすることで合意（詳しくは歴史で後述）。新幹線開通時は博多が玄関口となり、博多の知名度が大きく上回ったが、今日では城下町のはずれに位置した天神地区の台頭もあり、かつての「福岡」が商業の街、「博多」がビジネス街となった。こうしたことから「博多」より「福岡」という名称で呼ばれることが多くなり、博多は市内の一地区名でしか用いられないことが多くなった。
近年の福岡・博多地区は武家町・商人町を区別する色合いは薄くなり、双方を包含して九州全体の経済・文化などの中心的機能を担う役割が一層高まっている。

### 隣接する自治体
以下の各市町に隣接している。括弧内は、その市町が隣接している福岡市の行政区。
福岡県
- 市
  - 大野城市（博多区）
  - 春日市（博多区・南区）
  - 糸島市（西区・早良区）
  - 那珂川市（南区・早良区）
- 糟屋郡
  - 宇美町（博多区）
  - 粕屋町（東区）
  - 志免町（博多区・東区）
  - 新宮町（東区）
  - 久山町（東区）

佐賀県
- 市
  - 佐賀市（早良区）
  - 神埼市（早良区）
- 神埼郡
  - 吉野ヶ里町（早良区）

隣接市町のうち、福岡県に属している市町は、いずれも福岡市のベッドタウンとして発達している。しかし、佐賀県に属している隣接市町は福岡市とは脊振山地によって隔てられており、ベッドタウンとして発展するには至っていない。なお福岡都市圏に属している鳥栖市、基山町、みやき町は福岡市隣接市町ではない。
2005年（平成17年）10月1日に佐賀県内の佐賀市と、かつて福岡市に隣接していた佐賀郡富士町・神埼郡三瀬村が合併し、新市制による佐賀市が誕生 したことで、県境を挟んで県庁所在地同士が接することになった。ただし、福岡市と佐賀市の中心部は直線距離で50kmほど離れている。
海を挟んだ長崎県壱岐市・対馬市とも隣接扱いされる事もある。電話料金は離島特例として隣接扱いである。

### 人口
| |                                        |  |
| 福岡市と全国の年齢別人口分布（2005年） | 福岡市の年齢・男女別人口分布（2005年） |  |
| ■紫色 ― 福岡市 ■緑色 ― 日本全国 | ■青色 ― 男性 ■赤色 ― 女性              |  |
| 福岡市（に相当する地域）の人口の推移 \| 1970年（昭和45年） \| 871,717人 \| \| \| 1975年（昭和50年） \| 1,002,201人 \| \| \| 1980年（昭和55年） \| 1,088,588人 \| \| \| 1985年（昭和60年） \| 1,160,440人 \| \| \| 1990年（平成2年） \| 1,237,062人 \| \| \| 1995年（平成7年） \| 1,284,795人 \| \| \| 2000年（平成12年） \| 1,341,470人 \| \| \| 2005年（平成17年） \| 1,401,279人 \| \| \| 2010年（平成22年） \| 1,463,743人 \| \| \| 2015年（平成27年） \| 1,538,681人 \| \| \| 2020年（令和2年） \| 1,612,392人 \| \| |                                        |  |
| 総務省統計局 国勢調査より |                                        |  |
| 1970年（昭和45年） | 871,717人                              |  |
| 1975年（昭和50年） | 1,002,201人                            |  |
| 1980年（昭和55年） | 1,088,588人                            |  |
| 1985年（昭和60年） | 1,160,440人                            |  |
| 1990年（平成2年） | 1,237,062人                            |  |
| 1995年（平成7年） | 1,284,795人                            |  |
| 2000年（平成12年） | 1,341,470人                            |  |
| 2005年（平成17年） | 1,401,279人                            |  |
| 2010年（平成22年） | 1,463,743人                            |  |
| 2015年（平成27年） | 1,538,681人                            |  |
| 2020年（令和2年） | 1,612,392人                            |  |

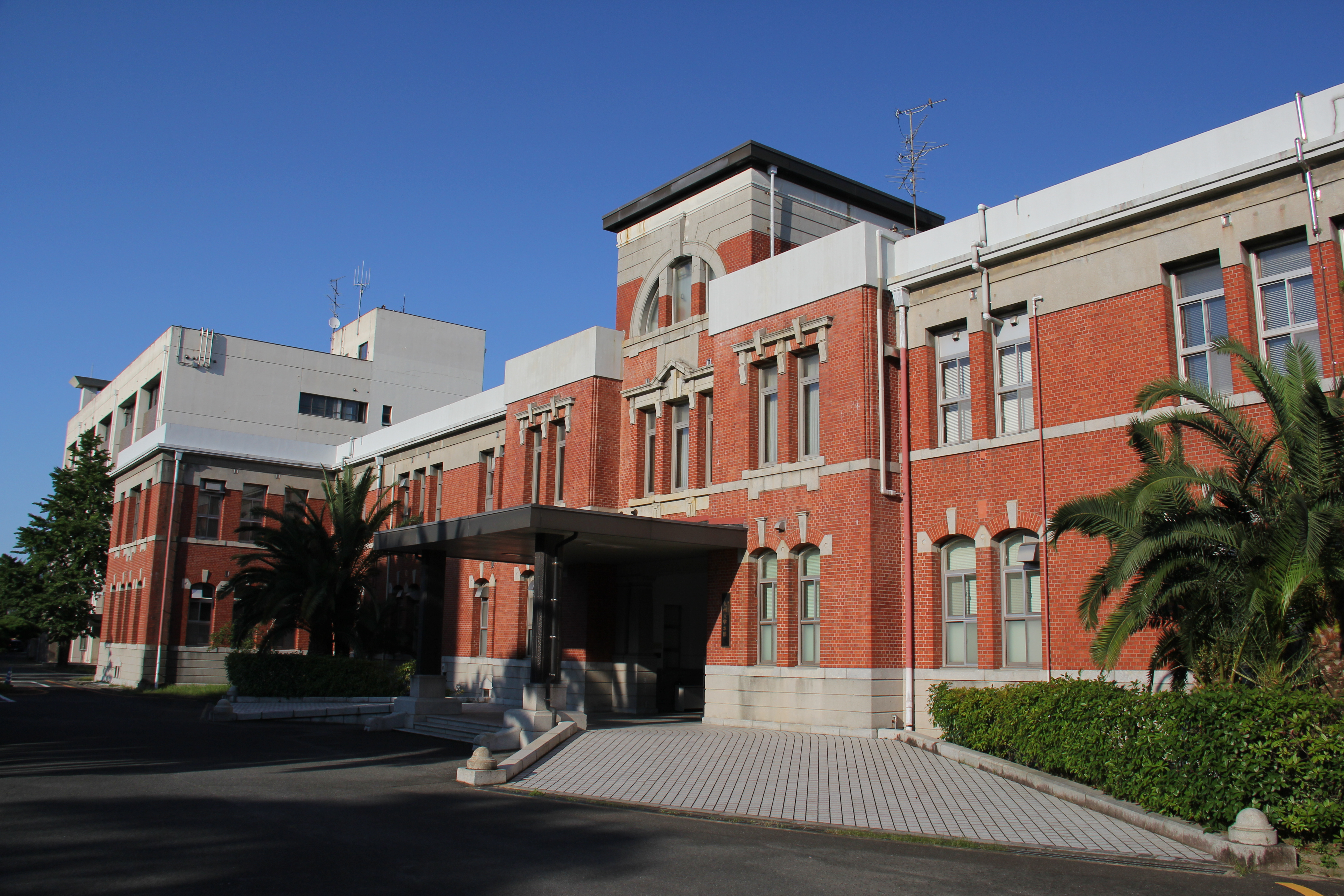
九州大学 旧箱崎キャンパス

国勢調査では、2020年の第21回調査で1,612,392人となっており、前回調査からの人口増加数・人口増加率はそれぞれ政令市中最多・最高となっている。
かつての帝国大学であった九州大学をはじめ、学生数約2万人の福岡大学や同1万人超の九州産業大学 などの大学が集中しているため、福岡県の中でも20代の人口が多いのが特徴。また、断続的な人口流入にともない、その他の市民の平均年齢も比較的若い状態が続いている。2010年の第19回調査によると、福岡市の15歳から29歳の若者の人口比率は19.2%で、全政令指定都市トップである。また人口増加率（調査期間：2010年10月-2013年12月）も全政令指定都市トップであり、1965年（昭和40年）〜2014年（平成26年）の期間の人口の伸び率は、首都圏全域や首都圏大都市と比べても高い。ただし、出生率については、2008年〜2012年の統計で1.24人と低い。
国勢調査人口の推移（単位：万人）

### 人口動態概要
2024年現在約166万人となっている。国内の高齢化に伴い多くの自治体が人口減少を迎えている中で、福岡市は未だに高い人口増加率を続けている。福岡市の人口増加の理由は若い世代の社会増加によるものが大きく、自然動態も政令指定都市の中では平均年齢が非常に若く、小幅な自然減に収まっている事に起因する。自然動態は福岡市は2021年に初めてマイナスにはなったが、他都市では札幌市が2009年、仙台市,広島市が2017年に既に自然減の局面を迎えている。福岡市はかつては政令市では特筆して高い人口増加率ではなかったが、2000年以降の国勢調査では全て増加率トップ3に入っており近年の躍進はめざましいものとなっている。
| 実施年 | 福岡市人口(人) | 福岡市増加数(人) | 福岡市増加率(%) | 国内増加率(%) | 大都市人口増加率順位 |
| ------ | -------------- | ---------------- | --------------- | ------------- | -------------------- |
| 1950年 | 487,885        | -                | -               | -             | -                    |
| 1955年 | 591,868        | 103,983          | 21.3            | 7.3           | 6位                  |
| 1960年 | 682,365        | 90,497           | 15.3            | 4.6           | 10位                 |
| 1965年 | 769,176        | 86,811           | 12.7            | 5.2           | 11位                 |
| 1970年 | 871,717        | 102,541          | 13.3            | 5.5           | 10位                 |
| 1975年 | 1,002,201      | 130,484          | 15.0            | 7.9           | 9位                  |
| 1980年 | 1,088,588      | 86,387           | 8.6             | 4.6           | 5位                  |
| 1985年 | 1,160,440      | 71,852           | 6.6             | 3.4           | 5位                  |
| 1990年 | 1,237,062      | 76,622           | 6.6             | 2.1           | 7位                  |
| 1995年 | 1,284,795      | 47,733           | 3.9             | 1.6           | 6位                  |
| 2000年 | 1,341,470      | 56,675           | 4.4             | 1.1           | 4位                  |
| 2005年 | 1,401,279      | 59,809           | 4.5             | 0.7           | 3位                  |
| 2010年 | 1,463,743      | 62,464           | 4.5             | 0.2           | 3位                  |
| 2015年 | 1,538,681      | 74,938           | 5.1             | 0.8           | 1位                  |
| 2020年 | 1,612,392      | 73,711           | 4.8             | 0.8           | 2位                  |

### 電話番号
市外局番は092。

## 歴史

### 原始

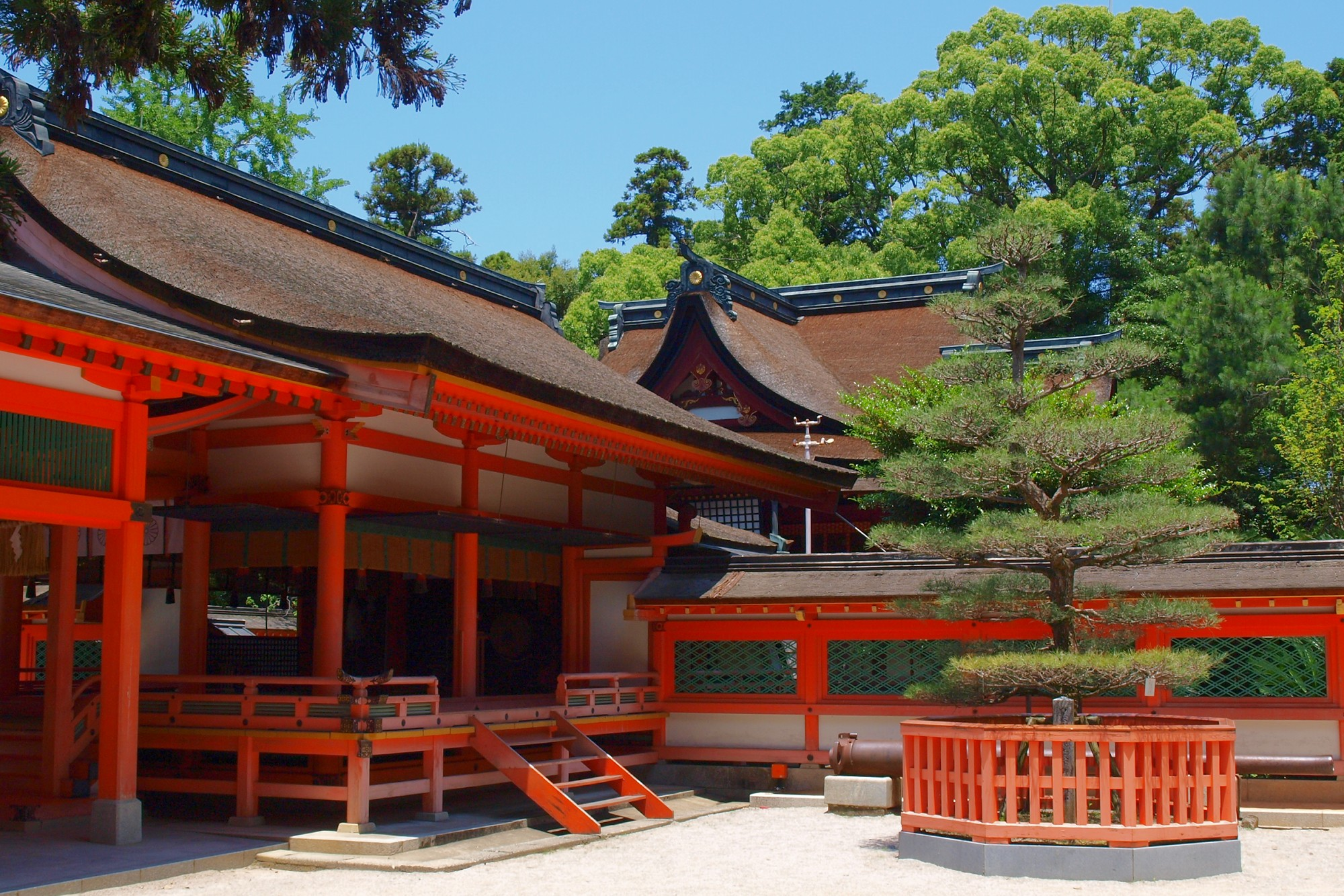
香椎宮（幣殿と本殿）

諸岡遺跡（博多区）や吉武遺跡（西区）から旧石器が出土している。
縄文時代の遺跡としては、糸島半島東部の大原D遺跡（西区）で縄文時代早期の竪穴建物が見つかっているほか、柏原遺跡（南区）からは草創期から後期の土器や集石炉が見つかっている。中期の遺跡として、野多目拈渡遺跡（南区）や有田遺跡（早良区）からイチイガシなどのドングリ類の貯蔵穴がまとまって見つかっている。後期の遺跡では、元岡瓜尾貝塚、桑原飛櫛貝塚（いずれも西区）などの貝塚があり、四箇遺跡（早良区）からは多数の縄文土器や石器が出土している。縄文時代の福岡平野は海底であったことが真鍋大覚の調査で判明しており、「肥前島」の端にあたる前記の遺跡ぐらいで、旧石器時代と同様に少ない。
そのころの遺跡として市内の板付遺跡（博多区）がある。また志賀島（東区）で発見された金印「漢委奴国王印」は、1世紀ごろの大陸文化との交流を示す貴重な史料である。後漢書東夷伝にある「建武中元二年（西暦57年） 倭奴國奉貢朝賀 使人自稱大夫 倭國之極南界也 光武賜以印綬」の記事にある印綬は、この金印のことだと考えられている。また3世紀ごろの様子を記述したいわゆる魏志倭人伝の記載から、「奴国」は博多付近（後の那の津）との説が有力である。
ちなみにこの「魏に朝貢していた」という記録が金印の発見時にひとつの騒動を起こす。天明4年（1784年）に百姓甚兵衛により金印が発見されたとき、主として学者たちが「魏に朝貢していたとはけしからん。このようなものは鋳つぶしてしまうべきである」と強硬に主張し、一時、福岡藩の藩論もそちらに傾くのである。それを、藩校・甘棠館の学長をしていた儒学者亀井南冥が身体を張って阻止したという。
市内各地に古墳が残っており、平野部には那珂八幡古墳、東光寺剣塚古墳、梅林古墳、今宿大塚古墳などの前方後円墳が点在し、油山などの丘陵部には油山古墳群、金武古墳群、今宿古墳群などの円墳の分布地帯がある。

### 伝説時代、古代
神功皇后の三韓征伐伝説がこの地には多く残る。東区香椎の香椎宮は、神功皇后が夫である仲哀天皇の神霊を祀ったところである。
奴国の後身として大和時代には「那の県」「儺県」と呼ばれており、日本書紀などにも記述がある。
527年の筑紫の君磐井の乱の後、朝廷が那津官家を造らせたと日本書紀にある。（「那津の口（博多大津）に建てよ」とある）
607年、小野妹子が第2回遣隋使として那の津より渡る。630年には遣唐使が渡っている。
663年、百済再興を目論んで派遣した倭国援軍が、白村江の戦いにて唐、新羅軍に大敗北を喫する。唐、新羅連合軍の報復に備えた大和朝廷は、その守りとして博多湾岸に防人を配し、水城、大野城などの城砦を築く。これより後、全国から徴発された若者が防人として北部九州に配備され、故郷を遠く離れて軍務に就く辛さと哀しみを詠い、万葉集に残されている。
757年、櫛田神社が開かれる。
7世紀から11世紀にかけては、国際交流が盛んになり、665年には筑紫館（つくしのむろつみ、つくしのたち）が建設され、これが後に大宰府の迎賓館となる鴻臚館（こうろかん）となった。外国からの使節の接待、遣唐使などの送別といった迎賓館としての機能に加えて、貿易事務所、検疫所的な役割も果たしていたらしい。鴻臚館遺跡は1988年に当時の平和台野球場の外野席の土盛りの下から発見され、市民を驚かせた。奈良時代は目の前が海岸であり、使節の船は沖がかりして小舟で上陸した。
なお、遣唐使廃止の建白を行った菅原道真が901年に大宰府に左遷されたとき、博多に上陸し、四十川（よんじっかわ）の清流を水鏡として自らの姿を見、そのやつれようを嘆いたという。その地に建立されたのが水鏡天満宮（すいきょうてんまんぐう）（水鏡天神）であり、福岡市の都心・天神の地名は、この事に由来する。
806年、東長寺が開かれる。
919年、箱崎放生会始まる。923年、筥崎宮が開かれる。

### 中世前半
1161年には平清盛により日本初の人工港『袖の湊』が建設された。これは埋め立てにより埠頭を築いたものである。天神・博多部はまだ海の底であり、整備された港湾の沿岸部には筥崎宮、住吉神社、櫛田神社などの大きな寺社が立地していた。中世の寺社は貿易の重要な出資者であり、博多の冒険商人たちのスポンサーであった。
11世紀の終わりごろから、博多にはのちに「大唐街」とよばれる唐人街が形成された。異国風の建物が建ち並び、多数の外国人商人が行き交う大都市であった。この時代に博多にいた唐人商人に謝国明らがいる。中国大陸と博多を船団を組んで盛んに往来し、日宋貿易で富を築いた中国商人は、博多に居住して活発な商業活動を行い、博多の寺院とも結び、その力は中央にも及んで特に「博多綱首」と称されるに至った（「綱首」とは「船長」の意の尊称）。
博多は文化の受け入れ窓口でもあった。1195年 栄西が博多に日本初の禅寺である聖福寺を開いたが、このときも博多綱首らが物心両面の援助をしている。栄西は南宋から茶を持ち帰り喫茶の習慣を日本中に広めたことでも知られるが、「饅頭（まんじゅう）」「饂飩（うどん）」「蕎麦（そば）」などの日本人になじみ深い食物が日本に入ってきたのもこの時期の博多を通じてであった。

#### 元寇

文永の役における鳥飼潟の戦い（蒙古襲来絵詞）

交易拠点として発展する反面、博多は常に対外的な脅威に曝されており、869年には新羅海賊が博多湾に侵入、1019年には刀伊の入寇があった。そして、宋を滅ぼしてユーラシア大陸のほとんどを支配した人類史上最大の帝国、モンゴル帝国が迫っていた。
高麗を屈服させたモンゴル帝国のクビライが日本の服属を求め、時の鎌倉幕府がこれを拒否したことから、1274年、モンゴル人・漢人・女真人・高麗人などからなる4万人の元軍が襲来した（文永の役）。10月5日に対馬、10月14日に壱岐を襲撃し、平戸鷹島の松浦党の本拠を全滅させた元軍は、10月20日、百道原から博多湾に上陸し、激しい地上戦が展開された。しかし、赤坂の戦いや鳥飼潟の戦いで破れるなど苦戦を強いられた元軍は、撤退を決め、夜間の撤退を強行したため、撤退中に暴風雨を受け、甚大な損害を被った。
幕府は、再度の元軍の襲来に備え、博多湾岸に約20kmにも及ぶ石築地を築いた。この史跡「元寇防塁」は現代にも残っており「防塁」という地名も存在する。そして、1281年に元軍が襲来（弘安の役）。博多湾に現れた元軍は、防塁から上陸することを避け、陸繋島である志賀島を占領し、博多への進出を窺うが、日本側の総攻撃を受け大敗し、壱岐島に撤退した（志賀島の戦い）。

### 中世後半
室町時代を通じて博多は年行司と呼ばれる12人の豪商の会議によって市政が運営され、日本史上において初めての自由都市であった。堺 (堺市) （堺は36人の会合衆によって市政が運営された）と並び貿易都市として繁栄するが、それゆえに戦国時代には戦国大名の争奪の対象となり、豊臣秀吉と島津義久の戦いの際に島津軍によって焼き払われた。

### 近世

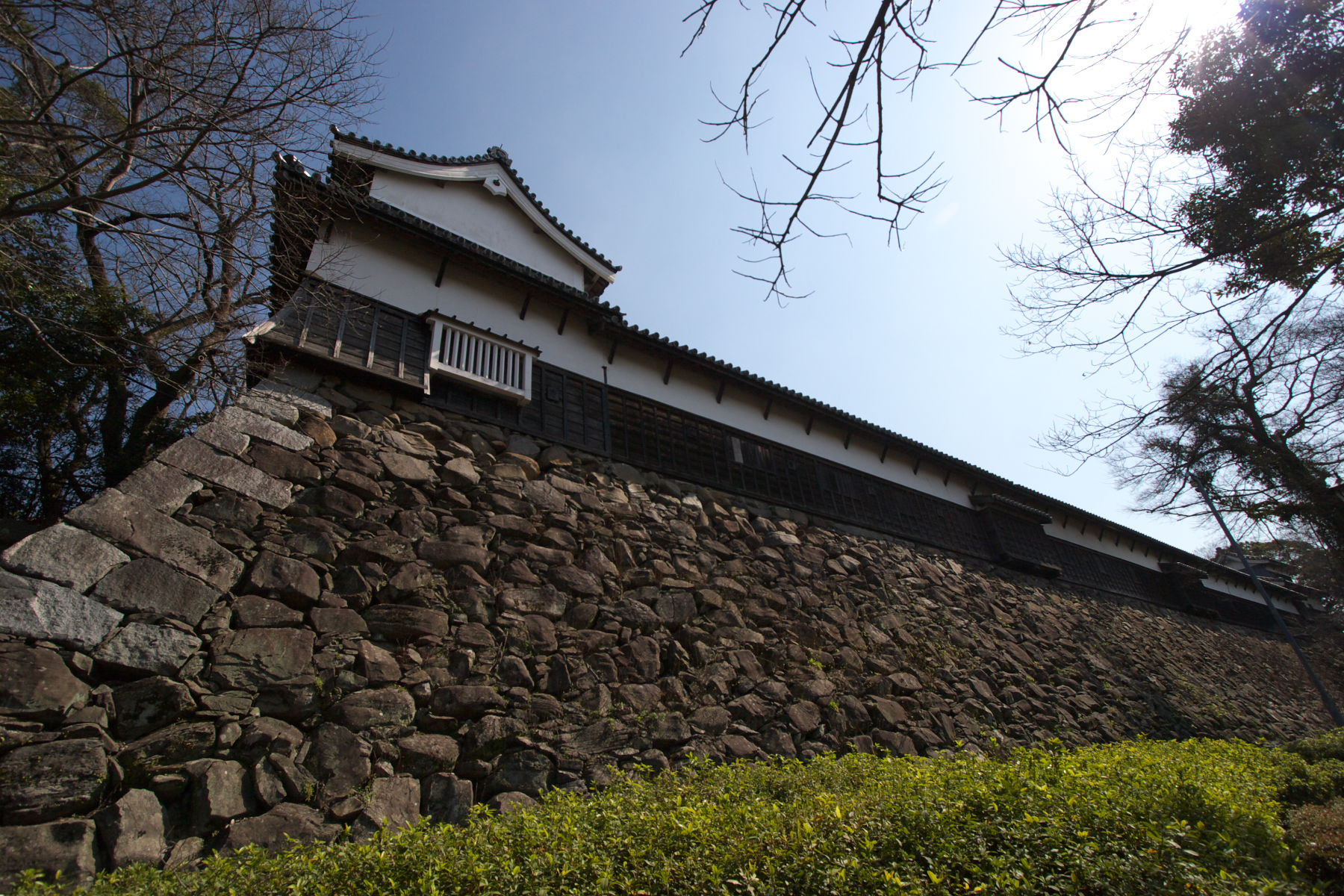
黒田氏が築いた福岡城（写真は南丸多門櫓）

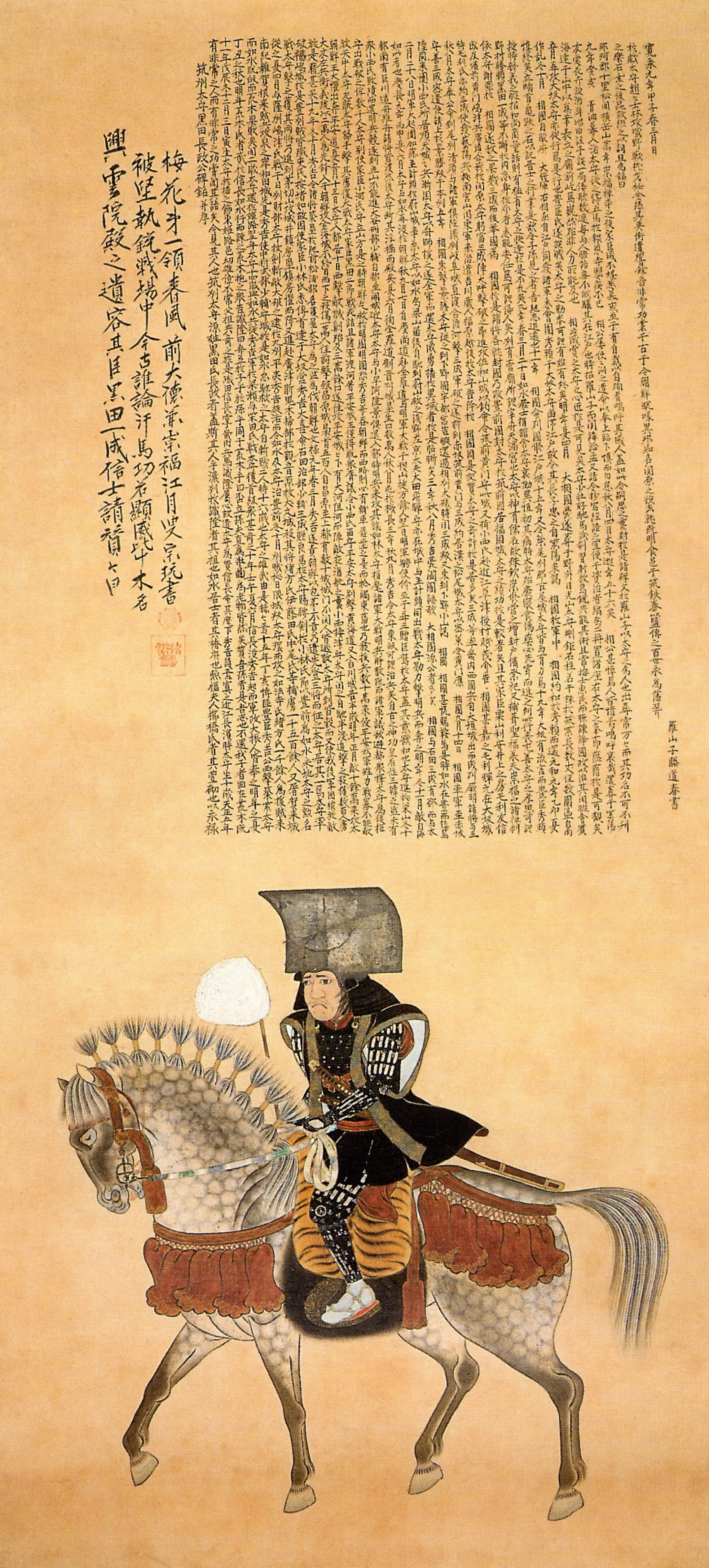
福岡藩初代藩主・黒田長政

九州平定後、1587年7月24日（天正15年6月19日）に筑前箱崎において豊臣秀吉はバテレン追放令を発令した。九州をすべて服属させた豊臣秀吉により博多の復興がなされた。これを太閤町割と呼ぶ。交易の自由や、町人による街の自治が行われ、新たな自治都市が確立された。なお当時の博多とは、博多湾南岸の東西に渡る地域を指したものだった。このときの秀吉の意図には、文禄・慶長の役で出兵を行うにあたり、貿易都市・博多を物流の補給基地として活用しようというものがあったと思われる。
関ヶ原の戦いの後の1600年に黒田如水、黒田長政親子が筑前国に入国し、その後市内中心部の那珂川から東を博多、西を福岡と呼び、そのまま定着した。黒田親子は、小早川秀秋の居城であった名島城（東区）に入城したが、名島城は博多湾に面した小高い丘の上にあるために城下町が作れなかった。そこで1601年から当時の警固村（現・中央区）福崎に新たな城・福岡城と城下町をつくった。
その際、出身地の備前国福岡（現在の岡山県瀬戸内市長船町福岡）に由来して、城下町を福岡と命名した。黒田藩は博多のまちの自治を広く認めたため、町人の商業都市・博多と武士の行政都市・福岡が機能分担しつつ隣接するという、全国的にあまり類例のない「双子都市」が誕生した。博多と福岡の境界である那珂川の中州は歓楽街としての中洲が発展した。
江戸時代を通じた幕府の鎖国政策により、外国との通商が長崎と対馬に限られたため、福岡・博多の国際貿易都市としての展開はあまり見られなかった。
なお、前述のとおり、天明4年（1784年）に志賀島で金印が発見されている。

### 近代

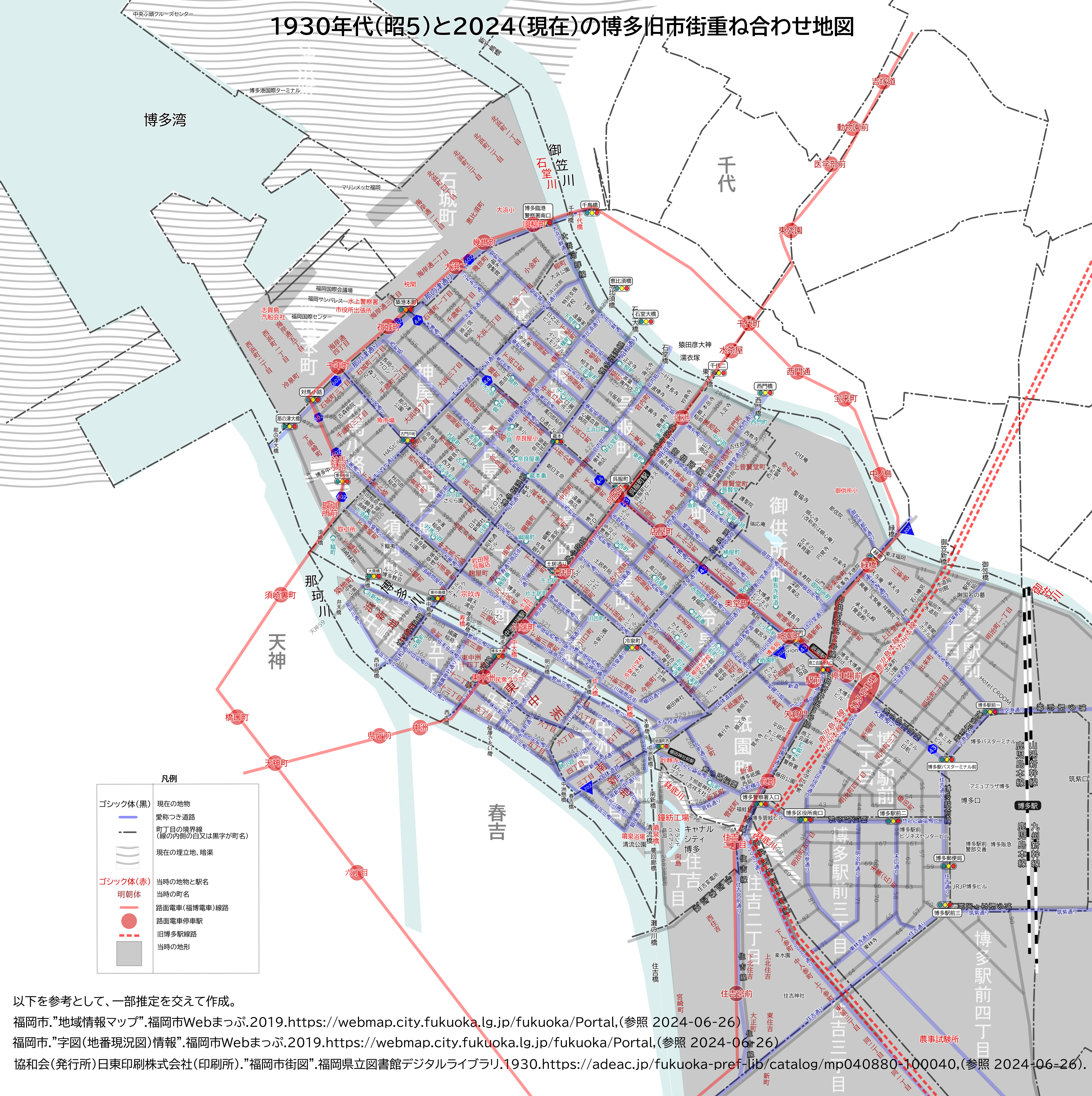
博多旧市街の1930年代（昭和5年以降）と2024年（令和6年）との重ね合わせ地図（SVG形式のファイルへのリンク）

その後、江戸時代から明治時代初期まで博多と福岡は共存していたが、1876年に地域区分の再編によって「福博」（ふくはく）という一つの地域呼称が生まれた。さらに1878年、郡区町村編制法の施行により第一大区（福博）が福岡区と呼称され、「博多」を名乗る自治体は誕生しなかった。
1889年に福岡区が市制を施行する際、市名を「博多市」にする、あるいは福岡と博多を再分離する声も上がったが、いずれも実現せず、都市名は福岡市となった。市制施行のときの「名前争い」は深刻で、福岡派と博多派が互いに闇討ちをしあうという過熱ぶりであったという。翌1890年，明治23年第2回市会は「名称問題」で紛糾し、採決したところ完全に賛否同数であり、福岡部出身の議長が議長席を降り一議員として投票したが再び同数となり、最終的に福岡部出身の議長代理者の裁決で「福岡」と決したものである。
明治のこの時点では、「福岡」と「博多」は別の地域という概念が強く残っていた。そのためちょうど同じころ、当時の九州鉄道会社（後に国有化）が福岡市から現在の久留米市までの鉄道を敷設する際、市の中心駅は「博多」地区にあるということで駅名は福岡駅ではなく、博多駅となった。

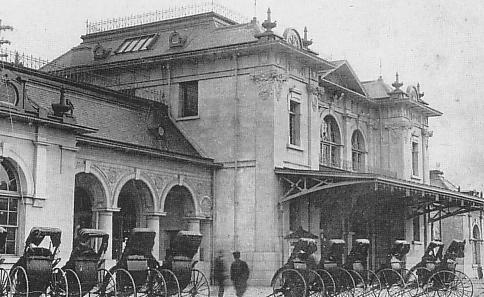
戦前の博多駅（昭和20年頃）

なお「福岡駅」の名は、福岡市中央区天神に位置する西鉄の駅が名乗り、2001年には西鉄福岡（天神）駅と駅名が変更された。なお、1972年の政令指定都市昇格に伴い、行政区として「博多区」が設置され、ここにほぼ百年の時間を経て「博多」が行政域名として採用されることとなった。
かつて町人の商業都市として栄えた『博多』は、官公庁の集うビジネス街、武士の行政都市として発展した『福岡』は、繁華街商業地となり、機能が入れ替わった。

### 現代
1975年、山陽新幹線が博多まで開業した。

### 年表

#### 原始 - 古墳時代
- BC40000年 諸岡遺跡、吉武遺跡から旧石器
- BC10000年 大原D遺跡から縄文時代早期の竪穴建物
- BC2000年 野多目拈渡遺跡・有田遺跡からドングリ貯蔵穴、元岡瓜尾貝塚、桑原飛櫛貝塚
- BC1000年 四箇遺跡から多数の土器と石器
- BC450年 板付遺跡（日本初の稲作農業）
- 57年 奴の国王が後漢光武帝から「漢委奴国王」の金印を受ける
- 527年 磐井の乱。筑紫国造磐井がヤマト政権に対し反乱を起こす
- 536年 那の津（博多区比恵、南区三宅付近）に官家（みやけ）をつくる。（那津宮家）大宰府の前身

#### 古代
- 664年 前年倭国軍が、白村江（はくすきのえ）にて唐、新羅軍に負け百済が滅亡。その守りとして博多湾岸に防人をおき、水城（現在の大野城市、太宰府市境付近）を築く
- 665年 筑紫館（つくしのむろつみ、つくしのたち）を設置。のち鴻臚館となる
- 757年 櫛田神社（博多区）創建
- 806年 空海が唐より帰り、真言宗東長寺を開く
- 869年 新羅海賊が博多湾に襲来
- 919年 箱崎放生会（ほうじょうや）が始まる
- 923年 筥崎宮創建。穂波郡大分宮を移築
- 941年 小野好古（おののよしふる）、大蔵春実（おおくらはるざね）が博多湾にて、大宰府を放火した藤原純友を退散させる。（承平天慶の乱）
- 1019年 刀伊の入寇（といのにゅうこう）。女真族の一部（刀伊）が壱岐・対馬を襲い、更に筑前を襲った。大宰権帥の藤原隆家が奮戦し撃退する。
- 1161年 平清盛が日本初の人工港「袖の湊」を建築
- 1179年 博多どんたくの起源である博多松囃子が始まる

#### 中世
- 1195年 栄西が博多に日本初の禅寺である聖福寺を開く
- 1241年 博多祇園山笠が始まる
- 1242年 円爾が謝国明の助力で承天寺を開く
- 1274年 元寇（文永の役）モンゴル帝国軍は4万
- 1276年 元寇防塁を築く
- 1281年 元寇（弘安の役）モンゴル帝国軍、高麗軍、江南軍あわせて14万
- 1282年 北条時定が姪浜（西区）に鎮西探題を定める
- 1336年 多々良川河口（東区）にて、足利尊氏が菊池武敏を破る（多々良浜の戦い）
- 1550年 フランシスコ・ザビエル博多へ来舶[注釈 7]
- 1559年（永禄2年） 筑紫惟門が博多の街を襲撃して破壊[36]
- 1569年（永禄12年）大友氏と毛利氏の多々良浜の戦いで大友氏が勝利

#### 近世
- 1580年（天正8年）には龍造寺隆信が筑前国に進撃。博多の町のほぼ全土が焼失[37]。
- 1584年 島津義久の軍が博多を占領する。博多の一部復興が始まる
- 1586年（天正14年）8月下旬に博多を焼き払って撤退する
- 1587年 7月24日（天正15年6月19日）に筑前箱崎において豊臣秀吉はバテレン追放令を発令する
- 1587年 豊臣秀吉が町割りを定め博多を復興（太閤町割り）黒田如水に住民を呼び戻す役目を担わせ、石田三成を博多奉行に任じ、博多商人の宗湛や島井宗室にも協力をさせ、本格的な復興に取り掛かる
- 1588年（天正14年）五大老の一人小早川隆景が入国
- 1595年（文禄4年）隆景の養子である小早川秀秋が領主となる。
- 1600年 秀秋は関ヶ原の戦いで西軍を裏切り東軍に付くものの備前と美作に移封され、代わりに黒田如水・長政親子が筑前へ入国
- 1601年 福岡城の建設に着手。以来、黒田氏の城下町となる
- 1687年 博多祇園山笠の追い山が始まる
- 1784年 志賀島（現在の東区）で甚兵衛が「漢委奴国王」の金印を掘り出す
- 1828年 シーボルト台風により博多湾で高潮が発生し、2,500人以上の死者

#### 明治時代

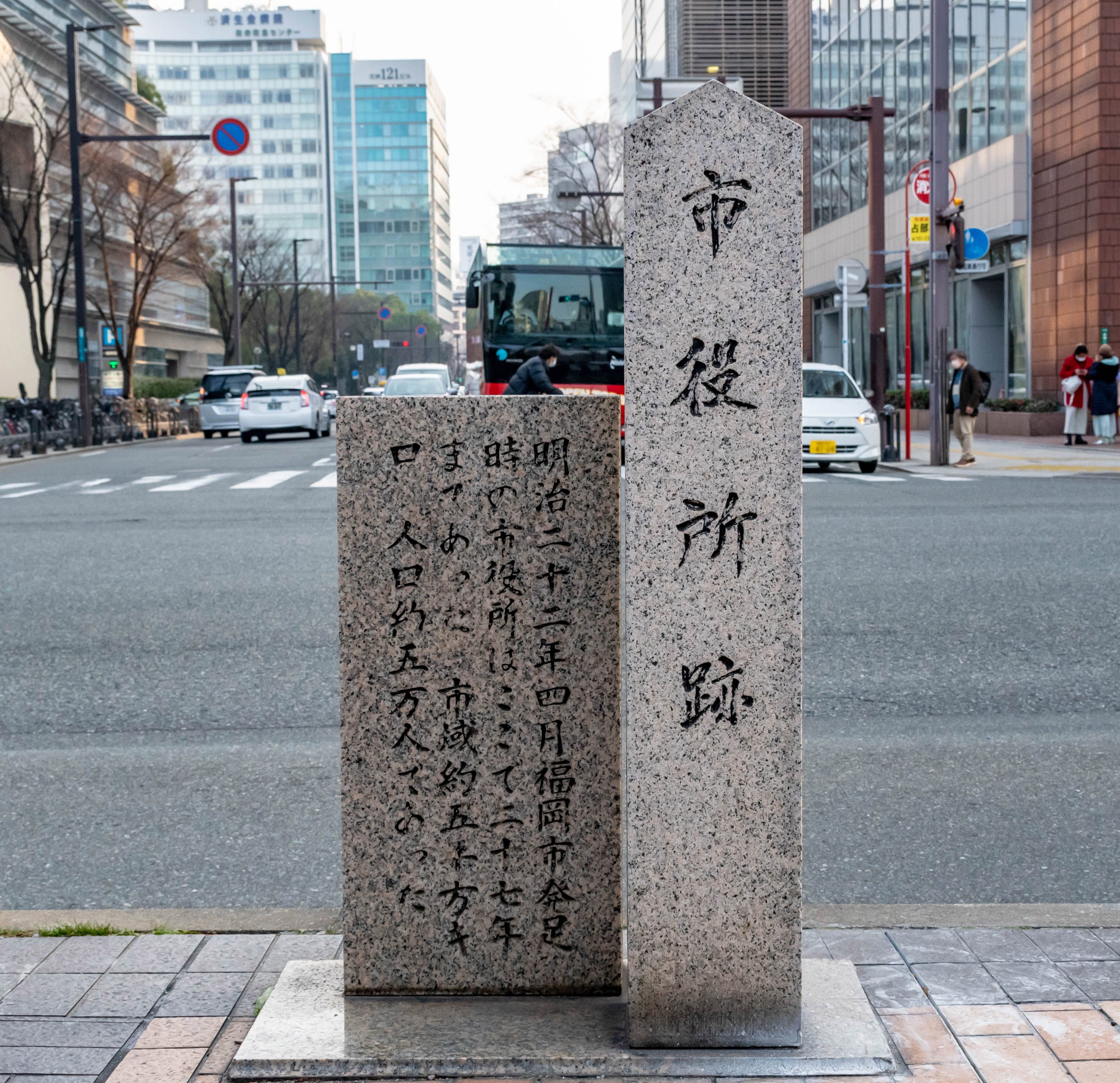
福岡市発足時の旧市役所の跡地を示す石碑

市制施行以後の行政区域の変遷については、「行政区域の変遷」を参照のこと。
- 1870年 7月18日、福岡藩贋札事件。太政官札偽造が発覚し弾正台による捜査が始まる。
- 1871年 7月2日（太陽暦1871年8月17日）、黒田長知が藩知事を罷免、有栖川宮熾仁親王が知藩事となり、福岡藩は事実上の廃藩となる。
- 1871年 7月14日、廃藩置県により、福岡藩は福岡県、有栖川宮が引き続き知県事となる。県内を32区に区分し、福岡を第一区、博多を第二区とする。
- 1872年 9月 15日、県内を16区に再編成し、福岡を第一大区、博多を第二大区とする。
- 1873年 6月、筑前竹槍一揆。福岡城内の県庁を打ち壊す。
- 1876年 5月、県内を9区に再々編成し、福岡と博多を1つの区に統合し第一大区とする。
- 1877年 3月、福岡の変。西南戦争を起こした西郷隆盛に呼応した武部小四郎や越智彦四郎を中心とした旧福岡藩士により福岡城襲撃が計画・実行されるが失敗する。
- 1878年 11月1日、郡区町村編制法施行により福岡区とする。
- 1889年
  - 4月1日、市制施行により、福岡区は福岡市となる。日本で最初に市制施行した市の一つ。
  - 12月11日、九州鉄道（初代）博多 - 千歳川間開業により、博多駅が開業。
- 1898年 マグニチュード6の糸島地震。福岡市西部の糸島半島付近が震源地とされ、家屋の一部に被害が発生する。
- 1899年 8月4日、博多港開港。
- 1903年 京都帝国大学福岡医科大学（後の九州帝国大学医科大学、現在の東区内）を開設。
- 1909年 医科大学教授榊保三郎により、日本最古級のアマチュアオーケストラであるフィルハーモニー会（現在の九大フィルハーモニー会の前身）設立。
  - 10月 市章を制定[38]。
- 1910年 3月9日、市内電車の福博電気軌道が開通（のちの西鉄福岡市内線）。
- 1911年
  - 1月1日 九州帝国大学（現・九州大学）創立。分科大学として工科大学を設置。
  - 4月1日 京都帝国大学から福岡医科大学が移管され、九州帝国大学医科大学となる。
  - 10月2日、市内電車の博多電気軌道が開通（のちの西鉄福岡市内線）。

#### 大正時代
- 1920年 10月1日、第1回国勢調査が実施。当時の福岡市の人口は95,381人で、国内では第17位、福岡県内では八幡市（現北九州市）に次ぐ第2位であった。[39]
- 1922年 12月24日、来日したアルベルト・アインシュタインが大博劇場で講演を行う。
- 1923年 3月、曲淵ダムと平尾浄水場（現福岡市動植物園の植物園地区）が完成し、上水道による給水を開始。
- 1924年 4月12日、九州鉄道（二代目。現在の西鉄天神大牟田線）が開業。

#### 昭和時代
- 1927年 3月25日 - 5月23日、東亜勧業博覧会開催。
- 1929年 福岡 - 大阪 - 東京の定期旅客航空便が開設。旧入船町（現在の中央区港-荒戸付近）の日本航空の水上機発着場を使用。
  - 4月1日、早良郡原村・樋井川村の編入合併により長崎市の人口を上回り、九州最大都市となる（1963年、新しく発足した北九州市に一旦九州一の座を明け渡した）。
- 1930年
  - 名島水上飛行場（福岡飛行場、現在の東区内）が開場。福岡 - 大阪間は35円。
  - 6月、NHK福岡放送局（JOLK）ラジオ本放送開始。

- 1931年
  - 9月、チャールズ・リンドバーグが名島水上飛行場に来場
  - 11月、福岡市歌が制定される
- 1936年 雁ノ巣飛行場（福岡第一飛行場、現在の東区雁ノ巣レクレーションセンターのあたり、当時は糟屋郡和白村）が日本初の国際空港として開場。名島水上飛行場（福岡飛行場）は福岡第二飛行場と改名。
- 1936年3月9日、広田弘毅が福岡市（福岡県）出身としては初の内閣総理大臣となる。（ - 1937年2月2日）
- 1937年 5月28日、ヘレン・ケラー来訪。西南学院、福岡女学院および福岡聾学校を訪問。
- 1945年
  - 5月、陸軍席田（むしろだ）飛行場（現在の福岡空港）開場。
  - 6月19日、福岡大空襲。米軍機による大規模夜間爆撃により死者902人を出した。
- 1945年 9月22日、米軍が進駐。板付空港（現福岡空港）を接収。
- 1946年 10月15日、天神地区で新天町商店街が営業開始。
- 1948年
  - 平和台陸上競技場が完成。
  - 10月、第3回国民体育大会開催。
- 1949年5月、市内に昭和天皇の戦後巡幸[40]。
- 1950年
  - 平和台野球場完成。
- 1951年
  - 1月25日、NHK福岡放送局および西日本新聞社と合同で新「福岡市の歌」を選定。
  - 10月、福岡空港（別称：板付空港）で民間航空が再開
  - 12月1日、ラジオ九州（現：RKB毎日放送）開局。
- 1953年
  - 6月 梅雨末期の大雨により大被害(昭和28年西日本水害)
  - 8月22日、福岡市動物園が開園
- 1954年 2月8日、マリリン・モンロー、ジョー・ディマジオ 新婚旅行で来福。
- 1956年 3月1日、NHK福岡放送局、テレビ（JOLK-TV）本放送開始。
- 1957年 4月14日、福岡水族館が開館
- 1963年 12月1日、博多駅が現在地に移設
- 1968年
  - 九州芸術工科大学（現在の九州大学芸術工学部）設立。福岡市内では2校目の国立大学の設置。
  - 8月、福岡水族館が閉館。
- 1972年
  - 4月1日、北九州市に次ぐ九州2番目の政令指定都市となり、中央区・博多区・東区・西区・南区の5区が発足する[注釈 8]。
  - 西鉄ライオンズがシーズン終了後、福岡野球株式会社に売却される。太平洋クラブと提携し、球団名は「太平洋クラブライオンズ」となる。
- 1975年
  - 3月10日、山陽新幹線博多駅開業。
  - 国勢調査に基づく市の人口が初めて100万人を突破。
- 1976年 中央区天神地区に天神地下街が開業。
- 1977年 太平洋クラブライオンズが「クラウンライターライオンズ」に改称（クラウンガスライターとの提携のため）。
- 1978年
  - 異常少雨により5月20日から287日間に渡り断水を伴う給水制限が実施された（昭和53-54年福岡市渇水）。
  - クラウンライターライオンズが西武グループに球団を売却、新球団西武ライオンズとして福岡から埼玉県所沢市に移転。福岡からプロ野球球団が姿を消す。
- 1979年
  - 2月11日、市内電車（西鉄福岡市内線）全線廃止。
  - 人口が北九州市を抜き、再び九州最大となる。
- 1980年
  - 6月1日、福岡市植物園が開園。
  - 10月20日、福岡都市高速道路部分開通
- 1981年 7月26日、福岡市地下鉄部分開業
- 1982年 5月10日、西区が（新）西区・早良区・城南区に3分割される
- 1988年 大阪市を本拠地にしていたプロ野球チーム・南海ホークスが球団売却に伴い福岡市に移転し、「福岡ダイエーホークス」と名称を変更することを決定。翌1989年から平和台球場を本拠地とする。11年ぶりに福岡にプロ野球球団が戻ってくる。
  - 10月、荒津大橋が開通。

#### 平成時代
- 1989年
  - 3月17日 - 9月3日、シーサイドももちにてアジア太平洋博覧会（通称：よかトピア）開催。開幕と同時に福岡タワーが完成。
  - 4月18日、マリンワールド海の中道（水族館）が開館（福岡市では約20年ぶりとなる水族館）。
- 1990年
  - 東平尾公園完成。
  - 第45回国民体育大会（とびうめ国体）開催。
  - 10月、福岡市博物館開館
- 1993年 3月31日、福岡ドーム竣工。4月2日開場
- 1994年 猛暑と少雨のため8月4日から295日間にわたり断水を伴う給水制限が実施された（平成6年渇水）。
- 1995年
  - 静岡県藤枝市のJFLサッカークラブである藤枝ブルックスが福岡市に移転。「福岡ブルックス」と名称を変更。移転当初数か月は平和台陸上競技場を本拠地とする。
  - 博多の森球技場が完成。福岡ブルックスの本拠地となる。
  - 8月23日 - 9月3日、ユニバーシアード福岡大会開催。
- 1996年 福岡ブルックスが「アビスパ福岡」に改称の上Jリーグ加盟。
- 1997年 8月9日 - 8月13日、パンパシフィック水泳選手権大会開催。
- 1999年
  - 6月29日、梅雨前線による大雨で博多駅周辺や博多駅地下街が浸水する。地下店舗の従業員1名死亡。
  - 10月28日、NPB日本シリーズで福岡ダイエーホークスが中日ドラゴンズを下して日本一になる。
- 2000年 7月8日、福岡市博物館にて、九州・沖縄サミット（蔵相会合）開催。
- 2001年 7月16日 - 29日、第9回世界水泳選手権大会開催（アジアで初の世界水泳選手権大会開催）。
- 2002年
  - 11月1日、ヨドバシ博多が開業。
- 2003年
  - 7月19日、梅雨末期の大雨で博多駅付近を中心に浸水などの被害を受ける。
  - 10月、九州芸術工科大学が九州大学と合併。
- 2004年 福岡ダイエーホークスがソフトバンクの球団買収により、福岡ソフトバンクホークスとなる。
- 2005年
  - 2月3日、福岡市営地下鉄七隈線開業。
  - 3月20日、玄界灘にてマグニチュード7の福岡県西方沖を震源とする地震が発生。中央区と東区で震度6弱を記録し市内で家屋の損壊や死者1名を出した。特に震源地に近い玄界島では大半の家屋が全半壊するなどの大きな被害を受けたため、多くの住民が島外に避難した。政令指定都市で震度6クラスの地震が起こったのは、兵庫県南部地震（阪神・淡路大震災）の神戸市で震度6 - 7を観測して以来10年ぶり。
  - 9月9日 - 11月20日、アイランドシティにて第22回全国都市緑化ふくおかフェア（通称・アイランド花どんたく）開催。
  - 9月22日、山崎広太郎市長（当時）により福岡オリンピック構想発表（招致実現せず）。
  - 10月1日、九州大学伊都キャンパスが福岡市西区と糸島市にまたがる地域に開設。
- 2006年
  - 8月25日、市の職員が福岡海の中道大橋飲酒運転事故を起こす。
  - 11月19日、福岡市長選が行われ、民主党推薦の吉田宏が当選。民間出身の市長は50年ぶり。
- 2007年
  - 11月15日、天神ロフトが開店。
- 2008年
  - 8月12日、三瀬トンネル有料道路に九州最大級のループ橋が完成。
- 2009年
  - 7月24日、連日の集中豪雨により、樋井川流域に避難勧告が出される。
- 2010年
  - 3月19日、天神の岩田屋旧館に福岡パルコがオープン。
  - 7月13日、連日の集中豪雨により、那珂川が氾濫寸前となり福岡市内で避難指示が発令した。
  - 11月14日、福岡市長選が行われ、元民放アナウンサーの高島宗一郎が当選。
- 2011年
  - 3月3日、JR博多シティオープン。核テナントに博多阪急・アミュプラザ博多・東急ハンズが入り、同時に博多一番街もオープンした。
  - 3月12日、九州新幹線全線開通。なお、全線開通の式典は前日に起きた東北地方太平洋沖地震（東日本大震災）のため中止となった。
  - 4月29日、福岡外環状道路が全線開通。
  - 6月1日、推計人口で京都市を抜き政令市6位となる。
  - 11月26日、ホークスタウンにHKT48劇場がオープン。
- 2012年
  - 7月21日、福岡都市高速環状線が開通。
- 2013年
  - 2月、中国からの微小粒子状物質（PM2.5）の飛来が顕著となる。
  - 5月1日、推計人口が150万人を突破。
  - 12月5日、ISUグランプリファイナル開催。
- 2014年
  - 5月1日、国家戦略特区に指定される。
  - 11月1日、福岡市東区の人工島（アイランドシティ）に新築移転した福岡市こども病院が開院する。
  - 11月1日 - 3日、スペシャルオリンピックス日本夏季ナショナルゲーム（スペシャルオリンピックス2014福岡）が開催される。
  - 11月9日、福岡マラソン2014が開催される。
- 2015年
  - 10月1日、法定人口が神戸市を抜き政令市5位となる。
- 2016年
  - 2月12日、福岡市中央卸売市場の青果市場、西部市場、東部市場の3市場が統合し、福岡市新青果市場（愛称：ベジフルスタジアム）がアイランドシティに移転・開場する[41]。
  - 4月21日、KITTE博多オープン。核テナントは丸井（博多マルイ）。
  - 4月28日、HKT48劇場が西鉄ホール（ソラリアステージ6F）へ移転。
  - 11月8日、博多駅前2丁目（はかた駅前通り）交差点付近の地下鉄七隈線延伸工事現場で道路陥没事故が発生[42]。同月15日、復旧作業を終え午前5時から全面通行を再開した[43]。（博多駅前道路陥没事故参照）
  - 11月18日 - 20日、アメリカズカップ・ワールドシリーズ第9戦福岡大会が開催される[44]。
  - 12月1日、博多祇園山笠などの「山・鉾・屋台行事」がユネスコ無形文化遺産に登録[45]。
- 2017年
  - 10月1日、福岡市中央区六本松の複合施設六本松421に福岡市科学館が開館。
- 2018年
  - 3月17日、博多バイパスが全線開通。
  - 7月20日、福岡市の気温が観測史上（1890年以降）最高の38.3℃を記録する。
  - 8月20日、福岡高等裁判所、福岡地方裁判所、福岡簡易裁判所が福岡市中央区六本松に移転する[46]。
  - 8月27日、福岡家庭裁判所が福岡市中央区六本松に移転する[46]。
  - 11月21日、MARK IS 福岡ももちがグランドオープン。
  - 12月1日、福岡市総合体育館が開館。
  - 12月4日、福岡市博多区で12月の観測史上最高の26.4℃（夏日）を記録する[47]。
- 2019年
  - 3月31日、福岡市九電記念体育館が閉館。
  - 3月31日、福岡ビルが閉館。

#### 令和時代
- 2019年
  - 6月8日 - 9日、G20財務大臣・中央銀行総裁会議が開催[48]。
- 2020年
  - 2月11日、天神ビブレが閉店[49]。
  - 3月31日、天神コアが閉館[50]。
  - 7月21日、PayPayドーム隣にBOSS E・ZO FUKUOKAオープン[51]。
  - 10月14日、LINE Fukuokaを発起人、福岡市をオブザーバーにして地元企業9社（前述のLINE Fukuokaに加え西日本鉄道、九州旅客鉄道、嘉穂無線ホールディングス、西部ガス、西日本シティ銀行、福岡銀行、福岡国際空港、福岡地所）で「Fukuoka Smart City Community」を発足[52]。
  - 11月2日、「BOSS E・ZO FUKUOKA」1Fに「西日本シティ銀行 HKT48劇場」がオープン[53]。
- 2021年
  - 3月12日、福岡市で観測開始以降最も早くサクラが開花する[54]。
  - 3月27日、福岡高速6号アイランドシティ線（香椎浜JCT－アイランドシティ）が開通[55]。
  - 6月21日 - 7月11日、福岡市を含む3市で新型コロナウイルス「まん延防止等重点措置」適用対象地域となる[56][57]。
  - 8月2日 - 8月31日、福岡市を含む3市および福岡地域で「まん延防止等重点措置」適用対象地域となる[58]。
  - 8月20日 - 9月12日、「まん延防止等重点措置」適用対象地域から「緊急事態宣言」に移行[59]。9月9日には期限を9月30日まで延長することを決定[60]。
  - 8月22日、福岡市中央区天神ロフトビル8階にeスポーツスタジアム「esports Challenger’s Park」がオープン[61]。
  - 8月31日、イムズが閉館[62]。
  - 9月30日、スポガ香椎が閉店[63]。「緊急事態宣言」解除[64]。
  - 10月4日、天神ビッグバンの規制緩和第1号として「天神ビジネスセンター」が開業[65]。
  - 12月30日、かしいかえんが閉園[66]。
- 2022年
  - 4月25日、ららぽーと福岡開業[67]。
  - 5月3日 - 4日、博多どんたくが3年ぶりに開催される[68]
  - 7月15日、博多祇園山笠で「追い山」が3年ぶりに行われる[69]。
  - 7月28日、アイランドアイコート・ミライバが福岡市東区にオープン[70]。
  - 7月31日、キッザニア福岡がららぽーと福岡内にオープン[71]。
- 2023年
  - 3月27日、福岡市営地下鉄七隈線天神南駅 - 博多駅間が延伸開業。
  - 4月27日、福岡グリーンネクストの一環として、油山市民の森と油山牧場がひとつになり、ABURAYAMA FUKUOKAが統合リニューアルオープンした[72][73]。
  - 7月14日 - 30日、22年ぶり2回目の第20回世界水泳選手権大会が開催される。

### 行政区域の変遷
市町村制施行以後。
- 1889年（明治22年）4月1日 - 市町村制度施行により、福岡区[74] および堅糟村の一部（字石堂川下）・春吉村の一部（字東中洲）・犬飼村の一部（字出来町）の区域をもって福岡市が発足。
  - 同時に、現在の福岡市域に含まれる以下の町村が発足。
    - 糟屋郡：箱崎町・多々良村・香椎村・和白村・志賀島村
    - 席田郡：席田村
    - 那珂郡：警固村・豊平村・千代村・堅粕村・住吉村・八幡村・三宅村・那珂村・曰佐村
    - 早良郡：西新町・鳥飼村・原村・樋井川村・姪ノ浜村・山門村（のち壱岐村）・残島村（のち能古村）・田隈村・金武村・入部村・脇山村・内野村
    - 怡土郡：周船寺村
    - 志摩郡：今宿村・今津村・小田村（のち北崎村）・元岡村

  - 1893年（明治26年）1月10日 - 早良郡姪ノ浜村が町制施行。姪浜町となる。
  - 1896年（明治29年）2月26日 - 席田郡・那珂郡・御笠郡が合併し筑紫郡となる。怡土郡・志摩郡が合併し糸島郡となる。
  - 1911年（明治44年）5月31日 - 筑紫郡住吉村が町制施行。住吉町となる。
- 1912年（大正元年）10月1日 - 筑紫郡警固村を編入。
  - 1912年（大正元年）10月1日 - 筑紫郡千代村が町制施行。千代町となる。
  - 1913年（大正2年）10月1日 - 筑紫郡堅粕村が町制施行。堅粕町となる。
- 1915年（大正4年）4月1日 - 筑紫郡豊平村の一部（大字金平を除く）を編入。
- 1919年（大正8年）11月1日 - 早良郡鳥飼村を編入。
- 1922年（大正11年）4月1日 - 早良郡西新町を編入。
- 1922年（大正11年）6月1日 - 筑紫郡住吉町を編入。
- 1926年（大正15年）4月1日 - 筑紫郡八幡村を編入。
- 1928年（昭和3年）4月1日 - 筑紫郡堅粕町を編入。
- 1928年（昭和3年）5月1日 - 筑紫郡千代町を編入。
- 1929年（昭和4年）4月1日 - 早良郡原村・樋井川村を編入。
- 1933年（昭和8年）4月1日 - 筑紫郡席田村および早良郡姪浜町を編入。
- 1933年（昭和8年）4月5日 - 筑紫郡三宅村を編入。
  - 1940年（昭和15年）4月17日 - 筑紫郡那珂村が町制施行。那珂町となる。
- 1940年（昭和15年）12月26日 - 糟屋郡箱崎町を編入。
- 1941年（昭和16年）10月15日 - 早良郡壱岐村・能古村および糸島郡今宿村を編入。
- 1942年（昭和17年）4月1日 - 糸島郡今津村を編入。
  - 1943年（昭和18年）2月11日 - 糟屋郡香椎村が町制施行。香椎町となる。
  - 1950年（昭和25年）4月1日 - 糟屋郡多々良村が町制施行。多々良町となる。
  - 1953年（昭和28年）7月5日 - 糟屋郡志賀島村が町制施行。志賀町となる。
- 1954年（昭和29年）10月1日 - 早良郡田隈村および筑紫郡曰佐村を編入。
  - 1954年（昭和29年）11月1日 - 糟屋郡和白村が町制施行。和白町となる。
  - 1955年（昭和30年）1月1日 - 早良郡入部村・脇山村・内野村が対等合併し、早良村が発足。
- 1955年（昭和30年）2月1日 - 糟屋郡多々良町・香椎町を編入。
- 1955年（昭和30年）4月5日 - 筑紫郡那珂町を編入。
- 1957年（昭和32年） - 筑紫郡春日町（大字須玖・大字小倉の各一部）大野町（大字雑餉隈の一部）と境界変更を行い、2町の一部を編入。
  - 1956年（昭和31年）8月1日 - 早良郡早良村が町制施行。早良町となる。
- 1960年（昭和35年）8月27日 - 糟屋郡和白町および早良郡金武村を編入。
- 1961年（昭和36年）4月1日 - 糸島郡元岡村・周船寺村・北崎村を編入。
- 1971年（昭和46年）4月5日 - 糟屋郡志賀町を編入。
- 1975年（昭和50年）3月1日 - 早良郡早良町を編入。これにより、早良郡が消滅。
- 1997年（平成9年）12月26日 - 糟屋郡新宮町と境界変更。
- 1998年（平成10年）1月1日 - 春日市と境界変更。

### 発祥
福岡市が発祥の地とされる事象には、東アジア地域との文化交流や貿易によってもたらされたものが多い。
- 日本における稲作農業の発祥の地[75] - 板付遺跡（博多区）から水田稲作の跡が発見されている。研究者によって異なるが、縄文時代晩期後半から弥生時代早期前半のものとされる。なお、佐賀県唐津市菜畑遺跡からも同時期の水田遺構が見つかっている。
- 日本における禅宗の発祥の地
- 日本における茶の発祥の地 - 1191年（建久2年）、栄西が中国から帰国後に禅宗を布教。その帰国時に茶の種を持ち込み日本で栽培を始めたとされる[76]。早良区脇山には1975年に茶の発祥を記念する「茶徳碑」が建立されている。なお、日本で初めて茶の栽培を行った地は佐賀県神埼郡吉野ヶ里町の霊仙寺（脊振山中腹）と言われている。
- 日本におけるうどん・そば発祥の地 - どちらも鎌倉時代初期、中国に留学していた禅僧、円爾（聖一国師）が帰国後に持ち込んだといわれる。承天寺には「饂飩蕎麦発祥之地」の石碑がある。
- 日本における饅頭発祥の地 - 1241年（仁治2年）、円爾が立ち寄った博多の茶店の主人、栗波吉右衛門に教えたのが最初とされる。
- 制服としてのセーラー服発祥の地 - 1921年（大正10年）、福岡女学院中学校・高等学校が採用。

### 歴代市長
| 代               | 氏名             | 就任年月日       | 退任年月日       | 備考                   |
| 福岡区長（官選） | 福岡区長（官選） | 福岡区長（官選） | 福岡区長（官選） | 福岡区長（官選）       |
| ---------------- | ---------------- | ---------------- | ---------------- | ---------------------- |
| 初代             | 郡利             | 1878年11月       | 1879年5月14日    |                        |
| 2代              | 平山能忍         | 1879年5月23日    | 1880年4月12日    |                        |
| 3代              | 小野新路         | 1880年4月12日    | 1884年4月1日     |                        |
| 4代              | 山中立木         | 1884年4月1日     | 1889年4月1日     |                        |
| 福岡市長（官選） |                  |                  |                  |                        |
| 初代             | 山中立木         | 1889年5月27日    | 1892年11月26日   |                        |
| 2代              | 磯野七平         | 1893年1月11日    | 1894年12月7日    |                        |
| 3代              | 奥山亨           | 1895年5月21日    | 1899年7月3日     |                        |
| 4代              | 松下直美         | 1899年8月21日    | 1905年8月20日    |                        |
| 5-6代            | 佐藤平太郎       | 1905年9月23日    | 1914年7月6日     |                        |
| 7代              | 井手佐三郎       | 1914年11月28日   | 1918年11月27日   |                        |
| 8-9代            | 久世庸夫         | 1919年3月24日    | 1924年5月29日    |                        |
| 10代             | 立花小一郎       | 1924年8月23日    | 1925年8月17日    |                        |
| 11代             | 時実秋穂         | 1926年3月10日    | 1930年3月9日     |                        |
| 12-13代          | 久世庸夫         | 1930年6月17日    | 1938年1月21日    |                        |
| 14代             | 河内卯兵衛       | 1938年4月6日     | 1938年8月9日     |                        |
| 15-16代          | 畑山四男美       | 1939年1月7日     | 1946年5月18日    |                        |
| 17代             | 三好弥六         | 1946年8月14日    | 1947年3月28日    |                        |
| 福岡市長（公選） |                  |                  |                  |                        |
| 18代             | 三好弥六         | 1947年4月5日     | 1951年4月4日     |                        |
| 19-20代          | 小西春雄         | 1951年4月23日    | 1956年7月31日    | 任期中死去             |
| 21代             | 奥村茂敏         | 1956年9月17日    | 1960年9月16日    |                        |
| 22-24代          | 阿部源蔵         | 1960年9月17日    | 1972年9月16日    |                        |
| 25-28代          | 進藤一馬         | 1972年9月16日    | 1986年11月8日    | 健康上の理由により辞職 |
| 29-31代          | 桑原敬一         | 1986年12月7日    | 1998年12月6日    |                        |
| 32-33代          | 山崎広太郎       | 1998年12月7日    | 2006年12月6日    |                        |
| 34代             | 吉田宏           | 2006年12月7日    | 2010年12月6日    |                        |
| 35-38代          | 高島宗一郎       | 2010年12月7日    |                  | 現職                   |

#### 市長選挙
- 2010年福岡市長選挙を参照
- 2014年福岡市長選挙を参照
- 2018年福岡市長選挙を参照
- 2022年福岡市長選挙を参照

## 行政

### 市長
- 高島宗一郎（4期目）
- 任期：2026年12月6日

### 市議会
- 定数：62名
- 任期：2027年5月1日

### 地方公営企業
- 福岡市交通局（福岡市地下鉄3路線を運営）
- 福岡市水道局

### 主な国の行政機関
- 人事院
  - 九州事務局
- 公正取引委員会
  - 九州事務所
- 警察庁
  - 九州管区警察局
- 総務省
  - 九州管区行政評価局
- 法務省
  - 福岡法務局
  - 福岡矯正管区
  - 福岡拘置所
- 公安調査庁
  - 九州公安調査局
- 検察庁
  - 福岡高等検察庁
- 出入国在留管理庁
  - 福岡出入国在留管理局
    - 博多港出張所
    - 福岡空港出張所

- 財務省
  - 福岡財務支局
- 国税庁
  - 福岡国税局
- 厚生労働省
  - 九州厚生局
  - 福岡労働局
- 経済産業省
  - 九州経済産業局
- 国土交通省
  - 九州地方整備局
  - 九州運輸局
  - 福岡航空交通管制部
  - 国土地理院九州地方測量部
- 気象庁
  - 福岡管区気象台

- 防衛省
  - 九州防衛局
- 農林水産省
  - 九州農政局福岡拠点
- 水産庁
  - 九州漁業調整事務所

### 福岡県議会
- 定数 ： 23名
- 任期 ： 2023年（令和5年）4月30日 - 2027年（令和9年）4月29日

| 選挙区 | 氏名       | 党派         | 会派名         | 当選回数 |
| ------ | ---------- | ------------ | -------------- | -------- |
| 東区   | 新開崇司   | 日本維新の会 | 日本維新の会   | 1        |
| 東区   | 大塚勝利   | 公明党       | 公明党         | 5        |
| 東区   | 佐々木徹   | 立憲民主党   | 民主県政県議団 | 6        |
| 東区   | 長裕海     | 自由民主党   | 自民党県議団   | 7        |
| 東区   | 今林久     | 自由民主党   | 自民党県議団   | 8        |
| 博多区 | 川上多恵   | 公明党       | 公明党         | 1        |
| 博多区 | 坪田晋     | 立憲民主党   | 民主県政県議団 | 1        |
| 博多区 | 井上博行   | 自由民主党   | 自民党県議団   | 3        |
| 中央区 | 新開嵩将   | 日本維新の会 | 日本維新の会   | 1        |
| 中央区 | 笠和彦     | 自由民主党   | 自民党県議団   | 2        |
| 中央区 | 原中誠志   | 立憲民主党   | 民主県政県議団 | 4        |
| 南区   | 永島弘通   | 公明党       | 公明党         | 1        |
| 南区   | 大田京子   | 国民民主党   | 民主県政県議団 | 3        |
| 南区   | 樋口明     | 自由民主党   | 自民党県議団   | 6        |
| 南区   | 加地邦雄   | 自由民主党   | 自民党県議団   | 7        |
| 城南区 | 宮川宗一郎 | 自由民主党   | 自民党県議団   | 1        |
| 城南区 | 守谷正人   | 国民民主党   | 民主県政県議団 | 5        |
| 早良区 | 後藤香織   | 立憲民主党   | 民主県政県議団 | 2        |
| 早良区 | 大田満     | 自由民主党   | 自民党県議団   | 2        |
| 早良区 | 新開昌彦   | 公明党       | 公明党         | 7        |
| 西区   | 塩生好紀   | 日本維新の会 | 日本維新の会   | 1        |
| 西区   | 仁戸田元氣 | 立憲民主党   | 民主県政県議団 | 4        |
| 西区   | 野原隆士   | 自由民主党   | 自民党県議団   | 4        |
| 欠員0  |            |              |                |          |

### 国政
- 衆議院
  - 選挙区 - 地域により選挙区が異なるため下表を参照。一部の選挙区は福岡市外にもまたがるが、福岡市外の地域は下表には記載していない。
  - 任期 ： 2021年（令和3年）10月31日 - 2025年（令和7年）10月30日

| 選挙区                                          | 議員名   | 党派名       | 当選回数 | 備考     |
| ----------------------------------------------- | -------- | ------------ | -------- | -------- |
| 福岡県第1区（東区・博多区全域）                 | 井上貴博 | 自由民主党   | 4        | 選挙区   |
| 福岡県第1区（東区・博多区全域）                 | 山本剛正 | 日本維新の会 | 2        | 比例復活 |
| 福岡県第2区（中央区全域と南区・城南区の大部分） | 鬼木誠   | 自由民主党   | 4        | 選挙区   |
| 福岡県第2区（中央区全域と南区・城南区の大部分） | 稲富修二 | 立憲民主党   | 3        | 比例復活 |
| 福岡県第3区（早良区・西区全域と城南区の一部）   | 古賀篤   | 自由民主党   | 4        | 選挙区   |
| 福岡県第5区（南区の一部）                       | 堤かなめ | 立憲民主党   | 1        | 選挙区   |

- 参議院は福岡県選挙区

## 司法
- 福岡簡易裁判所
- 福岡家庭裁判所本庁
- 福岡地方裁判所本庁
- 福岡高等裁判所本庁

## 経済・産業
福岡市は、第2次産業の割合が少なく、第3次産業の比重が極めて大きい特徴的な産業構造となっており、再開発事業が進み企業誘致など積極的に行われている。福岡市として、スタートアップ企業の創業支援が手厚いことも特徴として挙げられる。
外食産業のロイヤル、総合スーパーのユニード（ダイエーに吸収合併）、家電小売のベスト電器（ヤマダ電機に吸収合併）、日本を代表する大企業に成長したソフトバンクグループ（現在の本社所在地は東京）など、物販やサービスの分野で新しい産業を生み出す土地柄である。しかし一方で、大手企業の九州支社・九州営業所・九州支店に依存する「支店経済都市」としての側面も強い。

### 第一次産業
農業など少なからず行われている。

#### 農業
市内の農家戸数は3,000戸程度と、他の大都市同様、農家戸数は極めて少ないが、農地面積は3,000haと、市域面積の1割弱を占める。全農地面積中、田の占める割合は約7割に及ぶ。農業形態は野菜と花卉を中心とする典型的な近郊農業の特徴を示しており、農業生産額に占める割合の半分程度を野菜が、4分の1程度を花卉が占めている。

#### 林業
市域南西部などにある山林で、わずかながらスギ、ヒノキ伐採を中心とした林業が行われている。

#### 漁業
博多港は全国に13港ある特定第3種漁港の一つである博多漁港を有しており、また、博多湾における沿岸漁業については、湾内の志賀島、奈多、箱崎、伊崎、姪浜および能古と、湾口・湾外の弘、唐泊、西浦、玄界島および小呂島の漁業地区があり、それぞれの漁港や船だまりの近くに福岡市漁業協同組合の支所が設けられている。

### 第二次産業
福岡市の産業のうち、第二次産業は市内総生産および事業所数において約10%、従業者数において約12%を占める。いずれも大都市としては低い水準にあり、市内総生産に占める第二次産業の割合は製造品出荷額は小さい（政令指定都市の中では下から2番目）。工業の中心は、都市型工業である食品加工業（食料品・飲料）や出版・印刷業などの情報関連産業が占めている。
福岡市では重工業があまり発達していないため、福岡市内の小学校では5年生を対象に、北九州工業地帯にある工場など（日産自動車苅田工場など）を見学する「北九州見学」という行事が行われている。

#### 伝統工芸品
- 博多人形（経済産業省指定伝統工芸品）
- 博多織（同上）
- 博多絞
- 博多曲物
- 博多鋏
- 高取焼

### 第三次産業
福岡市における第三次産業は市内総生産額の約95%、事業者数の約90%、従業者数の約87%を占めている。いずれの割合も政令指定都市としては最も高い水準にあり、大都市の中でも第三次産業のシェアが極めて高い都市であることを示している。特に卸売・小売業とサービス業は、それぞれ市内総生産の約4分の1を占めている。このため商業・サービス業中心の大都市としての色合いが強く出ている。百貨店不況と言われている中、市内には天神地区に3店舗、博多駅地区に1店舗の百貨店がしのぎを削る百貨店激戦区である。ただしいずれも地元資本の百貨店ではない（岩田屋はもともと地元資本で創業されたが現在は買収された）。他都市と比べICT産業などにも力を入れている。

#### 福岡市内の百貨店
※日本百貨店協会加盟店
- 岩田屋（岩田屋三越（三越伊勢丹ホールディングス）、中央区天神2丁目） - 1936年開業
- 大丸天神店（博多大丸（J.フロント リテイリング）、中央区天神1丁目） - 1953年開業（1975年に天神地区に移転）
- 福岡三越（岩田屋三越（三越伊勢丹ホールディングス）、中央区天神2丁目） - 1997年開業
- 博多阪急（阪急阪神百貨店（H2Oリテイリング）、博多区博多駅中央街） - JR博多シティ（博多駅新ビル）に2011年3月3日開業

かつて存在した主な百貨店
- 福岡松屋（中央区天神4丁目）
- 福岡玉屋（博多区中洲3丁目、1999年閉店）
- 博多井筒屋（博多区博多駅中央街、2007年4月1日に再開発のため立ち退き・閉店）

### 公益企業
- 九州旅客鉄道（JR九州）
- 西日本鉄道（西鉄）
- 九州電力
- 西部ガス

### 金融機関
- 福岡銀行（FFG）
- 西日本シティ銀行
- 福岡中央銀行
- 福岡信用金庫
- 九州労働金庫
- 福岡県信用組合

### 福岡市に本社・本店を置く主な企業
- Category:福岡市の企業から主な企業

| - RKB毎日放送 - アサヒ緑健 - アスカコーポレーション - アステム - アソウ・アルファ - アソウ・ヒューマニーセンター | - 麻生ラファージュセメント - ASOジャパン - アトル - アビスパ福岡 - アプライド - イオン九州 - イクティス | - 石村萬盛堂 - 一蘭 - 岩田屋三越 - イワタダイナース - ヴァーナル - ウエスト (外食チェーン) - 上村建設 | - 英進館 - エバーライフ - エフエム福岡 - 応研 - 大隈カバン店 - 越智産業 |

| - かねふく - ガンバリオン - 九州朝日放送 - 九州勧業 - 九州電力 - 九電テクノシステムズ - 九州通信ネットワーク | - 九電工 - コアラ - 九州東邦 - 九州郵船 - 九州リースサービス - 九州旅客鉄道 - 給湯システム | - きょくとう - クレディセイフ企業情報 - ゲームテック - コーセーアールイー - キューサイ - コカ・コーラボトラーズジャパン - コスモス薬品 |

| - サイバーコネクトツー - サイバック - 西部ガス - 作州商事 - サニックス - JR九州鉄道営業 - JR九州バス | - JR九州リテール - JR九州高速船 - システムソフト - シノケン - 翔薬 - 昭和グループ - 昭和鉄工 | - 新出光 - 正晃 - 正興電機製作所 - 西部電気工業 - 積文館書店 - 全教研 - 総合メディカル |

| - ダイキョープラザ - ダイショー - 武田メガネ - 力の源カンパニー - 千鳥饅頭総本舗 - TVQ九州放送 - データマックス | - テノ. ホールディングス - テレビ西日本 - テンガイ - 天神愛眼グループ - 藤商店 - 東福製粉 - トライアル - トラストパーク |

| - 南陽 - 二鶴堂 - にしけい - 西日本鉄道 - 西日本空輸 | - 西日本技術開発 - 西日本プラント工業 - 九州急行バス - 西鉄ホテルズ | - 西鉄観光バス - 西鉄高速バス - 西鉄ステーションサービス - 西鉄ストア | - 西鉄不動産 - 西鉄旅行 - ニモカ - 福岡西鉄タクシー - 西日本シティ銀行 | - 西日本シティTT証券 - 西日本新聞社 - 西広 - 日本乾溜工業 - 日本タングステン |

| - ハーバルアイ - はせがわ - ピエトロ - ビジネス・ワンホールディングス - ひよ子 - 福岡運輸 - 福岡銀行（FFG） | - ふくおか証券 - 福岡地所 - 福岡証券取引所 - 福岡造船 - 福岡ソフトバンクホークス - 福岡中央銀行 | - 福岡放送 - フクト - ふくや - プレナス - ベスト電器 |

- マルタイ
- マスミューチュアル生命保険
- ミスターマックス
- みぞえグループ
- 三井松島産業
- 明月堂

- やずや
- ヤマエ久野
- 山口油屋福太郎
- 山下医科器械
- やまやコミュニケーションズ
- 読売新聞西部本社

| - LINEヤフーコミュニケーションズ - ラブエフエム国際放送 - ランテック - リックス - ルーナ - ルミエール (ディスカウントストア) | - レイメイ藤井 - レッドキャベツ - レベルファイブ - ロイヤルホールディングス |

- ワールドホールディングス

## 情報・通信

### マスメディア
- 九州朝日放送（KBC）：テレビ朝日系列（テレビ）（1ch）、NRN系列（ラジオ）1413 kHz 50 kW
- RKB毎日放送（RKB）：TBS系列（テレビ）（4ch）、JRN系列（ラジオ）1278 kHz 50 kW
- 福岡放送（FBS）：日本テレビ系列（5ch）
- TVQ九州放送（TVQ）：テレビ東京系列（7ch）
- テレビ西日本（TNC）：フジテレビ系列（8ch）
- NHK福岡放送局：総合（3ch）・Eテレ（2ch）・ラジオ第1 612 kHz 100 kW・ラジオ第2 1017 kHz 50 kW

### FMラジオ局
- エフエム福岡（FM FUKUOKA）：JFN系列
- ラブエフエム国際放送（LOVE FM）：MegaNet系列・外国語放送局
  - かつては、九州国際エフエムが運営していた。
- NHK福岡放送局
- CROSS FM福岡支社・ベイサイドプレイス博多スタジオ：JFL系列
  - 本社は北九州市に所在

### コミュニティ放送局
- 天神エフエム（FREE WAVE）
- 福岡コミュニティ放送（Style FM）
- コミュニティメディアパートナーズ福岡（COMI×TEN（コミてん））
  - 天神エフエムと福岡コミュニティ放送は2010年に廃局(2016年現在)。

### 日刊新聞
ブロック紙
- 西日本新聞社本社
- 中国新聞社福岡支局

全国紙
- 読売新聞西部本社
- 朝日新聞西部本社（本社は北九州市にあるが、新聞の編集・製作などは福岡本部が担当）
- 日本経済新聞西部支社
- 毎日新聞西部本社・福岡本部
- 産経新聞西部本部

地方紙
- 神戸新聞社福岡支社
- 佐賀新聞福岡支社
- 長崎新聞福岡支社
- 大分合同新聞福岡支社
- 熊本日日新聞福岡支社
- 宮崎日日新聞福岡支社
- 南日本新聞福岡支社
- 琉球新報福岡支社
- 沖縄タイムス福岡支社

スポーツ紙
- スポーツニッポン新聞社西部総局
- 日刊スポーツ新聞西日本西部本社
- スポーツ報知西部本社
- デイリースポーツ福岡支社
- 九州スポーツ（東京スポーツ新聞社西部支社）
  - ただし、デイリースポーツは福岡市内では一部駅売りのみの販売。

## 外交

### 国別外国人登録数
2023年2月末時点における福岡市の外国人登録総数は40,922人。
内訳

| 国籍別（上位） | 人数   | 割合  |
| -------------- | ------ | ----- |
| 中国           | 11,719 | 28.6% |
| ネパール       | 7,731  | 18.9% |
| ベトナム       | 6,279  | 15.3% |
| 韓国・北朝鮮   | 6,078  | 14.9% |
| フィリピン     | 1,463  | 3.6%  |
| アメリカ合衆国 | 907    | 2.2%  |
| インドネシア   | 713    | 1.7%  |
| その他         | 6,032  | 14.7% |
| 総計           | 40,922 | 100%  |

### 国際交流都市
- オークランド市（アメリカ合衆国カリフォルニア州）
1962年10月13日姉妹都市締結[80]
- 広州（中華人民共和国広東省）
1979年5月2日姉妹都市締結[80]
- ボルドー（フランス）
1982年11月8日姉妹都市締結[80]
- オークランド（ニュージーランド）
1986年6月24日姉妹都市締結[80]
- イポー市（マレーシア）
1989年3月21日姉妹都市締結[80]
- 釜山広域市（大韓民国）
1989年10月24日行政交流都市締結
2007年2月2日姉妹都市締結[80]
- アトランタ市（アメリカ合衆国ジョージア州）
1993年7月20日パートナーシップ都市締結
2005年2月8日姉妹都市締結[80]
- ヤンゴン市（ミャンマー）
2016年12月7日姉妹都市締結[80]

### 外国公館・施設など

#### 国際機関
- 国際連合人間居住計画アジア太平洋地域事務所

#### 領事館
- 在福岡アメリカ合衆国領事館
- 在福岡タイ王国総領事館
- 在福岡大韓民国総領事館
- 在福岡中華人民共和国総領事館
- 在福岡ベトナム総領事館
- 台北駐大阪経済文化弁事処福岡分処（領事館に相当する施設）

#### 名誉領事館
- 在福岡アルバニア共和国名誉領事館
- 在福岡インドネシア共和国名誉領事館
- 在福岡 ガーナ共和国名誉総領事館
- 在福岡カザフスタン共和国名誉領事館
- 在福岡カナダ名誉領事館
- 在福岡カンボジア王国名誉領事館
- 在福岡サモア独立国名誉領事館
- 在福岡スイス名誉領事館
- 在福岡スペイン王国名誉領事館
- 在福岡デンマーク王国名誉領事館
- 在福岡ドイツ連邦共和国名誉領事館

- 在福岡トルコ共和国名誉総領事館
- 在福岡ニュージーランド名誉領事館
- 在福岡ネパール連邦民主共和国名誉領事館
- 在福岡フランス名誉領事館
- 在福岡ブルガリア共和国名誉領事館
- 在福岡ベルギー王国名誉領事館
- 在福岡マレーシア名誉総領事館
- 在福岡ミクロネシア連邦名誉総領事館
- 在福岡ミャンマー連邦共和国名誉領事館
- 在福岡モンゴル国名誉領事館
- 在福岡ラオス人民民主共和国名誉領事館

#### 貿易施設
- タイ国政府貿易センター福岡
- イタリア貿易振興会福岡事務所
- フランス大使館経済商務部福岡支部
- 台湾貿易センター福岡事務所
- 中国江蘇省中小企業日本代表処

上記の他、英国貿易促進事務所が存在したが2005年6月をもって閉所した。

#### 観光促進施設
- タイ国政府観光庁福岡事務所

#### その他外国機関
- 福岡アメリカン・センター
- アンスティチュ・フランセ九州（旧九州日仏学館）

## 地域
教育施設は下記「教育」を、文化施設については下記「文化」を参照。

### 警察
福岡県警察本部の管轄下、以下に示す警察署がある。カッコ内は管轄区域。交番・駐在所については各区の記事を参照。
- 中央警察署（港湾地区を除く中央区全域）
- 博多警察署（港湾地区および福岡空港内を除く博多区全域）
- 東警察署（港湾地区を除く東区全域）
- 南警察署（南区全域）
- 早良警察署（早良区全域）
- 城南警察署（城南区全域）
- 西警察署（西区全域）
- 博多臨港警察署（港湾地区）
- 福岡空港警察署（福岡空港内）

### 消防
福岡市消防局の管轄下、各区に1か所ずつ消防署がある。出張所については各区の記事参照。

### 郵便

福岡中央郵便局

2007年（平成19年）5月、日本郵政公社の民営化による事業拠点集約に伴い、福岡都市圏の郵便物の集約・発送の中核拠点として東区に「新福岡郵便局」（民営化後は郵便事業会社管轄、新福岡支店に移行。現在は日本郵便配下の新福岡郵便局）が開設された。その際、今宿、北崎、周船寺、早良南の4局は取集事務が廃止され配達のみを行う「配達センター」に、それ以外の郵便局は「統括センター」にそれぞれ移行し、民営化に伴い統括センター設置郵便局に郵便事業会社支店が、配達センター設置局に集配センターが置かれた。その後、郵便事業博多支店が福岡空港近隣に移転し、後に博多北郵便局となったため、現在の博多郵便局は集配業務を行っておらず、ゆうゆう窓口と私書箱の業務などについては同居する博多北郵便局博多駅前分室が担当している。
集配局
市内にある集配局は以下の通り。番号は各集配局に対応する郵便番号で、括弧内は大凡の管轄区域である。
- 福岡中央郵便局：810-xxxx（中央区・博多区中洲）
- 博多北郵便局：812-xxxx（博多区北部・東区西南部）
- 博多南郵便局：816-xxxx（春日市・大野城市）
- 福岡東郵便局：813-xxxx（東区中央部・久山町）
- 和白郵便局：811-02xx,811-03xx（東区北部・新宮町）
- 福岡南郵便局：815-xxxx（南区北部）
- 筑紫郵便局：811-13xx（南区南部・那珂川市）
- 福岡西郵便局：819-00xx,819-85xx,819-86xx,819-87xx（西区東部）
- 今宿郵便局：819-01xx（西区中央部）
- 北崎郵便局：819-02xx（西区北西部）
- 周船寺郵便局：819-03xx（西区西部）
- 城南郵便局：814-01xx（城南区全域・早良区中央部）
- 早良郵便局：814-00xx,814-85xx,814-86xx,814-87xx（早良区北部）
- 早良南郵便局：811-11xx（早良区南部）

### 図書館
- 福岡県立図書館
- 福岡市総合図書館
  - 分館として、福岡市東図書館・福岡市和白図書館・福岡市博多図書館・福岡市博多南図書館・福岡市中央図書館・福岡市南図書館・福岡市城南図書館・福岡市早良図書館・福岡市早良南図書館・福岡市西図書館・福岡市西部図書館がある。

### 博物館・美術館・動物園など
- 福岡市博物館
- 福岡市美術館
- 福岡アジア美術館
- 福岡県立美術館
- 福岡市動植物園
- マリンワールド海の中道（水族館）
- 博多町家ふるさと館
- 博多港ベイサイドミュージアム
- 福岡城博物館
- 西南学院大学博物館
- 九州産業大学美術館
- 福岡市埋蔵文化財センター

## 教育

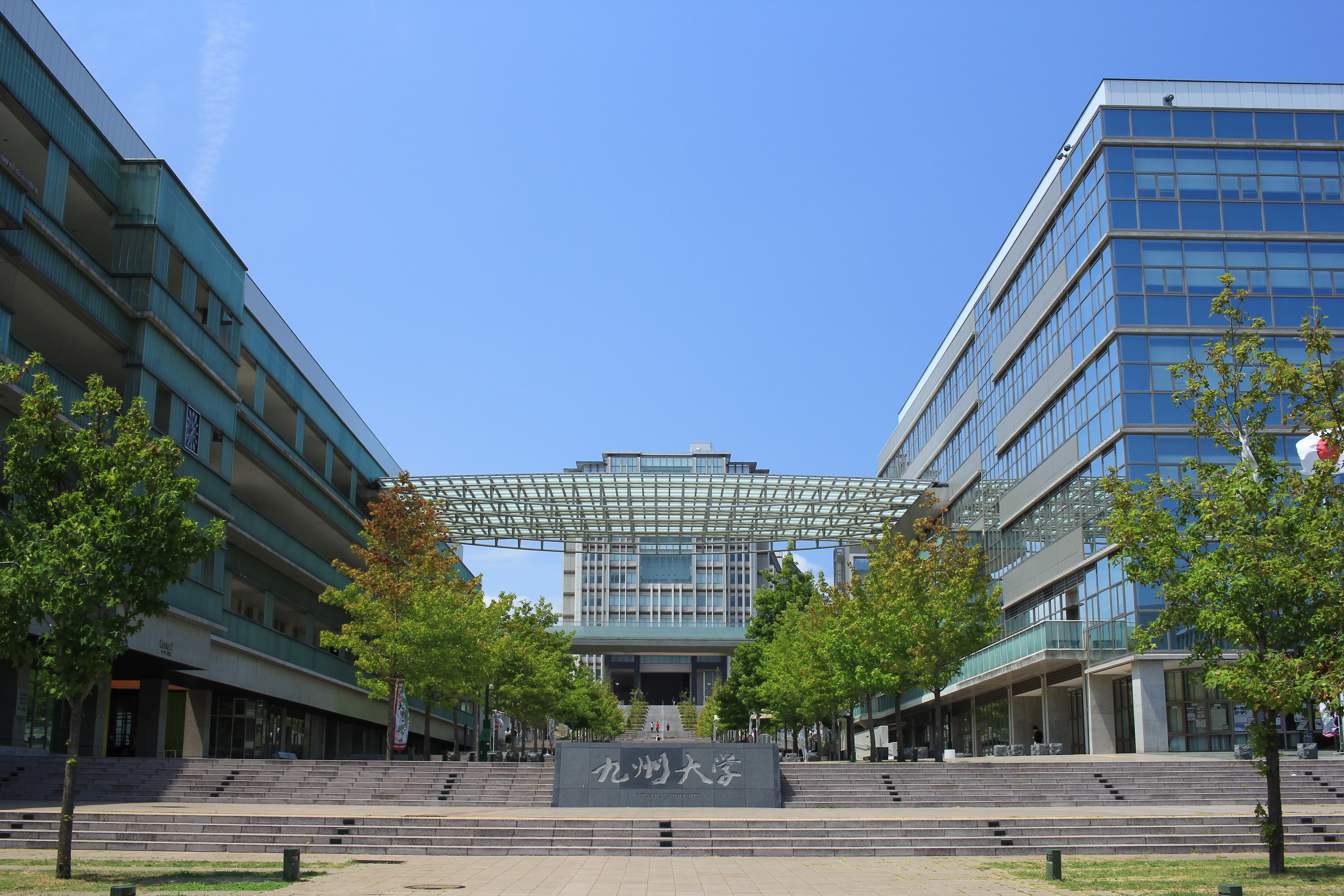
九州大学

福岡女子大学

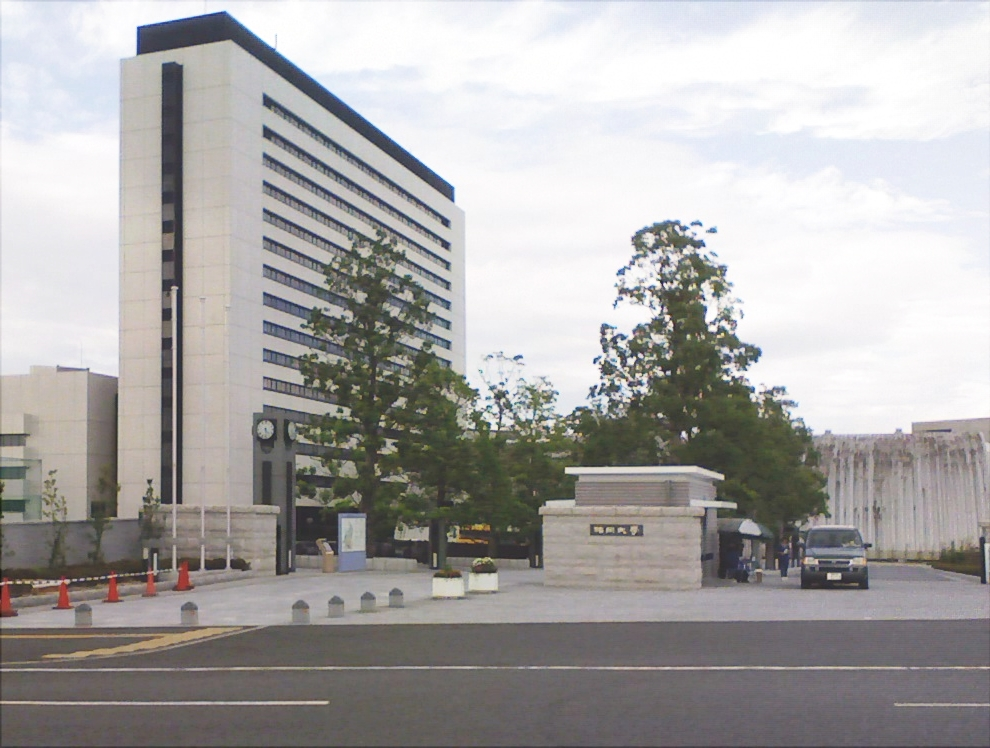
福岡大学

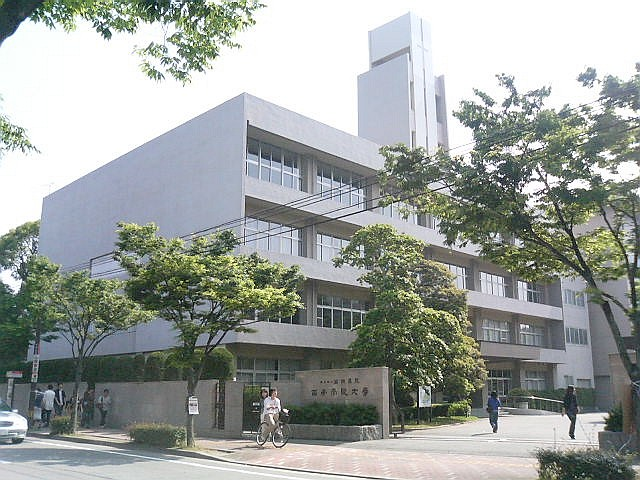
西南学院大学

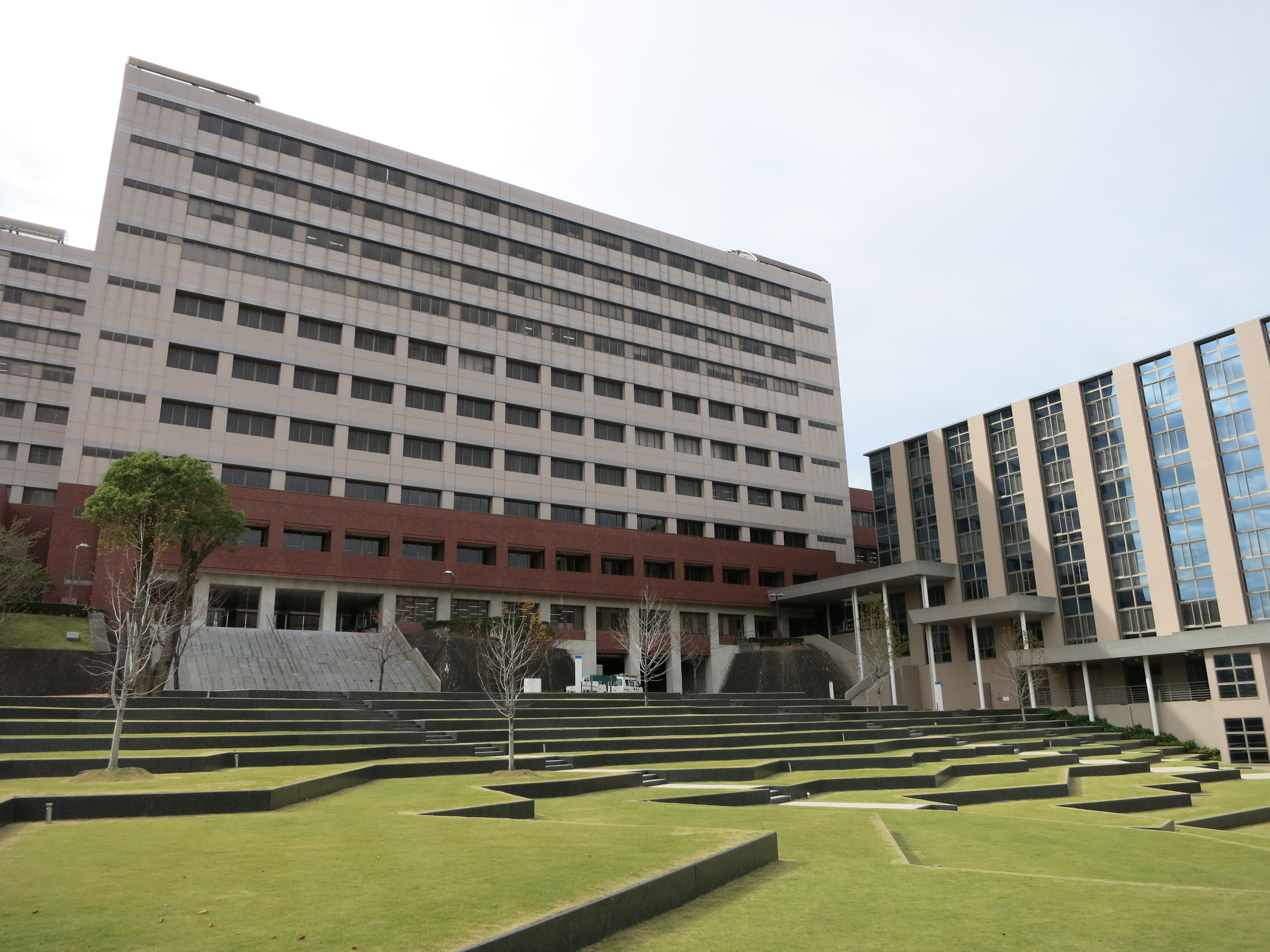
九州産業大学

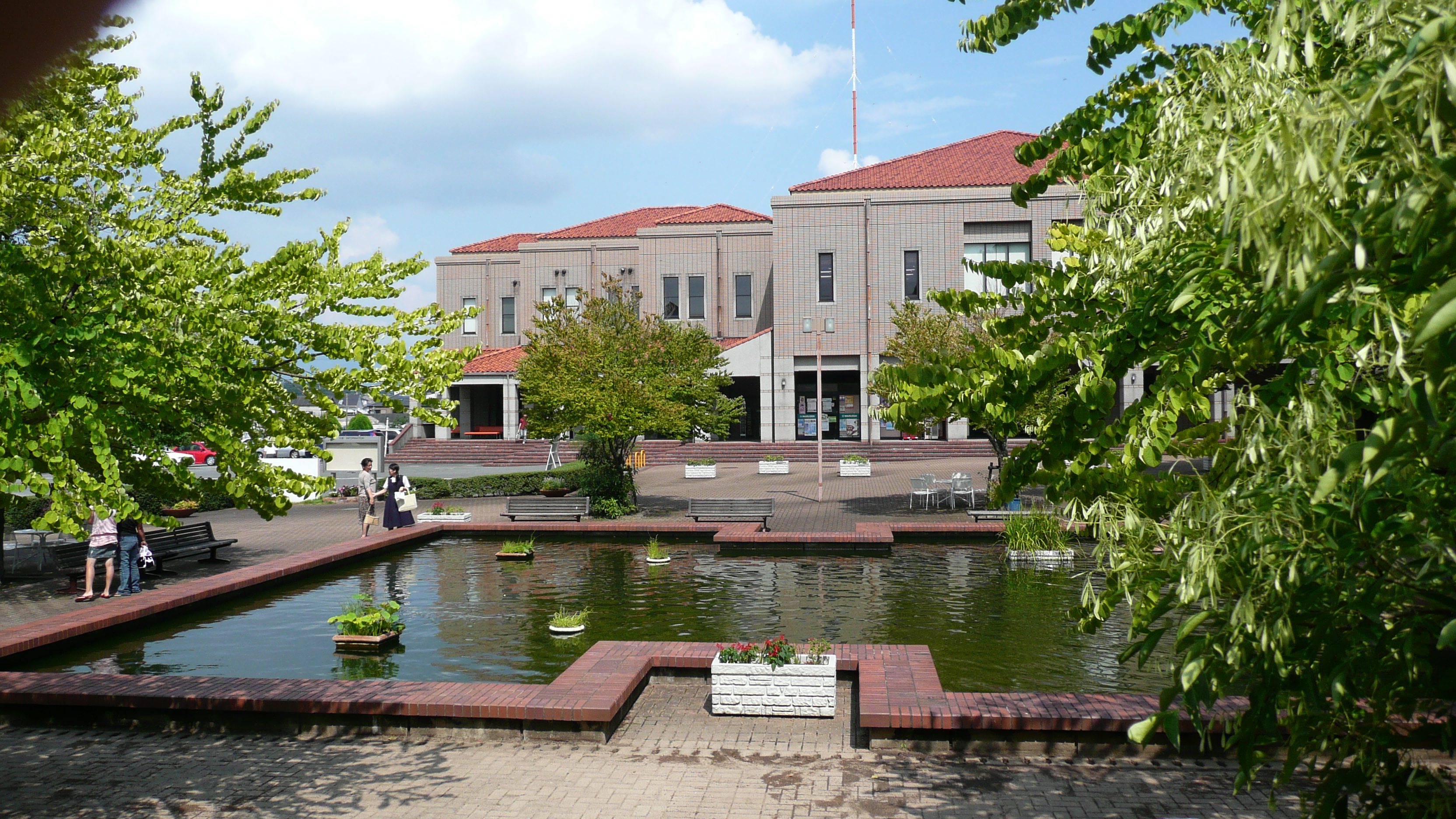
福岡女学院大学

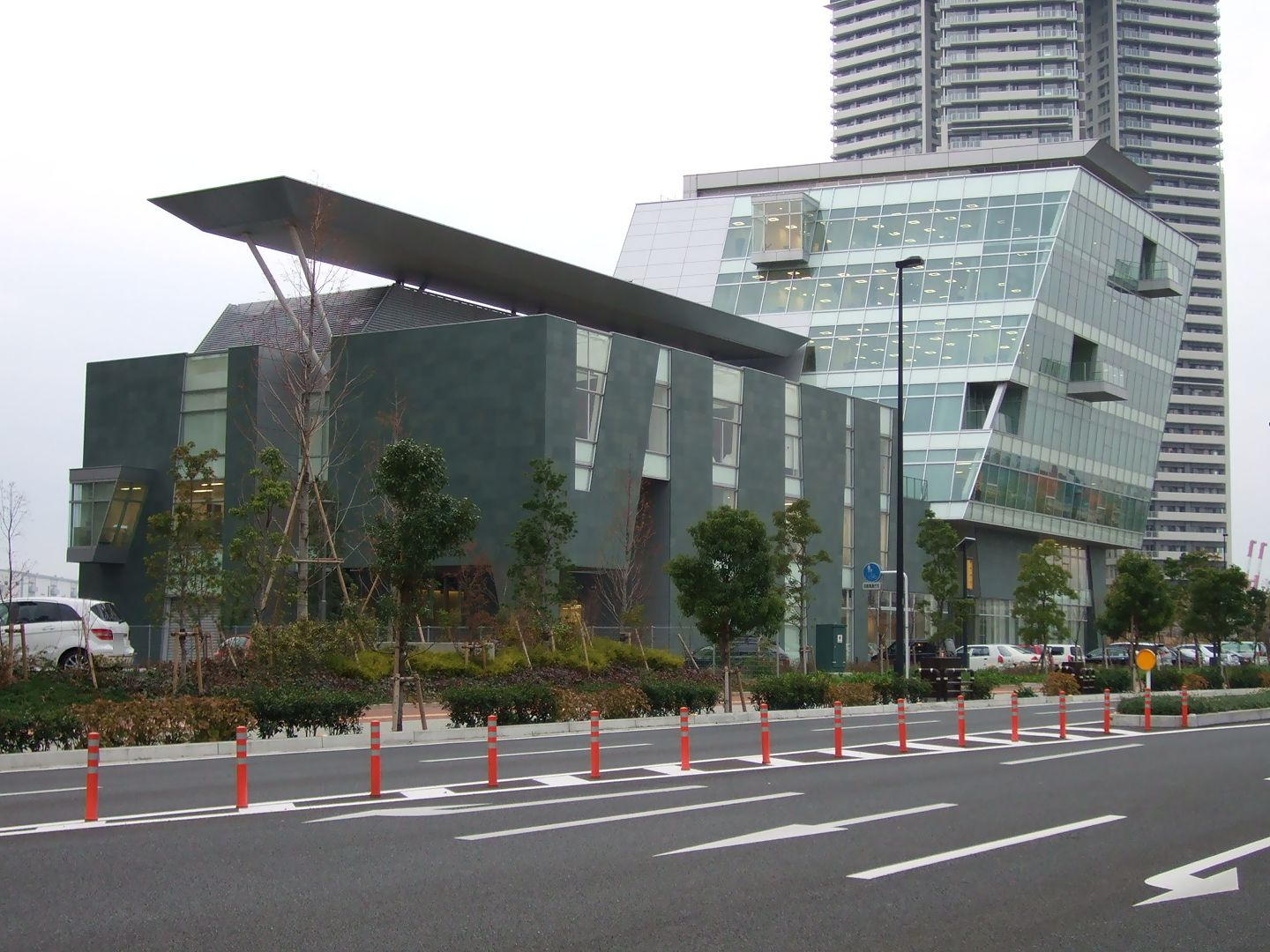
サイバー大学

### 大学
国立
- 九州大学

県立
- 福岡女子大学

私立
- 九州産業大学
- 西南学院大学
- サイバー大学
- 第一薬科大学
- 純真学園大学
- 中村学園大学
- 福岡大学
- 福岡看護大学
- 福岡工業大学
- 福岡歯科大学
- 福岡女学院大学
- 国際医療福祉大学
- 福岡国際医療福祉大学
- 令和健康科学大学

### 短期大学
私立
- 香蘭女子短期大学
- 純真短期大学
- 精華女子短期大学（敷地の一部が春日市にまたがる）
- 中村学園大学短期大学部
- 西日本短期大学
- 福岡医療短期大学
- 福岡工業大学短期大学部
- 九州造形短期大学

### 高等学校・中学校・小学校
- 市立小中学校については、各区の記事を参照。
- 公立高等学校は福岡女子高校を除きすべて男女共学。

#### 県立高等学校
- 福岡県立福岡中央高等学校
- 福岡県立福岡高等学校
- 福岡県立博多青松高等学校
- 福岡県立香住丘高等学校
- 福岡県立香椎高等学校
- 福岡県立香椎工業高等学校
- 福岡県立筑紫丘高等学校
- 福岡県立柏陵高等学校
- 福岡県立玄洋高等学校
- 福岡県立筑前高等学校
- 福岡県立城南高等学校
- 福岡県立早良高等学校
- 福岡県立修猷館高等学校
- 福岡県立福岡工業高等学校
- 福岡県立福岡講倫館高等学校

#### 市立高等学校
- 福岡市立福翔高等学校
- 福岡市立博多工業高等学校
- 福岡市立福岡西陵高等学校
- 福岡市立福岡女子高等学校

#### 私立初等・中等教育機関
男女共学校
- ウィッツ青山学園高等学校福岡LETSキャンパス
- 沖学園高等学校・中学校
- 九州産業大学附属九州高等学校
- クラーク記念国際高等学校福岡中央キャンパス
- 純真高等学校
- 星槎国際高等学校福岡学習センター・福岡西学習センター
- 西南学院高等学校・中学校、西南学院小学校
- 福岡大学附属大濠中学校・高等学校
- 福岡大学附属若葉高等学校
- 第一薬科大学付属高等学校
- 上智福岡中学校・高等学校
- 立花高等学校
- 博多高等学校
- ヒューマンキャンパス高等学校福岡学習センター
- 福岡海星女子学院附属小学校
- 福岡工業大学附属城東高等学校
- 福岡第一高等学校
- 福岡舞鶴誠和中学校・福岡舞鶴高等学校

男子校
- 中村学園三陽高等学校・中学校
- 東福岡高等学校・東福岡自彊館中学校

女子校
- 精華女子高等学校
- 筑紫女学園高等学校・中学校
- 中村学園女子高等学校・中学校
- 博多女子高等学校・中学校
- 福岡海星女子学院高等学校・中学校（中学校は休校中）
- 福岡女学院高等学校・中学校
- 福岡雙葉高等学校・中学校・小学校

#### 国立小中学校
- 福岡教育大学附属福岡中学校・附属福岡小学校

### 特別支援学校
- 福岡県立福岡聴覚特別支援学校
- 福岡県立福岡高等聴覚特別支援学校
- 福岡市立福岡中央特別支援学校
- 福岡市立東福岡特別支援学校
- 福岡市立若久特別支援学校
- 福岡市立生の松原特別支援学校
- 福岡市立南福岡特別支援学校
- 福岡市立今津特別支援学校
- 福岡市立屋形原特別支援学校
- 福岡市立特別支援学校博多高等学園

### 学校教育以外の教育施設
自動車教習所
- 福岡県自動車学校
- 福岡市自動車学校
- マイマイスクール花畑
- マイマイスクール笹丘
- 姪浜ドライビングスクール
- 東福岡自動車学校

福岡労働局長登録教習機関
- 福岡県建設技能教習センター
- 大洋サンソ
- 中村労働安全衛生コンサルタント事務所
- 日本経営教育センター

登録小型船舶教習所
- ボート免許センター
- 堀川登録小型船舶教習所
- オーシャン登録小型船舶教習所

インターナショナルスクール
- 福岡インターナショナルスクール

神学校
- 福岡カトリック神学院

### 文化財
- 福岡市指定文化財一覧

## 交通

### 概要
市内の公共交通
鉄道としてはJR線、西日本鉄道（西鉄）のほか福岡市地下鉄3路線が整備されている。路線バスは日本最大のバス事業者である西鉄バスが中心的な役割を果たしており、天神や博多を含む都心エリア内は150円の均一運賃となっている。福岡市は地下鉄とバスが事業主体の違いから競合関係となっており、郊外から都心へ直接向かうバス路線や都市高経由のバス路線が多く設定されているが、10年以内を目途に複数の地下鉄駅にバスターミナルを整備することで都心部へのバスの流入を減らす構想がある。バス&ライドは大橋駅や藤崎駅などでは頻度も多く機能しているが、その他の鉄道駅では、バス路線の接続性が悪く、運行本数は少ない。なお、7区のうち南区のみ区内に地下鉄が全くないが、西鉄天神大牟田線が通っており、地下鉄と遜色ない頻度で運行されている。
共通乗車カードとしては、ICカードであるSUGOCA（JR九州）・nimoca（西鉄）・はやかけん（地下鉄）、ならびにSuica（JR東日本）などの「全国相互利用サービス」対応の各カードが市内の全ての電車・バスで利用可能となっている。1990年代から磁気式カードとしてよかネットカード・ワイワイカード・えふカードが導入されたが、ICカード乗車券の普及により、2011年から2013年にかけて全て廃止された。
都市圏の交通
福岡都市圏への主な広域道路網は、九州自動車道、西九州自動車道、国道3号線、筑紫バイパスなどである。
鉄道は福岡市地下鉄、西日本鉄道（西鉄）、JR（JR九州・JR西日本）があり、西鉄・JRは近郊輸送における都市間電車・郊外電車の機能も持つ。
西鉄の路線は全線が福岡県内に所在する。天神から南へ延びる天神大牟田線は特別料金不要の特急・急行電車を運行する主要路線で筑紫地域や久留米・柳川などの県南部からの利便性が高い。反面、東へ延びる貝塚線は貝塚で地下鉄箱崎線と接続しているものの、相互乗り入れは行っていない。
JR九州の在来線は大分市や長崎市などの九州各都市へ向かう特急列車を中心に従来長距離輸送を重視しており、快速・普通列車の速達性などは低く、北九州市と比較しても近郊輸送や都市圏交通としての利便性は都市規模に比してあまり高くはなかったが、2011年3月の九州新幹線の全線開業に合わせたダイヤ改正で、並行する在来線区間における特急の減便と併せて普通・快速列車が増発され、やや改善された。
地下鉄空港線はJR九州筑肥線との直通運転で糸島市の筑前前原駅や佐賀県北部の唐津市の西唐津駅まで乗り入れる。唐津駅 - 天神・博多・福岡空港駅間を直通する列車があるほか、乗り換えが必要であっても筑前前原駅で同一ホーム・短時間での乗り換えが可能である。
市南部の交通対策
昭和期の急速な都市化に伴い、市の西南部・中南部では唯一の交通機関であった道路網の整備が不十分かつ遅れたため、主要道路の渋滞の激化や生活道路への流入などの交通問題が深刻化していた。
以前より課題であった市西南部への交通対策は、前述の地下鉄七隈線に加え、福岡外環状道路が2011年4月、福岡高速5号線が2012年7月にそれぞれ完成供用され、高速5号線が福岡高速環状線になり市内の環状幹線道路網が完成した。また、これらに接続する新たな主要幹線道路として若久通り、城南学園通り、原通りなどの南北幹線が整備され、1970年代から良くなかった市南部（西南部、中南部）への道路状況は、不況、少子高齢化による交通量の減少と相まって、2010年前後に入りようやく改善の兆しが見えつつある。
中南部については、2000年代中ごろに地元有力国会議員の山崎拓にちなんだ地元では「山崎道路」といわれる構想 が噂があったが立ち消えとなった。中南部への軌道系交通機関の整備も含め、現状は全て構想段階に止まり、具体化している有効な交通対策は現時点で存在しない。
遠隔地への連絡
航空路線・鉄道（新幹線を含む）・高速バス路線・船舶航路が整備されている。
福岡空港からは東京・大阪・沖縄など全国各地への国内線が運航しているほか、国際線も運航している。
博多港からは壱岐・対馬・五島列島への航路や、韓国・釜山行きの国際航路が運航している。現在は博多港には国内航路の長距離フェリーは発着していない。福岡県と四国・関西・関東方面を結ぶ長距離フェリー航路はすべて北九州市の新門司港に発着する。
JR九州では博多駅をハブターミナルとしており、数多くの特急列車や新幹線を博多駅中心に九州内くまなく運行している。
博多駅では山陽新幹線と九州新幹線が接続している。山陽新幹線は本州方面への重要な交通路として利用されているほか、北九州市の中心駅である小倉駅との間を16分前後で結んでおり、福岡市と北九州市を結ぶ最速の交通機関であり博多駅 - 小倉駅1駅間のみの利用者も多い。また2011年3月12日に全線開業した九州新幹線は、熊本市や鹿児島市との間の時間的距離を大幅に短縮した。
西鉄天神高速バスターミナルや博多バスターミナルから高速バスが多く運行されている。天神高速バスターミナルから北九州、佐賀をはじめ熊本、長崎、大分方面への路線は1時間に2本 - 4本と本数が多く利用者が多い。

### 空港・港湾
- 福岡空港（板付空港）
- 博多港

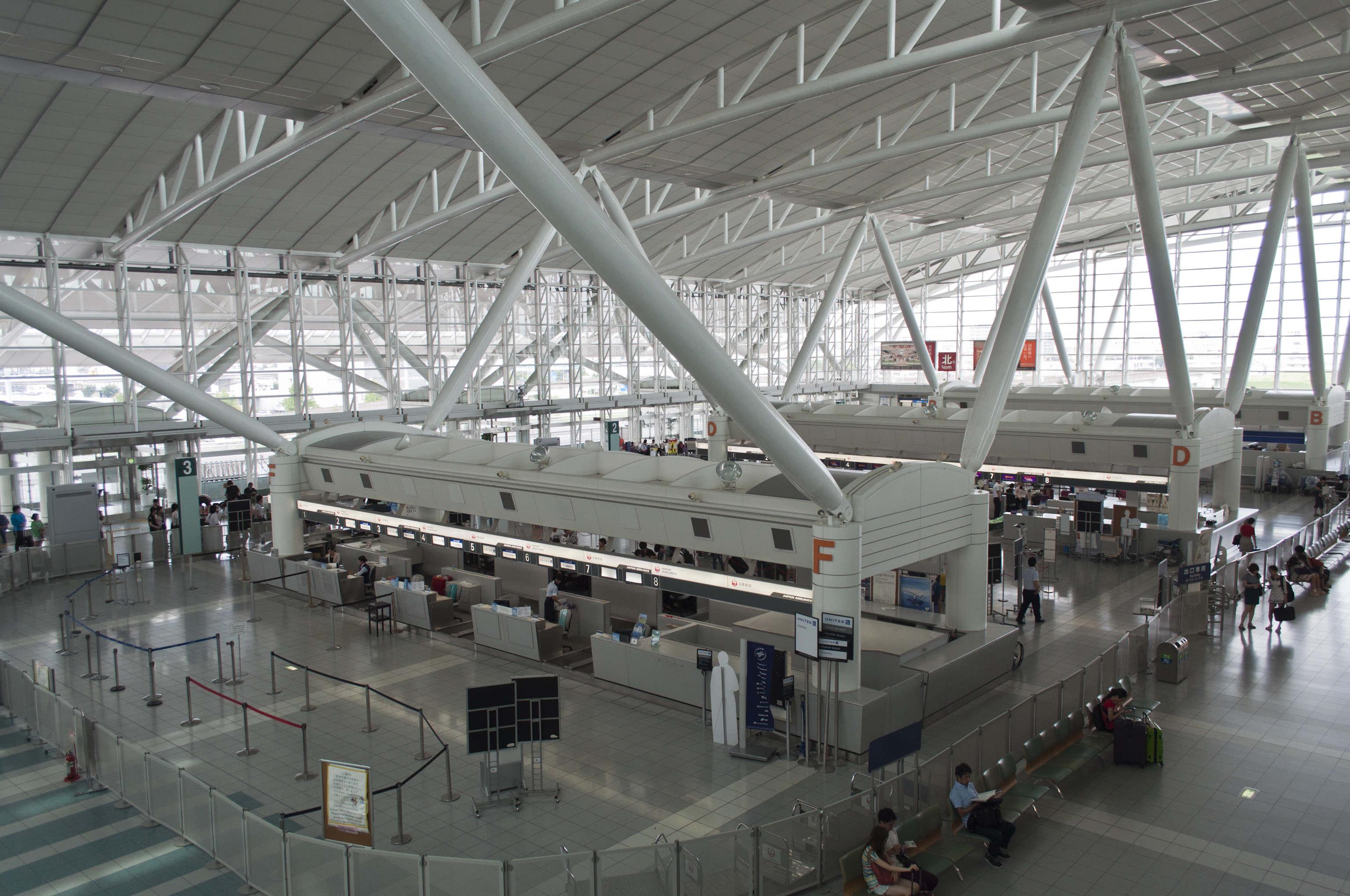
福岡空港国際線

福岡空港と博多港を合わせた外国人入国者数は、成田国際空港・関西国際空港に次ぐ、外国人に対する日本の玄関口となっている。
また、博多港は外国航路の旅客数日本一を誇る港でもある。
- 外国人入国者数：福岡空港 432,750人（空港計4位、2007年）博多港 287,220人（海港計1位、2007年）
- 日本人出国者数：福岡空港 679,279人（空港計4位、2007年）博多港 134,382人（海港計1位、2007年）

利用者数・発着数増に対して設備拡張や運用の工夫を行った（第2ターミナルの建て替え、国際線地区を滑走路西側に移転し第3ターミナルを到着専用化、滑走路34へILSを設置、東方からの到着便に短距離の飛行ルートを設定など）が、滑走路が1本であるということは改善されていない。(2025年3月20日より2本目の運用予定)「アジアの玄関口」「九州一の都市の空港」としてスローガンを掲げて、旅客数・発着回数とも2000年ごろまで増加を続けたが、以降2005年まではほぼ横ばいとなっている。九州地方の空港では、路線数・便数ともに抜きん出ている。一方で、市街地に近く東区箱崎の九州大学の真上を飛行する点から騒音問題や安全面で不安視されている。
福岡市地下鉄空港線福岡空港駅から博多駅までは約5分、天神駅までは約10分である。また、北部九州の他地域からの直通バスが多く運行されている。
将来の需要動向やそれへの対応策について、2005年からパブリックインボルブメントをおこなって将来像を検討している。2008年現在、将来需要は現在の空港の能力を超えるという試算のもとに、新空港建設案および、現在地での拡張案の二案に絞って平成20年度中の一本化が図られる見通しである。

### 鉄道

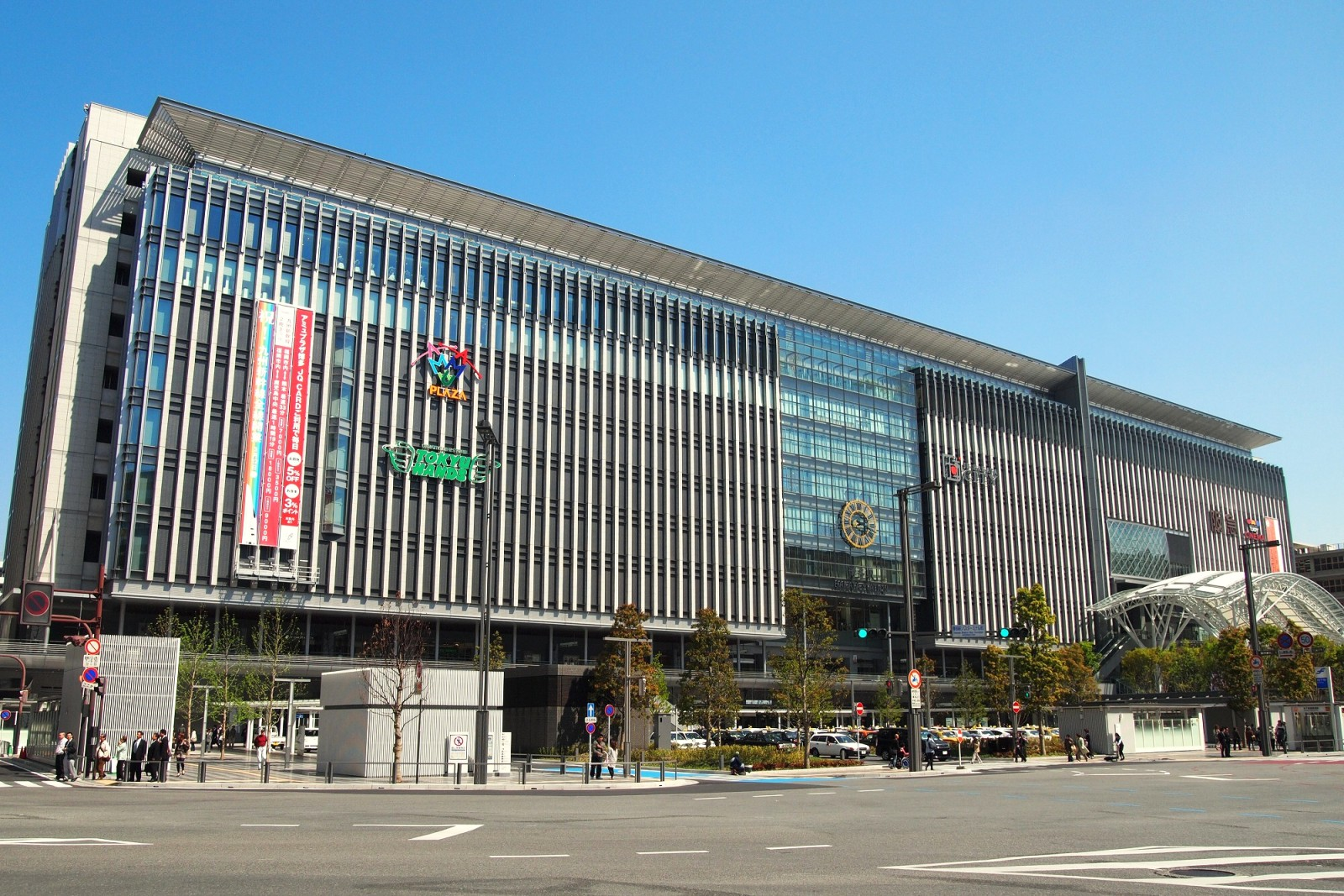
JR線の中心駅となる博多駅

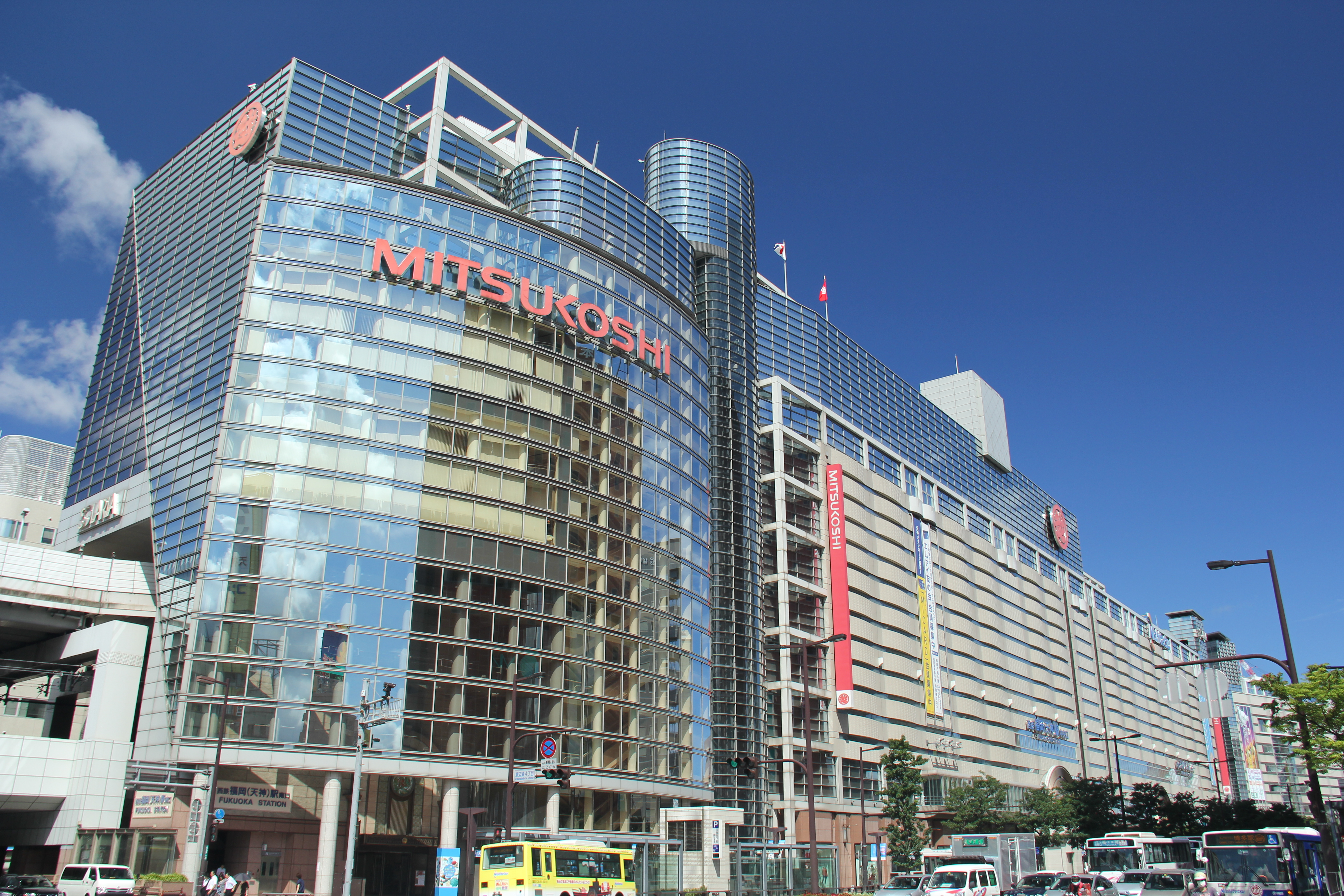
西鉄天神大牟田線の起点駅となる西鉄福岡（天神）駅

JR線の中心駅は博多駅、西鉄の中心駅は西鉄福岡（天神）駅となる。
主要駅・乗換駅・ターミナル駅
- 博多駅 〔山陽新幹線、九州新幹線、JR鹿児島本線、JR篠栗線（福北ゆたか線）、地下鉄空港線、地下鉄七隈線〕
- 西鉄福岡（天神）駅 〔西鉄天神大牟田線〕
- 天神駅 〔地下鉄空港線〕
- 天神南駅 〔地下鉄七隈線〕
- 中洲川端駅 〔地下鉄空港線、地下鉄箱崎線〕
- 福岡空港駅 〔地下鉄空港線〕
- 薬院駅 〔西鉄天神大牟田線、地下鉄七隈線〕
- 香椎駅・西鉄香椎駅 〔JR鹿児島本線、JR香椎線（海の中道線）、西鉄貝塚線〕
- 西新駅 〔地下鉄空港線〕
- 藤崎駅 〔地下鉄空港線、藤崎バス乗継ターミナルと直結〕
- 大橋駅 〔西鉄天神大牟田線〕
- 姪浜駅 〔地下鉄空港線、JR筑肥線〕
- 貝塚駅 〔地下鉄箱崎線、西鉄貝塚線〕
- 吉塚駅 〔JR鹿児島本線、JR篠栗線(福北ゆたか線)〕
- 千早駅・西鉄千早駅 〔JR鹿児島本線、西鉄貝塚線〕
- 和白駅 〔JR海ノ中道線、西鉄貝塚線〕
- 橋本駅 〔地下鉄七隈線〕
- 七隈駅 〔地下鉄七隈線〕
- 南福岡駅 〔JR鹿児島本線、付近に南福岡車両区がある関係上〕

その他の駅（抄）
貨物専用路線は除く。
- JRグループ（JR九州、JR西日本）
  - 新幹線（山陽新幹線、九州新幹線）
博多駅
  - 鹿児島本線
福工大前駅 - 九産大前駅 - 香椎駅 - 千早駅 - 箱崎駅 - 吉塚駅 - 博多駅 - 竹下駅 - 笹原駅 - 南福岡駅
  - 筑肥線
姪浜駅 - 下山門駅 - 今宿駅 - 九大学研都市駅 - 周船寺駅
  - 篠栗線
吉塚駅
  - 香椎線
西戸崎駅 - 海ノ中道駅 - 雁ノ巣駅 - 奈多駅 - 和白駅 - 香椎駅 - 香椎神宮駅 - 舞松原駅 - 土井駅
  - 博多南線
博多駅
- 西日本鉄道（西鉄電車）
  - 天神大牟田線
西鉄福岡（天神）駅 - 薬院駅 - 西鉄平尾駅 - 高宮駅 - 大橋駅 - 井尻駅 - 雑餉隈駅 - 桜並木駅
  - 貝塚線
貝塚駅 - 名島駅 - 西鉄千早駅 - 香椎宮前駅 - 西鉄香椎駅 - 香椎花園前駅 - 唐の原駅 - 和白駅 - 三苫駅
- 福岡市交通局（福岡市地下鉄）※主要駅のみ掲載
  - 空港線
福岡空港駅 - 博多駅 - 中洲川端駅 - 天神駅 - 西新駅 - 姪浜駅
  - 箱崎線
中洲川端駅 - 馬出九大病院前駅 - 貝塚駅
  - 七隈線
博多駅 - 櫛田神社前駅 - 天神南駅 - 薬院駅 - 六本松駅 - 福大前駅 - 橋本駅

すでに廃止された路線
- 国鉄
  - 筑肥線（博多駅 - 姪浜駅間のみ）
  - 勝田線
- 西鉄福岡市内線

### バス路線

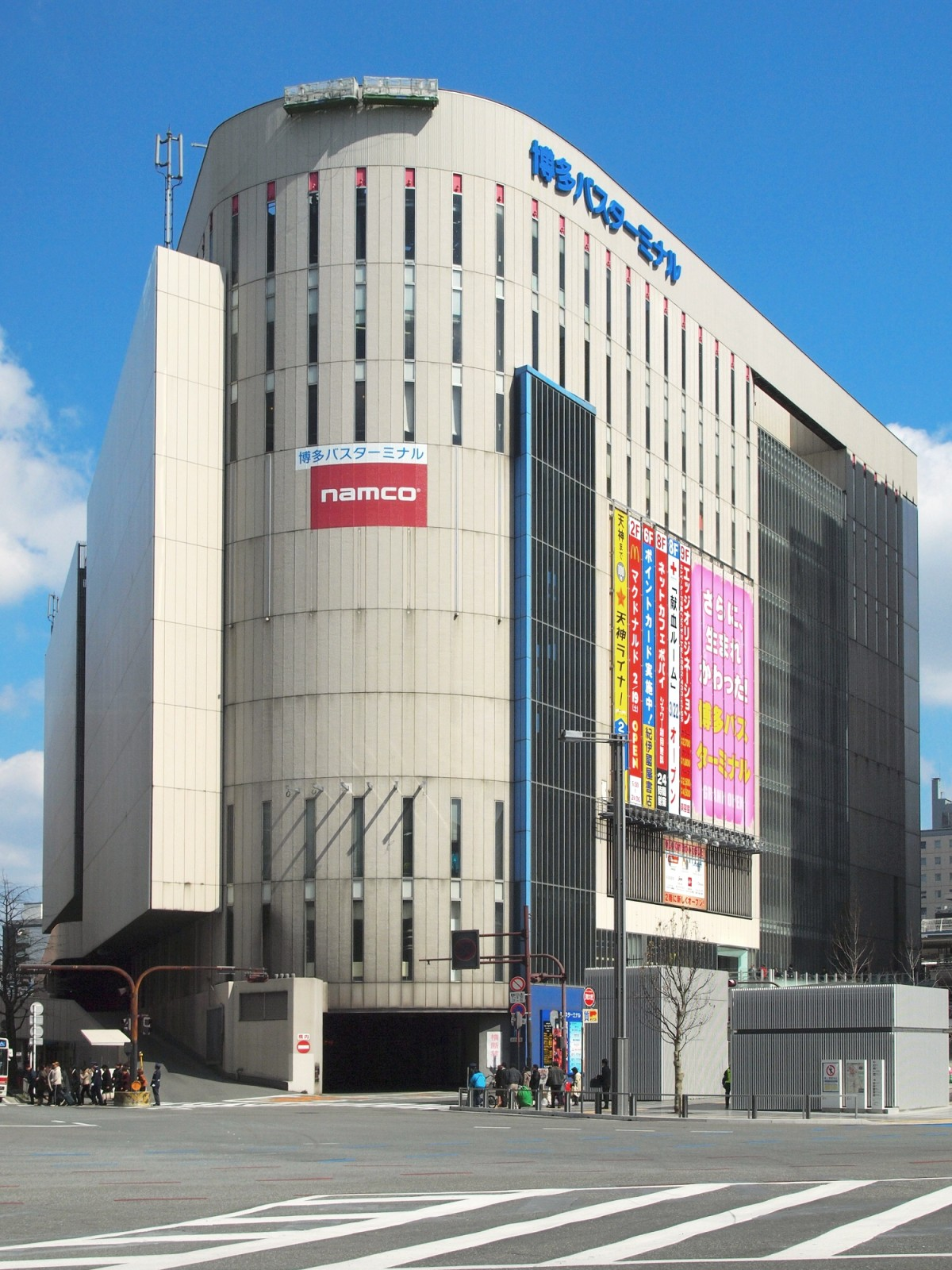
博多バスターミナル

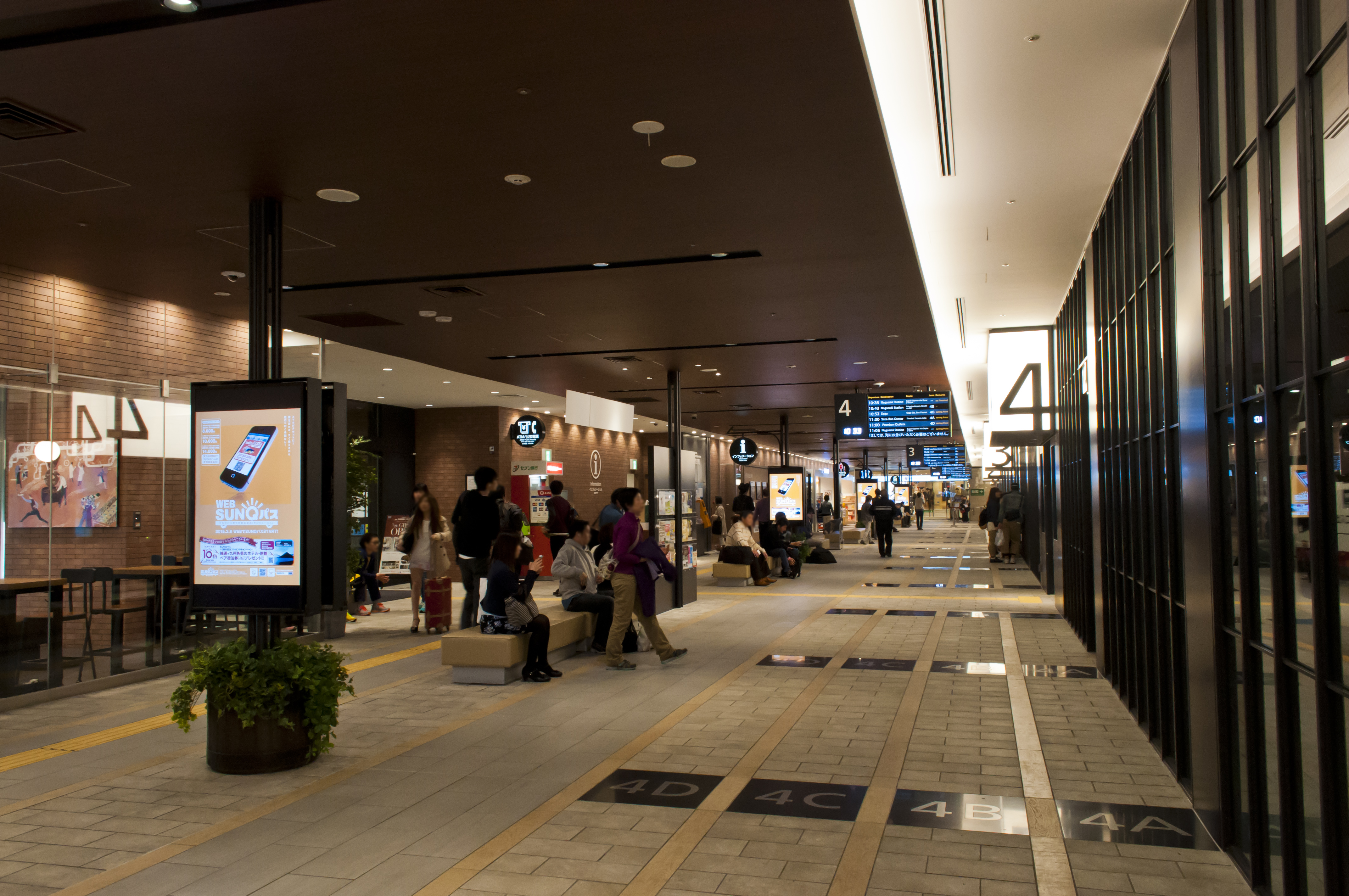
西鉄天神高速バスターミナル

福岡市交通局は発足当初より地下鉄専業であり、元来福岡市において市営バスは存在していない。市内の大部分は西鉄バスによる運行で、100種類を超える系統が存在している。乗車方法はどの事業者も後乗り前降り後払いで、運賃は原則として整理券による区間制である（ただし先述の通り市の中心部(天神・博多間)などに150円均一区間が存在する）。一般路線バスでは一部を除き、非接触型ICカードのnimoca・はやかけん・SUGOCA・Suicaをはじめとした全国相互利用サービス対応のカードが利用できる。
市内の主要バスターミナル
- 博多バスターミナル
- 西鉄天神高速バスターミナル - 高速バスのみ
- HEARTSバスステーション博多

#### 一般路線
西鉄バス（西日本鉄道・西鉄バス宗像・西鉄バス二日市）
市内の大半の地区に路線を持つ。福岡市内の大半の路線は西日本鉄道が運行しているが、一部の路線は分離子会社の西鉄バス宗像・西鉄バス二日市が運行している。糸島市以外の福岡市周辺の市町村と福岡市内を結ぶ路線も多数ある。西区の今宿以西では九州大学伊都キャンパスと福岡市中心部を結ぶ路線のみがある。
昭和自動車（昭和バス）
主に西区内に路線を持つ。福岡市内と糸島市を結ぶ路線もある。同社の運行する糸島市コミュニティバスのうち前原今宿線・川原線が福岡市内に乗り入れ、福岡市内相互停留所間の乗降も可能である。
JR九州バス
福岡市の博多バスターミナルと糟屋郡久山町・宮若市・直方市を結ぶ直方線を運行する。
姪浜タクシー（路線バス事業）
昭和自動車が廃止した路線の代替として、福岡市の補助を受け、姪浜駅 - 今宿 - 今宿野外活動センター間を結ぶ今宿姪浜線を運行する。
飯倉タクシー
西鉄バスの廃止路線の代替として、福岡市の補助を受け、早良区南部で予約制乗合タクシー・乗合タクシーを運行する。
協和タクシー
新宮町コミュニティバス「マリンクス」を運行しており、福岡市内の福工大前駅を経由する。

#### コミュニティバス
2018年3月現在、福岡市が運行主体となるコミュニティバス路線は過去も含めて運行されていない。
福岡市・地域・交通事業者などによる協議会を立ち上げて福岡市内で運行する（もしくは過去に運行していた）路線としては以下の路線がある。
- 今宿姪浜線乗合マイクロバス・なぎさ号 - 昭和バスの廃止に伴う代替措置。姪浜タクシーが運行。福岡市西部乗合タクシー・マイクロバス社会実験協議会を設置し2006年11月1日から2007年10月30日まで運行し、翌日から今宿姪浜線乗合マイクロバス連絡協議会を設置し引き続き運行。
- 板屋脇山線 - 西鉄バスの廃止に伴う代替措置。板屋脇山線乗合タクシー連絡協議会を設置し飯倉タクシーが乗合タクシーとして運行。
- 志賀島島内線 - 西鉄バスの廃止に伴う代替措置。志賀島地域バス連絡協議会を設置し引き続き西鉄バスとして運行（一時期西鉄バス宗像に移管）。
- 脇山支線 - 西鉄バスの廃止に伴う代替措置。早良区南部地域バス連絡協議会を設置し引き続き西鉄が運行。
- 金武橋本線 - 西鉄バスの廃止に伴う代替措置。金武・橋本地域バス連絡協議会を設置し引き続き西鉄が運行。
- 福大病院（外環状）大橋線 - 西鉄が運行。
- 橋本地域循環バス - 西鉄が運行。2011年から試行運行を行うが[83][84] 本格実施に至らず。その後一部ルート変更のうえ、2015年12月7日より2016年6月6日までの予定で福岡西鉄タクシーが運行。現在は福岡西鉄タクシーにより乗合タクシー形態の「橋本駅循環ミニバス」として運行。
- 美和台コミュニティバス - 西鉄が運行。2012年から試行運行を行うが[85][86] 本格実施に至らず。
- 長丘 - 高宮循環バス - 西鉄が運行。

ほかに他市町村から福岡市に乗り入れるコミュニティバスもある。

#### 高速バス・特急バス
市内を発着する高速バス・特急バス路線は下表の通り。
- 天神高速BT＝西鉄天神高速バスターミナル（天神地区）、博多BT＝博多バスターミナル（博多駅地区）、HBS博多＝HEARTSバスステーション博多（博多駅地区）、CC博多＝キャナルシティ博多
- 福岡空港に発着し福岡市中心街に停車しない路線は除く（福岡空港発着路線については、福岡空港#高速・特急・急行バスを参照）。
- 広島・山口県以外の本州・四国発着路線はすべて夜行、広島県発着の路線はすべて夜行と昼行、山口県および九州内発着の路線はすべて昼行

| 愛称名                                          | 運行会社                                                     | 運行区間 |
| 首都圏発着                                      | 首都圏発着                                                   | 首都圏発着 |
| ----------------------------------------------- | ------------------------------------------------------------ | --- |
| はかた号                                        | 西日本鉄道                                                   | 東京（新宿） - 天神高速BT・博多BT |
| TenryoLINER                                     | 天領バス                                                     | 東京（東京駅・新宿） - HBS博多 |
| オリオンバス                                    | オー・ティー・ビー                                           | 東京（東京駅） - HBS博多 |
| 中部地方発着                                    |                                                              | |
| どんたく号                                      | 西日本鉄道 名鉄バス                                          | 名古屋市 - 天神高速BT・博多BT |
| ロイヤルエクスプレス                            | ロイヤルバス                                                 | 名古屋市 - 広島市 - 北九州市（小倉） - HBS博多                                                                                                |
| 京阪神発着                                      |                                                              | |
| オリオンバス                                    | オー・ティー・ビー                                           | 京都市・大阪市（梅田・難波・USJ）・神戸市（三宮） - HBS博多                                                                                   |
| ユタカライナー                                  | ユタカ交通                                                   | 京都市・大阪市（梅田・難波・USJ）・神戸市（三宮） - HBS博多                                                                                   |
| サンアンドムーン                                | 大新東                                                       | 京都市・大阪市（梅田・難波）・神戸市（三宮） - HBS博多                                                                                        |
| サンシャインエクスプレス                        | みらい観光                                                   | 京都市・大阪市（梅田）・神戸市（三宮） - HBS博多                                                                                              |
| WILLER EXPRESS                                  | 祐徳自動車                                                   | 京都市・大阪市（梅田・難波・USJ）・神戸市（三宮） - 博多BT                                                                                    |
| @ライナー                                       | さくら観光                                                   | 大阪市（梅田・難波） - HBS博多 |
| グレースライナー                                | グレース観光                                                 | 大阪市（梅田・難波） - HBS博多 |
| HEARTS・博多特急ニュースター号                  | 大阪バス ロイヤルバス                                        | 大阪市（大阪駅） - HBS博多 |
| 中四国地方（山口県以外）発着                    |                                                              | |
| 出雲ドリーム博多号                              | JR九州バス JRバス中国                                        | 出雲市・松江市・雲南市 - 天神高速BT・博多BT                                                                                                   |
| ペガサス号                                      | 両備バス 下津井電鉄                                          | 岡山市・倉敷市 - 天神高速BT・博多BT |
| 広福ライナー（昼行） 広島ドリーム博多号（夜行） | JR九州バス 広交観光 JRバス中国                               | 広島市 - 博多BT |
| WILLER EXPRESS                                  | 祐徳自動車                                                   | 広島市 - 博多BT |
| さぬきエクスプレス福岡号                        | 四国高速バス                                                 | 高松市・丸亀市・坂出市 - 博多BT・天神高速BT                                                                                                   |
| コトバスエクスプレス                            | 琴平バス                                                     | 鳴門市・徳島市・高松市・宇多津町 - HBS博多 |
| 道後エクスプレスふくおか                        | 伊予鉄バス 伊予鉄南予バス 瀬戸内運輸                         | 松山市・今治市 - 博多BT・天神高速BT |
| 九州地方（福岡県外）・山口県発着                |                                                              | |
| 福岡・防府・周南ライナー                        | 防長交通                                                     | 下松市・周南市・防府市・山口市 - 博多BT |
| 福岡・山口ライナー                              | JRバス中国                                                   | 山口市・宇部市・山陽小野田市 - 天神南・博多BT                                                                                                 |
| おとずれ号                                      | 西日本鉄道 防長交通                                          | 萩市 - 長門市 - 天神高速BT・博多BT |
| ふくふく天神号                                  | 西日本鉄道 サンデン交通                                      | 下関市 - 蔵本・中洲・天神高速BT・博多BT |
| わかくす号                                      | 西日本鉄道                                                   | 佐賀市 - 天神高速BT |
| （愛称名なし）                                  | 西日本鉄道                                                   | 鳥栖プレミアム・アウトレット - 天神高速BT |
| からつ号                                        | 昭和自動車                                                   | 唐津市 - 天神・博多BT |
| いまり号                                        | 昭和自動車                                                   | 伊万里市 - 唐津市 - 天神・博多BT |
| させぼ号                                        | 西日本鉄道 西肥自動車                                        | 佐々町・佐世保市 - 天神高速BT・博多BT |
| （愛称名なし）                                  | 西日本鉄道 西肥自動車                                        | ハウステンボス - 天神高速BT・博多BT |
| さつきhighway                                   | さつき観光                                                   | 平戸市・松浦市・伊万里市 - 唐津市 - HBS博多                                                                                                   |
| 島原号                                          | 西日本鉄道 島原鉄道                                          | 島原市・雲仙市・諫早市 - 天神高速BT・博多BT                                                                                                   |
| 九州号                                          | 九州急行バス                                                 | 長崎市・嬉野市 - 天神高速BT・博多BT |
| ひのくに号                                      | 西日本鉄道 九州産交バス                                      | 熊本市 - 博多BT・天神高速BT |
| ひのくに号                                      | 九州産交バス                                                 | 菊陽町（光の森） - 博多BT・天神高速BT |
| （愛称名なし）                                  | 西日本鉄道 九州産交バス                                      | 南小国町（黒川温泉）・小国町 - 博多BT・天神高速BT                                                                                             |
| ひた号                                          | 西日本鉄道 日田バス                                          | 日田市 - 朝倉市 - 基山町 - 東光二丁目・天神高速BT・博多BT                                                                                     |
| とよのくに号                                    | 西日本鉄道 大分交通 大分バス 亀の井バス                      | 大分市 - 天神高速BT・博多BT 別府市 - 天神高速BT・博多BT                                                                                       |
| 日清号                                          | 日清観光                                                     | 大分市・別府市 - HBS博多 |
| ゆふいん号                                      | 西日本鉄道 日田バス 亀の井バス                               | 由布市（由布院温泉）・玖珠町 - 博多BT・天神高速BT                                                                                             |
| ごかせ号                                        | 西日本鉄道 宮崎交通                                          | 延岡市・日之影町・高千穂町・五ヶ瀬町 - 山都町 - 博多BT・天神高速BT                                                                            |
| フェニックス号                                  | 西日本鉄道 九州産交バス 宮崎交通 JR九州バス                  | 宮崎市・都城市・小林市・えびの市 - 人吉市 - 八代市 - 呉服町・博多BT・天神高速BT                                                               |
| 桜島号                                          | 西日本鉄道 鹿児島交通 鹿児島交通観光バス 南国交通 JR九州バス | 鹿児島市・姶良市・霧島市 - 天神高速BT・博多BT                                                                                                 |
| 福岡県内発着                                    |                                                              | |
| なかたに号 ひきの号 いとうづ号                  | 西日本鉄道                                                   | 砂津・小倉駅・中谷 - 蔵本・中洲・天神高速BT 砂津・小倉駅・引野口 - 蔵本・中洲・天神高速BT 砂津・小倉駅・到津・引野口 - 蔵本・中洲・天神高速BT |
| （愛称名なし）                                  | 西鉄バス北九州                                               | 行橋市 - 苅田町 - 北九州市（小倉南区） - 蔵本・中洲・天神高速BT                                                                               |
| 福北リムジン                                    | 北九西鉄タクシー                                             | 北九州空港 - 博多駅・天神 |
| （愛称名なし）                                  | 西鉄バス筑豊                                                 | 直方市 - 北九州市（八幡西区） - 蔵本・中洲・天神高速BT                                                                                        |
| ［特急］ちくほう号                              | 西日本鉄道                                                   | 香春町・田川市・飯塚市 - 蔵本・中洲・天神高速BT                                                                                               |
| いと・しま号 ウエストコーストライナー           | 昭和自動車                                                   | 糸島市 - 天神・中洲・呉服町・博多BT |

### タクシー
福岡市タクシー協会の下、市内で約80社が営業している。営業は流しによる営業が主である。また福岡都市圏各市町村（宗像市・福津市を除く）のタクシー事業者は福岡市内での営業が認められており、これらを合わせると実質約90社、5,500台のタクシーが福岡市内で営業している。なお逆に、福岡市内のタクシーが上記の福岡都市圏各市町村で営業することもできる。個人タクシーは福岡都市圏の登録タクシー台数の約3割を占めており、登録台数に占める割合としては全国的に見ても高水準にある。
- 主な事業者
  - 第一交通産業グループ
  - 福岡西鉄タクシー
  - 西日本自動車
  - 福岡昭和タクシー
  - 福岡ラッキータクシーグループ
  - 福岡交通
  - 祐徳自動車
  - 姪浜タクシー

### 道路

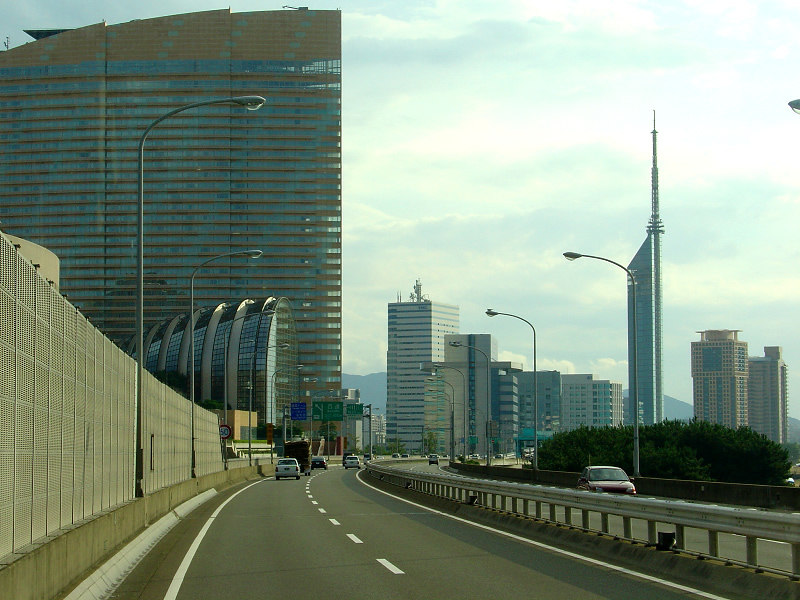
福岡高速道路

#### 市内を通る主な道路
高速自動車国道
- 九州自動車道

有料道路
- 福岡都市高速道路
- 福岡前原有料道路（西九州自動車道）

一般国道
- 国道3号
- 国道201号
- 国道202号
- 国道263号
- 国道385号
- 国道495号
- 国道497号

県道
県道については各区の項を参照。

#### 主な通り名称

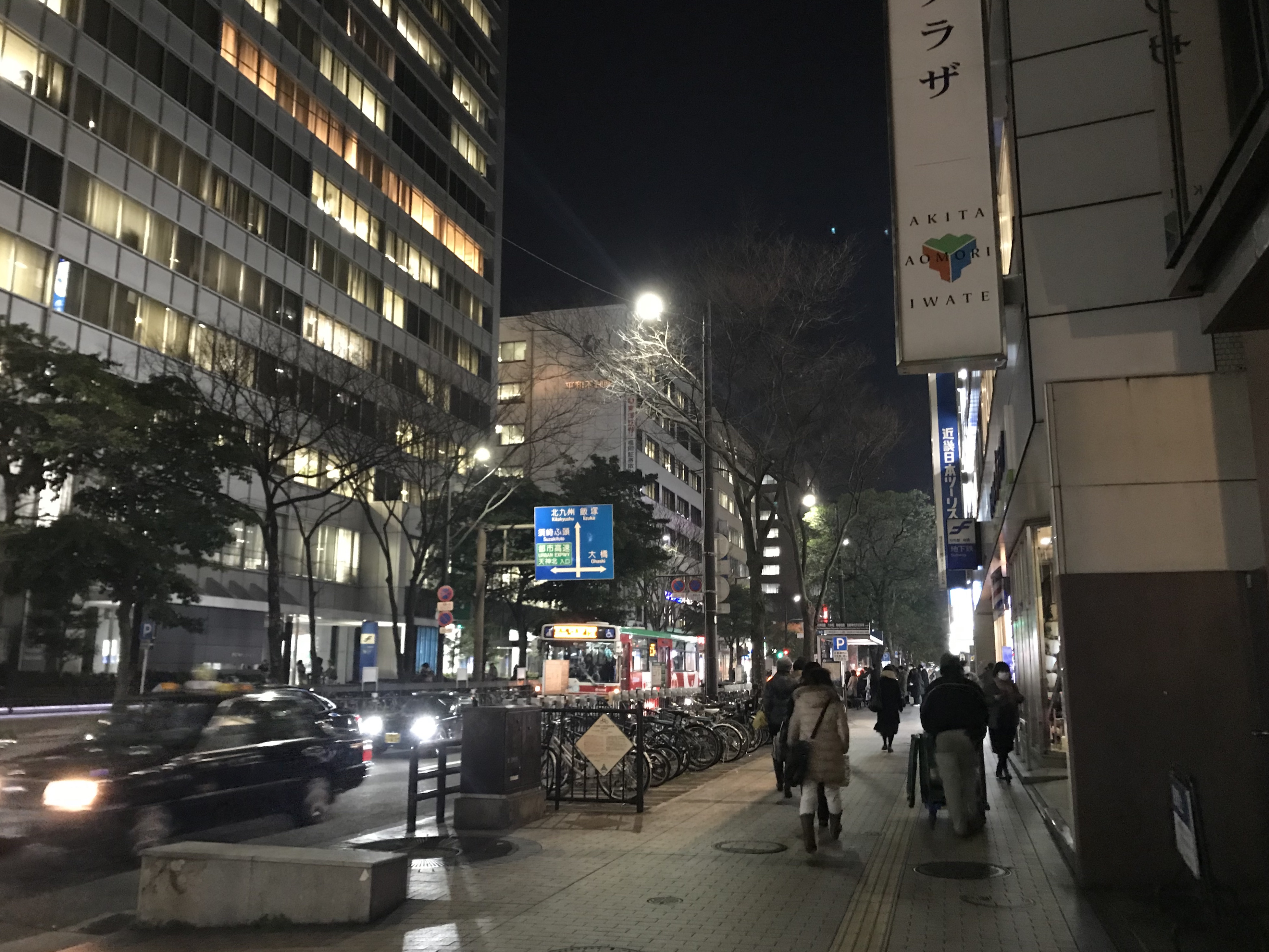
明治通り

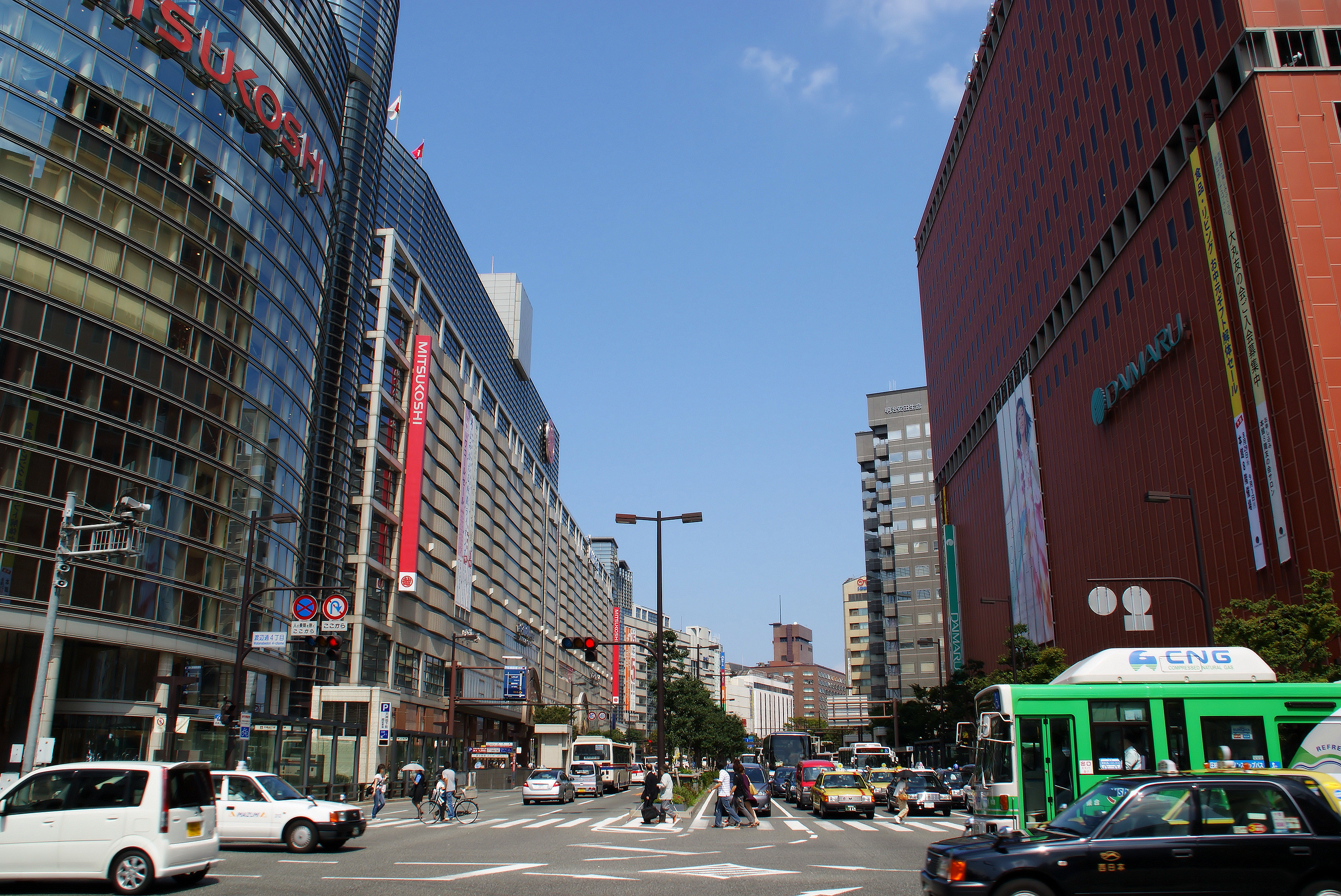
渡辺通り

きらめき通り中央交差点

- 渡辺通り
- 明治通り
- 大正通り
- 昭和通り
- 天神西通り
- 親不孝通り
- 国体道路
- 城南線
- 大博通り
- 那の津通り
- 日赤通り
- 筑紫通り
- 中洲大通り
- 百年橋通り
- 住吉通り
- 薬院大通

### 航路
- 港湾：博多港 - 特定重要港湾。「博多港」とは福岡市内の各港湾の総称で、実際には中央ふ頭や博多ふ頭など、市内各所に分散している。

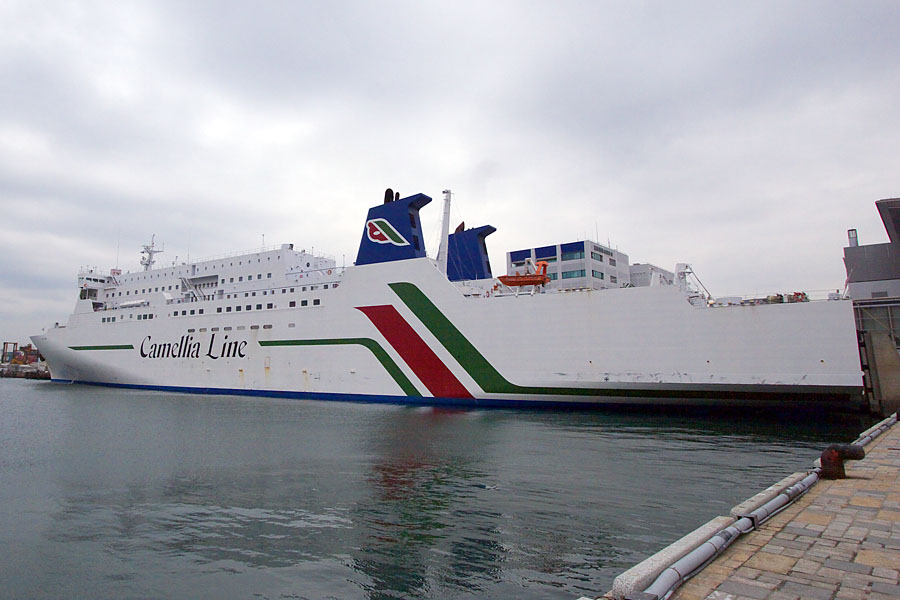
ニューかめりあ号

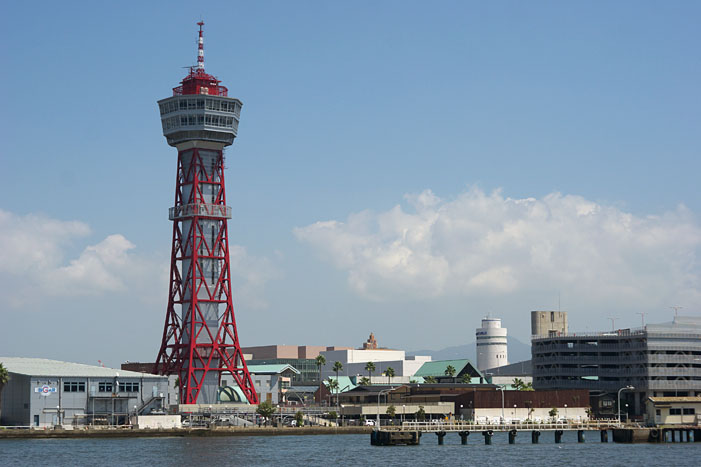
ベイサイドプレイスにある博多ポートタワー

ヴィーナスとベイサイドプレイスの商業施設

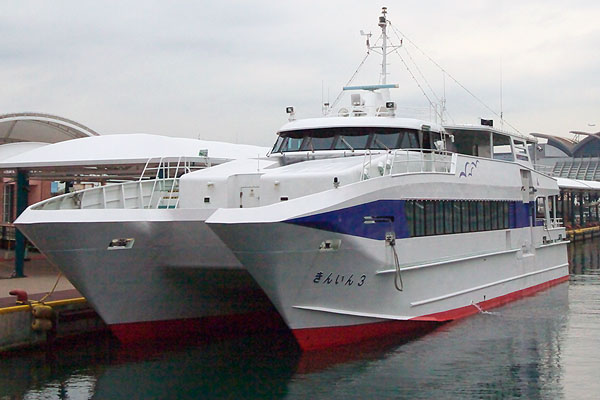
福岡市営渡船「きんいん3号」

下記航路は旅客航路のみ掲載。

#### 国際航路
- 中央ふ頭（博多港国際ターミナル）
  - 福岡市 - 韓国 釜山広域市
    - JR九州高速船「ビートル」
    - カメリアライン「ニューかめりあ」（フェリー）
- 中央ふ頭（中央ふ頭クルーズセンター）
  - 不定期に寄港する国際クルーズ客船

#### 国内（福岡市外）航路
- 博多埠頭（ベイサイドプレイス）
  - 九州郵船
福岡市 - 壱岐 - 対馬（厳原） ジェットフォイル「ヴィーナス」「ヴィーナス2」、フェリー「フェリーちくし」「フェリーきずな」
福岡市 - 対馬（比田勝） 「うみてらし」
  - 野母商船
福岡市 - 宇久島（佐世保市） - 小値賀島（小値賀町） - 中通島（新上五島町） - 奈留島（五島市） - 福江島（五島市） フェリー「太古」
- 那の津
  - 壱岐・対馬フェリー
福岡市 - 壱岐 - 対馬 「フェリーつばさ」

#### 市内航路
- 福岡市港湾局（福岡市営渡船）
  - 姪浜 - 能古島
  - 姪浜 - 小呂島
  - 博多ふ頭 - 玄界島
  - 博多ふ頭 - 西戸崎 - 志賀島
- 安田産業汽船
  - 博多ふ頭 - 海の中道
  - シーサイドももち - 海の中道
- 博多・中洲・那珂川水上バス

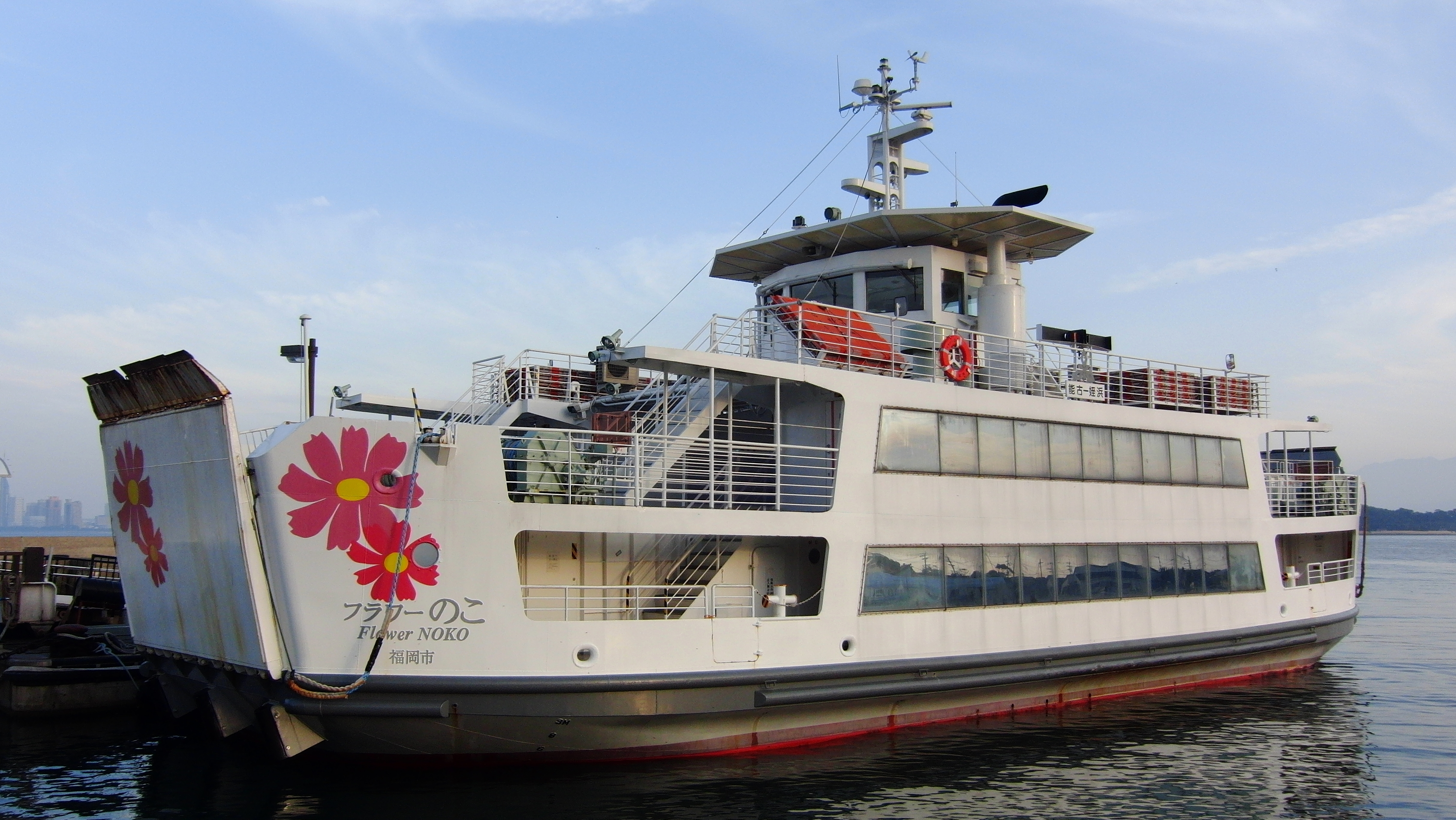
福岡市営渡船「フラワーのこ」。

  - 那珂川を中心に運行。詳細は那珂川 #水上バスを参照）

## 観光・文化

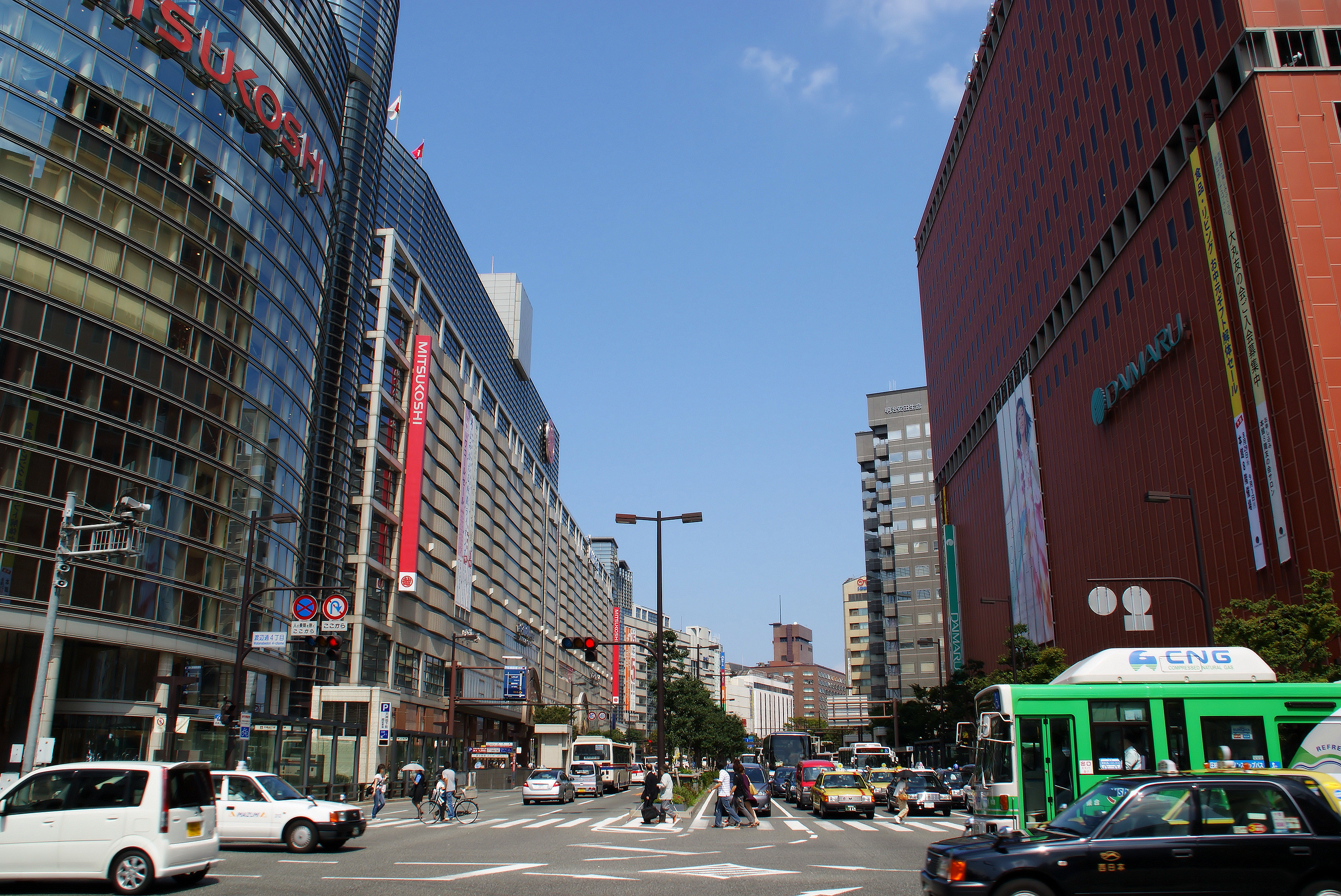
天神地区

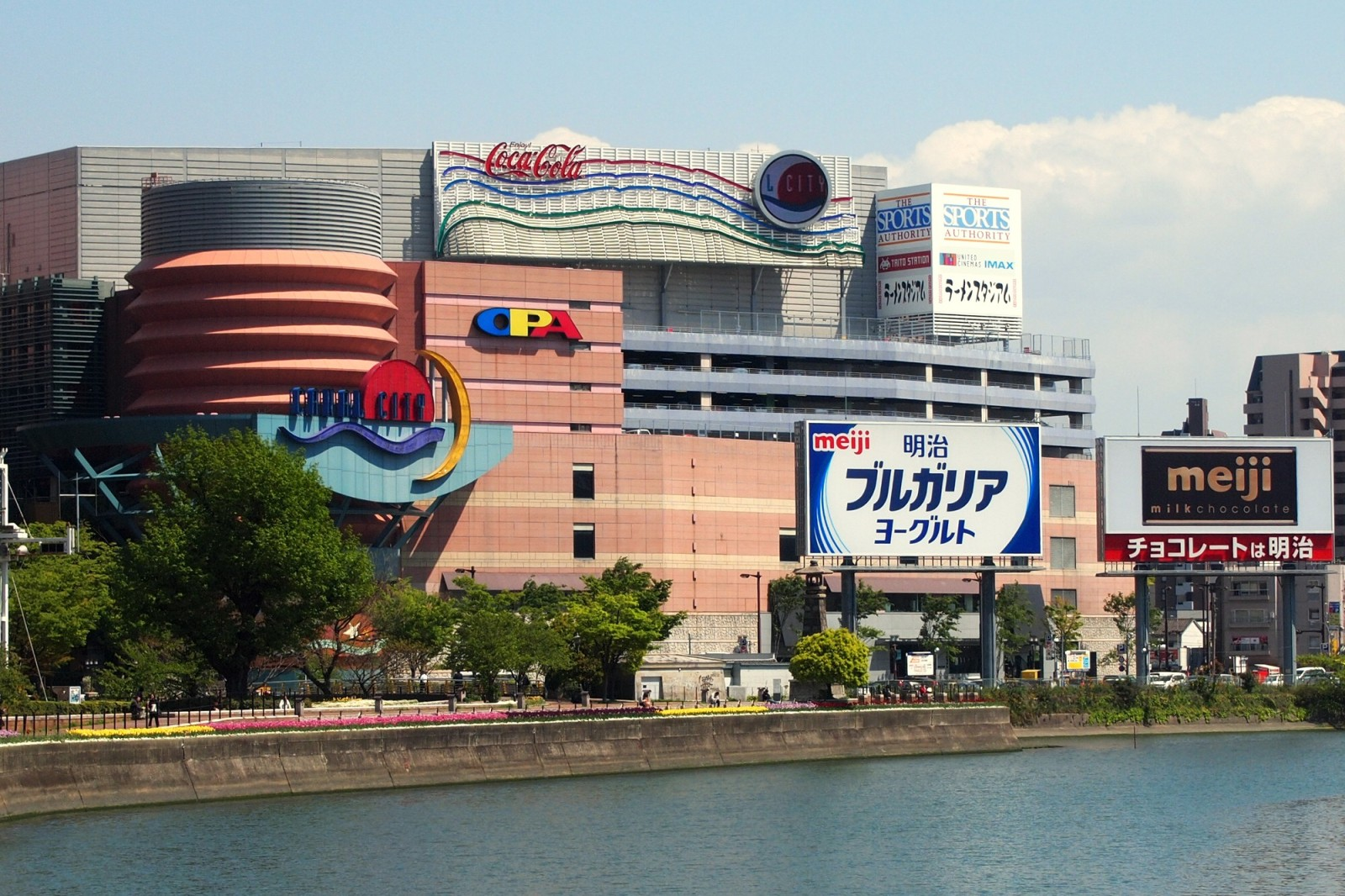
キャナルシティ博多

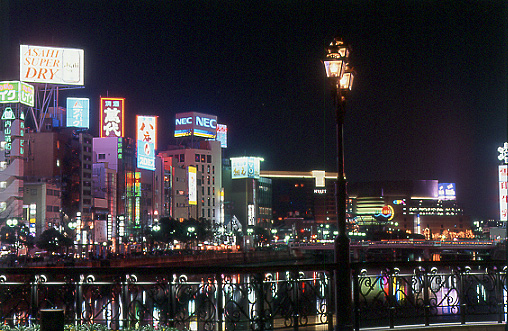
中洲地区

### 主な街
- 天神（中央区）
  - 大名、今泉、警固エリア
  - 北天神、親不孝通りエリア
  - 国体道路、渡辺通り、天神西通り周辺エリア
- 博多駅（博多区）
- 中洲（博多区）
- 川端（博多区）
- 西新（早良区）
- 藤崎（早良区）
- 百道（早良区）
- シーサイドももち（中央区および早良区）
- 大橋（南区）
- 香椎、千早エリア（東区）
- 薬院（中央区）
- 姪浜（西区）
- 七隈（城南区）
- 雑餉隈（博多区）

### 観光地
- 筥崎宮（東区）
- 香椎宮（東区）
- 志賀島（東区）
- 海の中道（東区）
  - 海の中道海浜公園
  - マリンワールド海の中道
- 大濠公園（中央区）
- 福岡城跡（中央区、国の史跡）
- 福岡競艇場（中央区）
- キャナルシティ博多（博多区）
- KITTE博多（博多区）
- JR博多シティ（博多区）
- 天神のショッピングエリア（中央区）
- 櫛田神社（博多区）
- 福岡市動植物園（中央区）

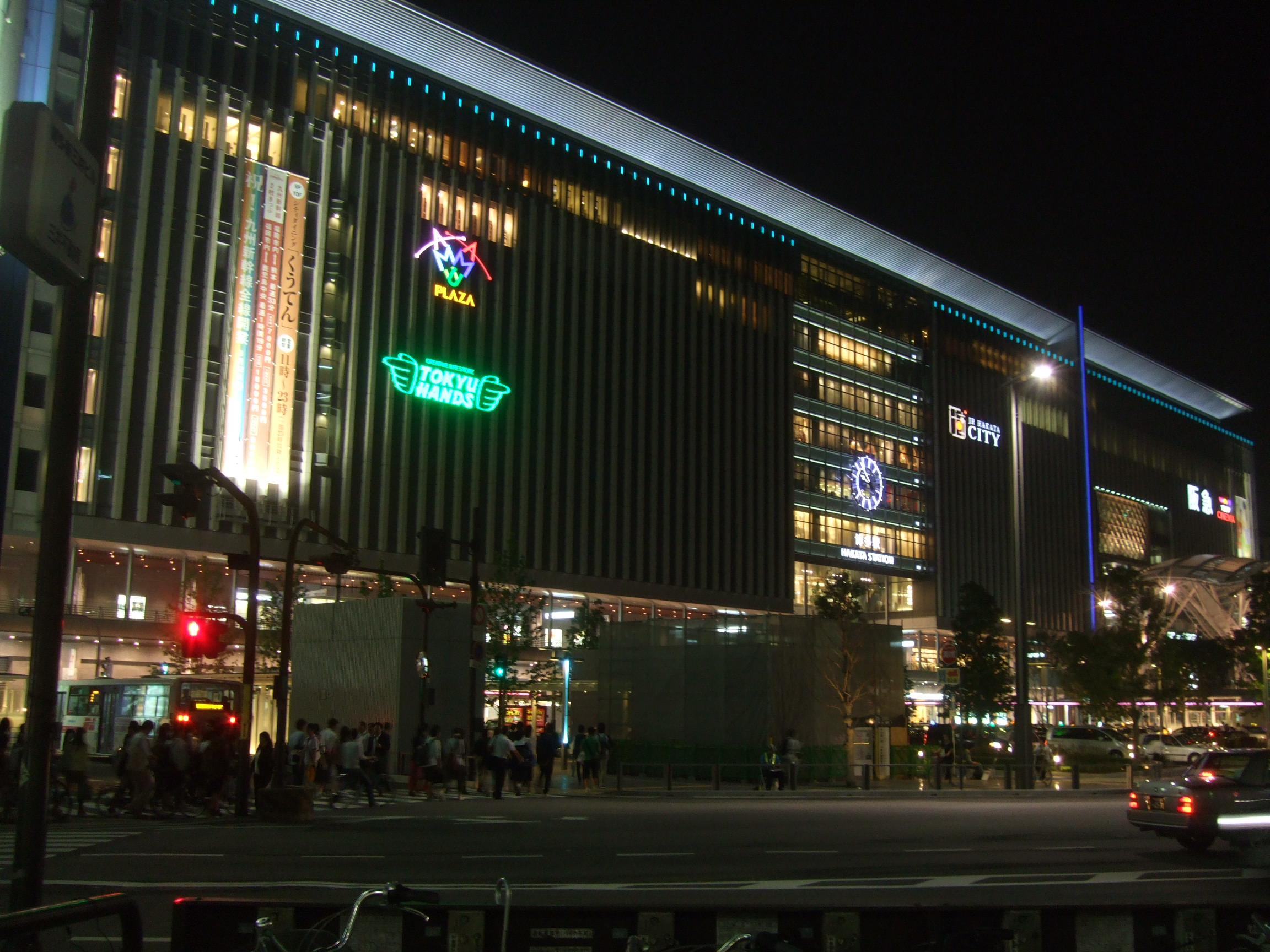
JR博多シティ

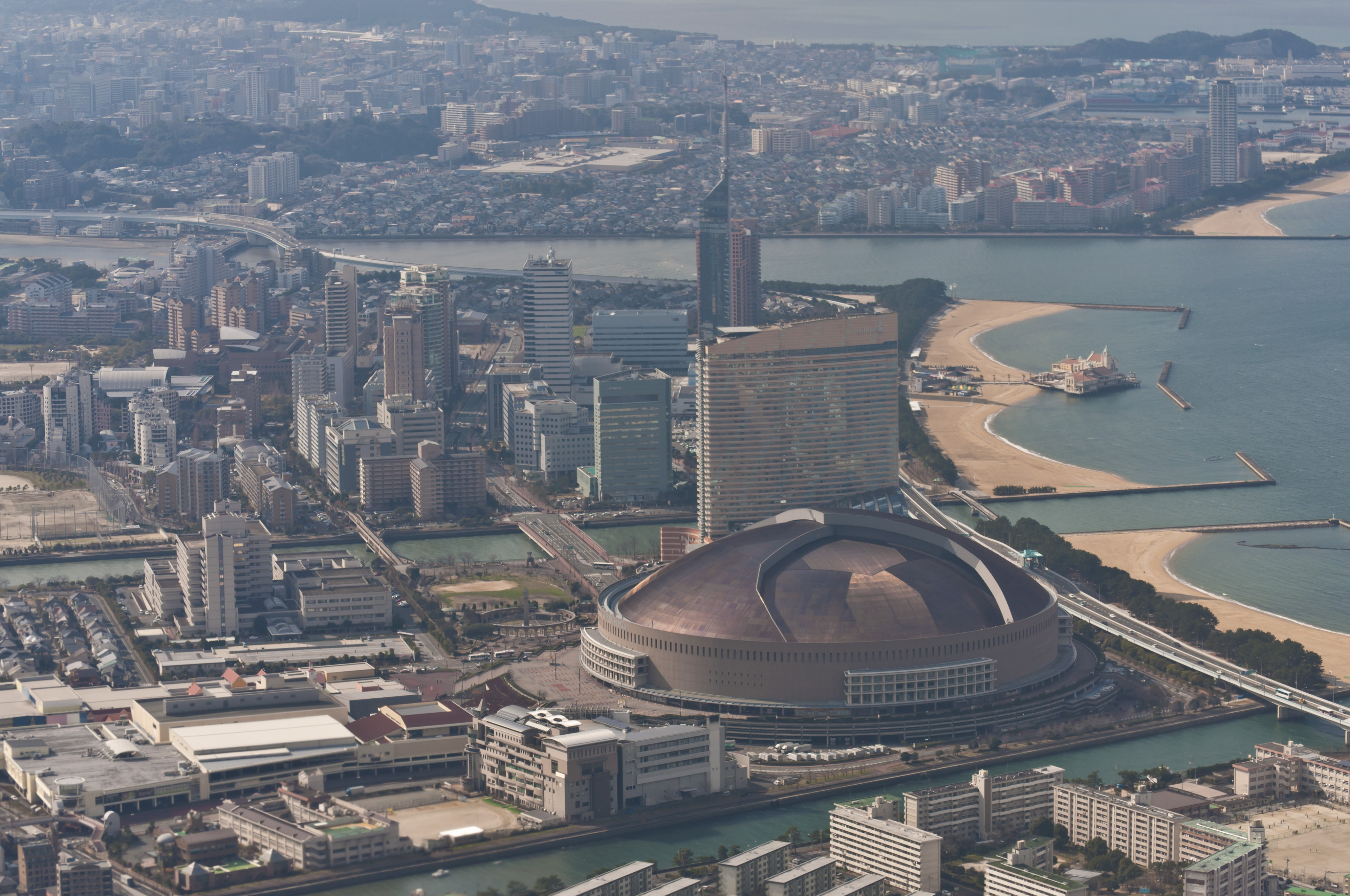
シーサイドももち

- ABURAYAMA FUKUOKA・花畑園芸公園（南区）
- シーサイドももち（中央区・早良区）
  - シーサイドももち海浜公園（中央区・早良区）
  - マリゾン（早良区）
  - 福岡タワー（早良区）
  - マークイズ福岡ももち（中央区）
- 西日本シティ銀行HKT48劇場（中央区）
- マリノアシティ福岡観覧車「スカイホイール」（西区）
- 能古島（西区）
- 元寇防塁跡（東区、博多区、中央区、早良区、西区）
- 中央区・博多区の市街地各所に設置される屋台

### 図書館
- 福岡県立図書館（東区）

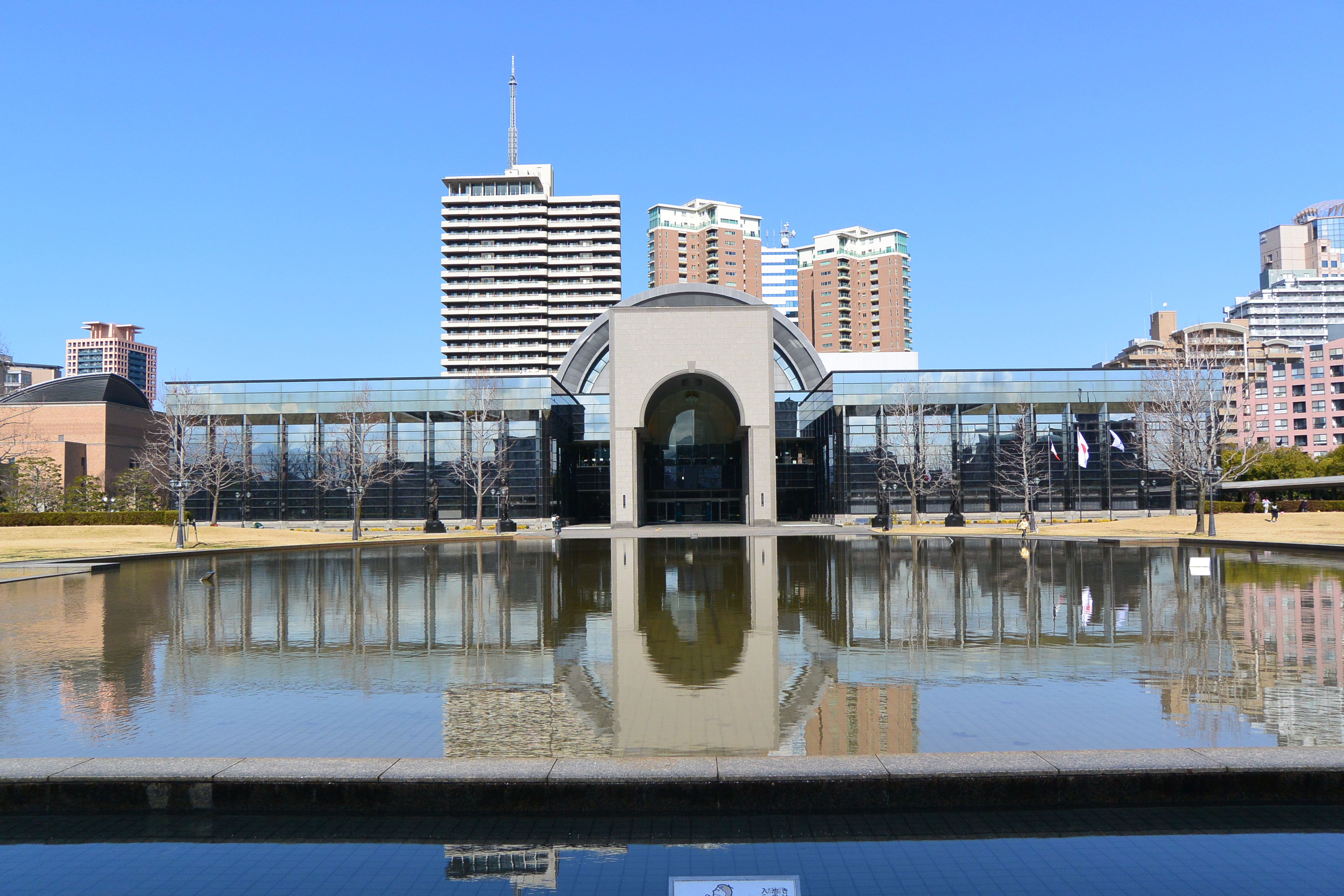
福岡市博物館

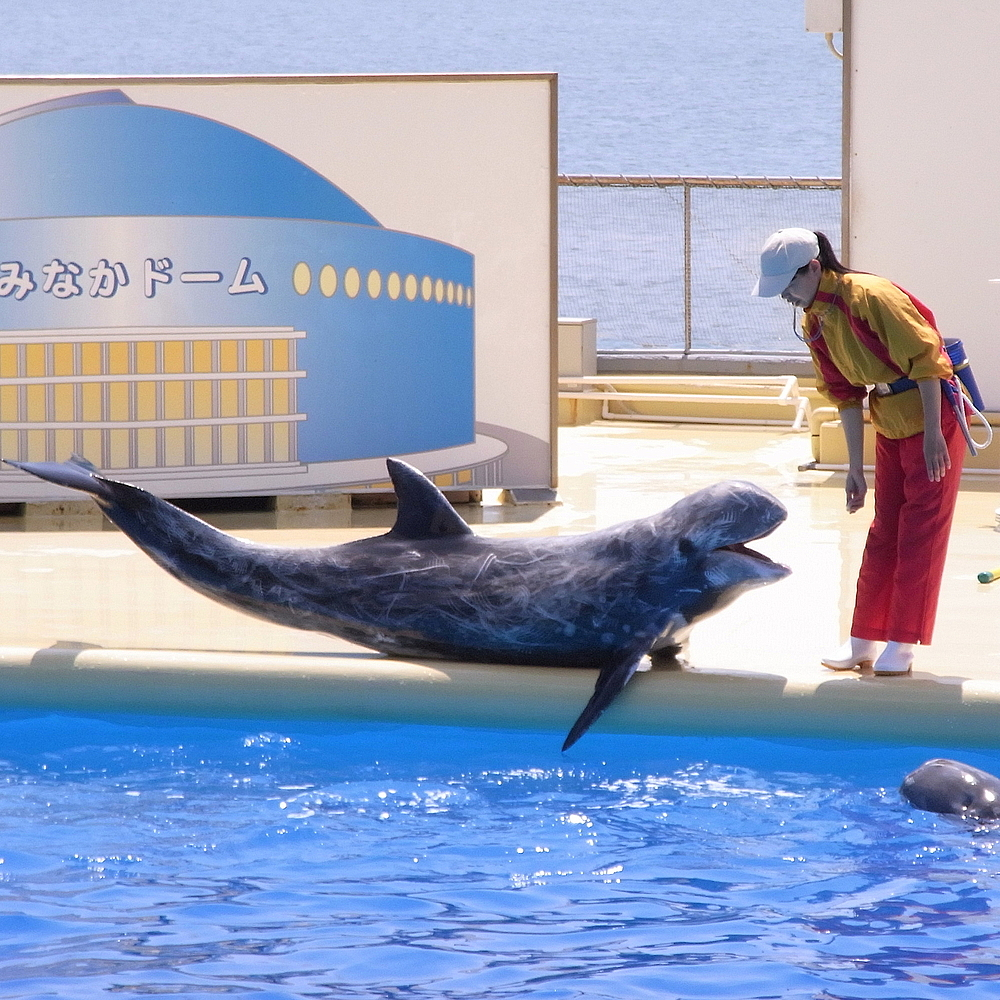
マリンワールド海の中道

- 福岡市総合図書館・福岡市点字図書館（福岡市総合図書館内）（早良区）

※この他、各区にも市民センター併設の小規模図書館・図書室がある。

### 博物館・美術館など
- 福岡市博物館（早良区）
- 福岡県立美術館（中央区）
- 福岡市美術館（中央区）
- 福岡アジア美術館（博多区）
- 福岡東洋陶磁美術館（城南区）
- 福岡市動植物園（中央区）
- マリンワールド海の中道（東区）※水族館
- 福岡市科学館（中央区）- 老朽化した福岡市立少年科学文化会館を置き換える形で設置された
- 九州エネルギー館（中央区）
- 博多町家ふるさと館（博多区）
- 野方遺跡住居跡展示館（西区）
- 福岡歴史の町（西区）
- 鴻艫館跡展示館（中央区）※福岡城址
- 王貞治ベースボールミュージアム（中央区）
- 福岡アンパンマンこどもミュージアムinモール（博多区）

### 神社

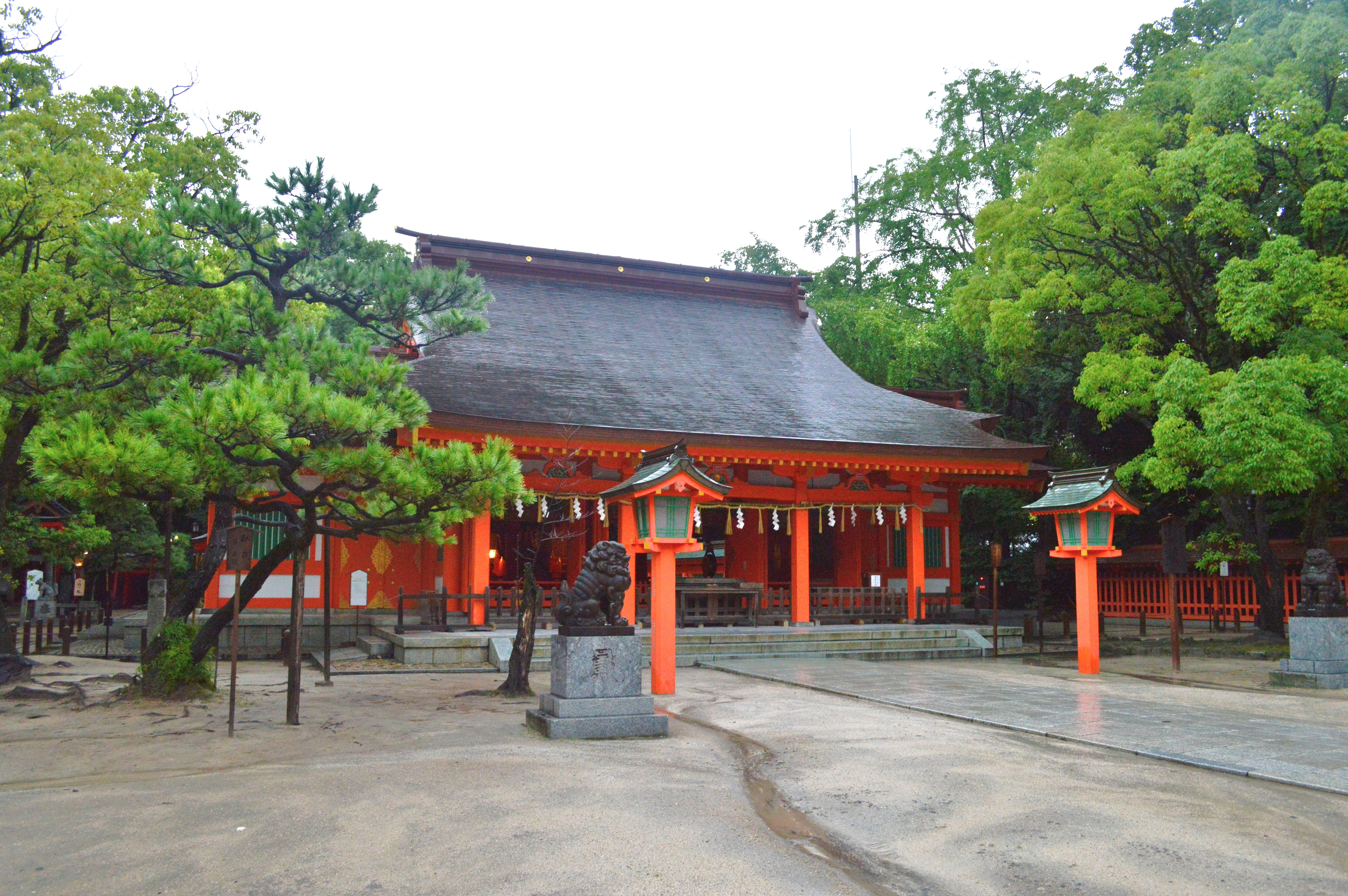
住吉大社

- 香椎宮（東区）別表神社
- 筥崎宮（東区）別表神社
- 志賀海神社（東区）別表神社
- 住吉神社（博多区）別表神社
- 十日恵比須神社（博多区）別表神社
- 櫛田神社（博多区）別表神社
- 若八幡宮（博多区）
- 福岡県護国神社（中央区）別表神社
- 光雲神社（中央区）別表神社
- 水鏡天満宮（中央区）
- 警固神社（中央区）
- 鳥飼八幡宮（中央区）
- 高宮八幡宮（南区）
- 熊野道祖神社（南区）
- 菊池神社（城南区）
- 紅葉八幡宮（早良区）
- 猿田彦神社（早良区）
- 鷲尾愛宕神社（西区）別表神社
- 飯盛神社（西区）
- 住吉神社（西区）
- 出雲大社福岡分院（西区）
- 壱岐神社（西区）

### 寺院

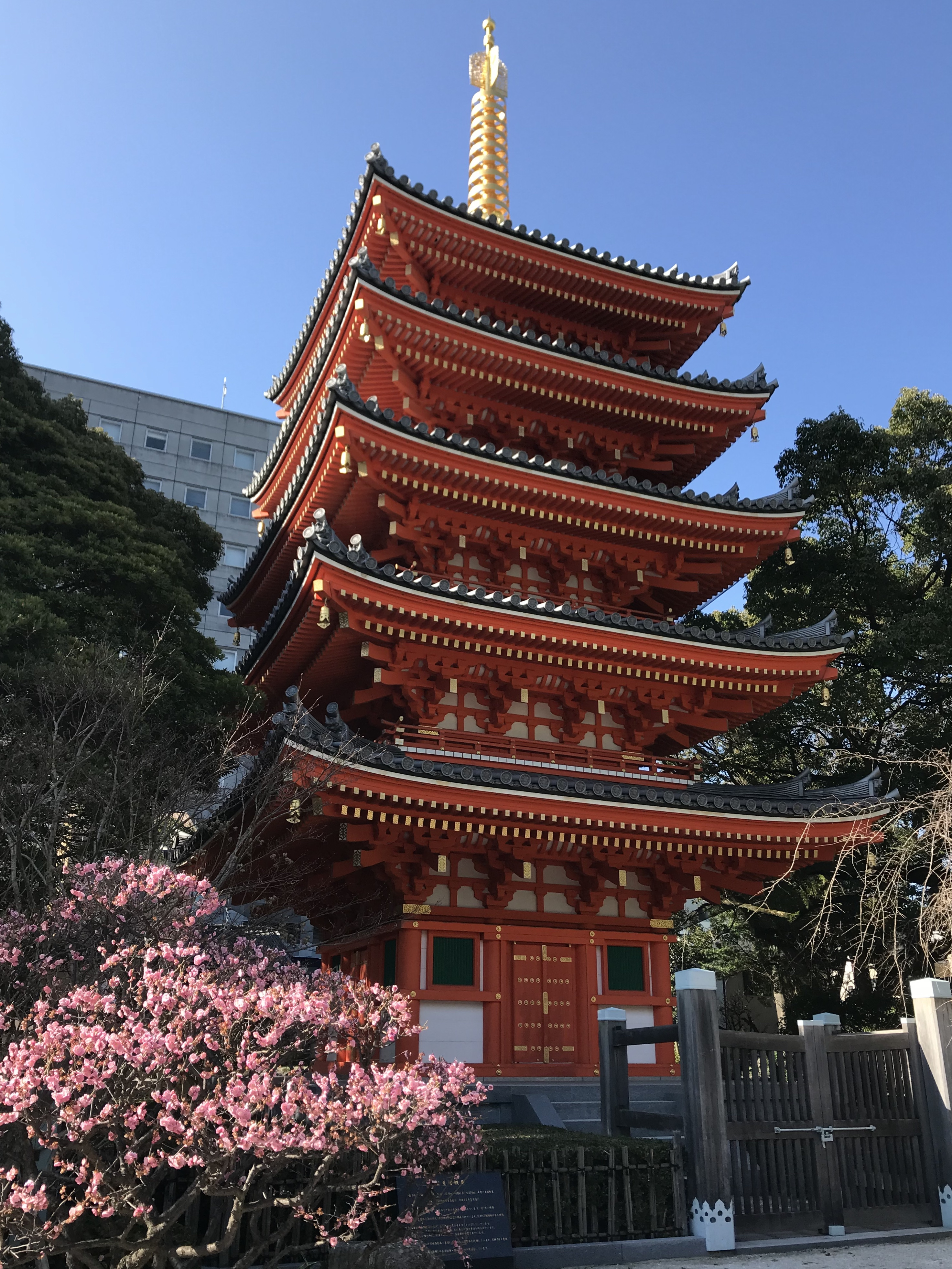
東長寺

- 東長寺（博多区）
- 承天寺（博多区）
- 崇福寺（博多区）
- 聖福寺（博多区）
- 西光寺（早良区）

### 祭事・催事
※スポーツ大会は別記。
- 筥崎宮玉せせり （玉取祭：1月3日）

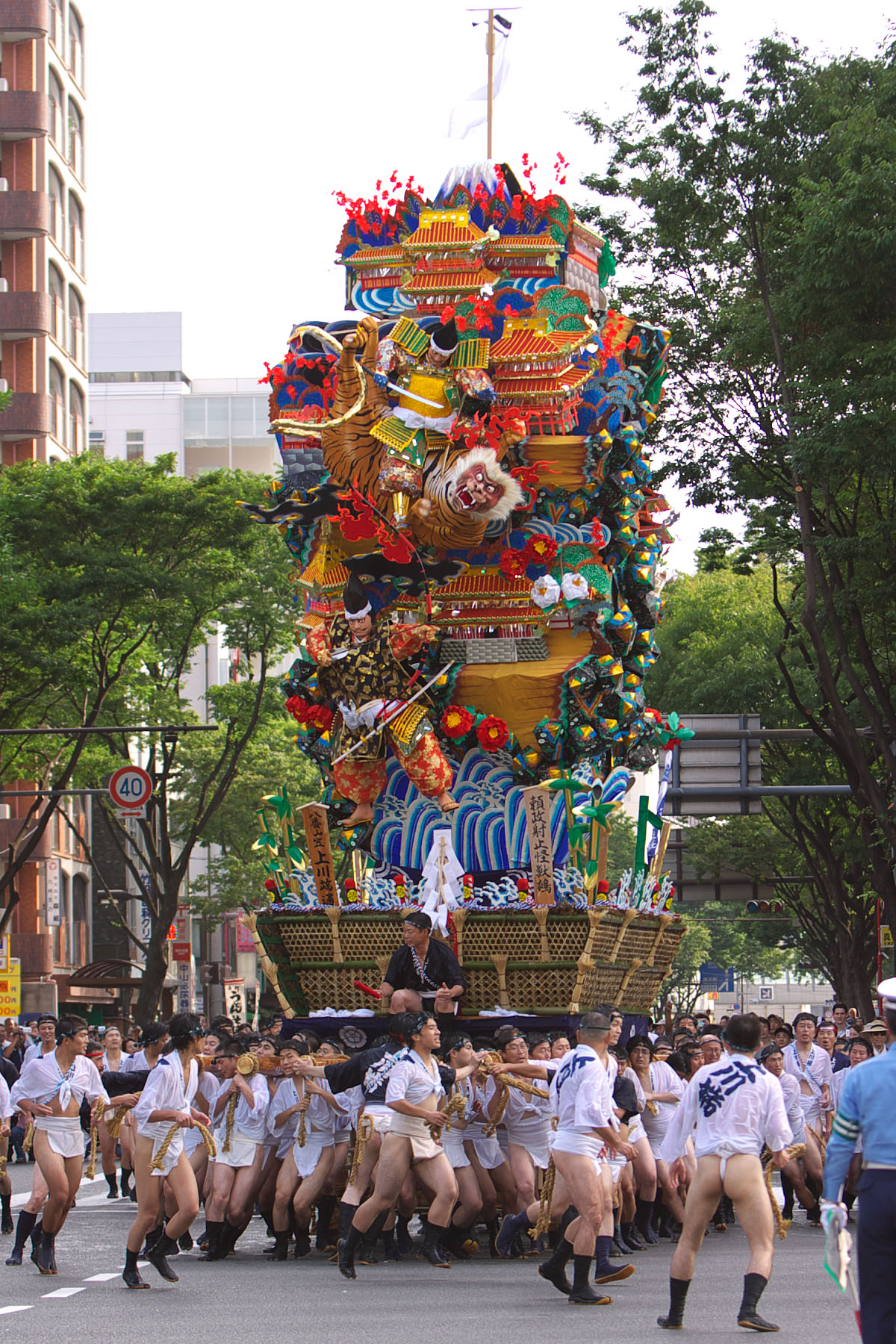
博多祇園山笠

- 十日恵比須神社正月大祭 （1月8日 - 1月11日）
- 猿田彦神社初庚申 （新年最初の庚申の日）
- 筥崎宮春のお汐井取り （春分近くの戊の日）
- Fukuoka東区花火大会 （4月下旬）
- 博多どんたく港祭り・博多松囃子 （5月3日、5月4日）
- 博多祇園山笠 （7月1日 - 7月15日）
- 長住まつり （7月最終土曜日）
- アジアマンス・アジア太平洋フェスティバル （9月1日 - 9月30日）
- 放生会 （ほうじょうや：9月12日 - 9月18日）
- 筥崎宮秋のお汐井取り （秋分近くの戊の日）
- ふくこいアジア祭り （10月上旬）
- 中洲まつり （10月上旬）
- 博多灯明ウォッチング （10月中旬）
- 博多おくんち （10月下旬）
- 博多・天神落語まつり （11月上旬）

#### 毎年開催の音楽イベント
- TENJIN ONTAQ （3月）
- CIRCLE （5月）
- 福岡音楽祭 音恵〜ONKEI〜 （5月）
- NUMBER SHOT （7月）
- ミュージックシティ天神 （9月-10月）
- 中洲ジャズ （9月）

### 郷土料理・土産菓子
- 辛子明太子
- 博多ラーメン
- 焼きラーメン
- もつ鍋
- 水炊き
- がめ煮（筑前煮）
- 胡麻鯖
- おきゅうと
- 鶏卵素麺
- 筑紫もち
- 鶴乃子
- 二◯加煎餅
- 博多通りもん
- 博多の女
- 雪うさぎ
- ひよ子 （発祥は飯塚市）
- 千鳥饅頭 （発祥は飯塚市）

### 公開されている文化財
- 福岡市指定文化財一覧を参照

### その他

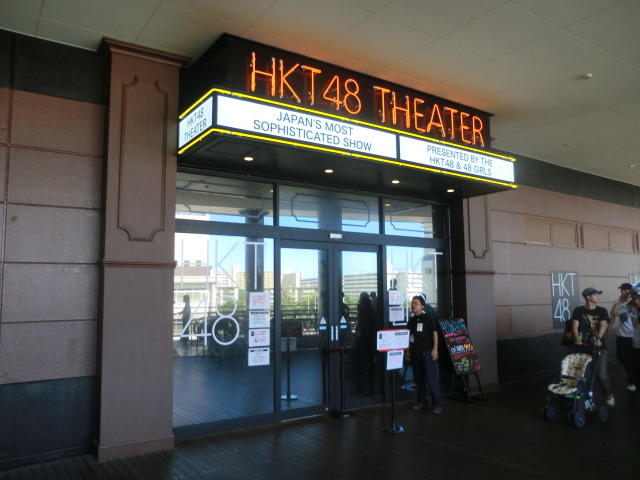
HKT48劇場

- HKT48
福岡・博多を拠点に活動する秋元康がプロデュースするアイドルグループ。
- 九州交響楽団
社団法人日本オーケストラ連盟の正会員であるプロオーケストラ（九州で唯一）。中央区天神のアクロス福岡シンフォニーホールで定期演奏会を年間8回開催
- 福岡アジア文化賞
アジア太平洋博覧会（よかトピア）を記念して1990年に始まった、アジアの文化の創造と保存に貢献した人物に送られる賞。ムハマド・ユヌスや作家の莫言が受賞している。

## スポーツ

### プロスポーツチーム・社会人スポーツチーム
野球

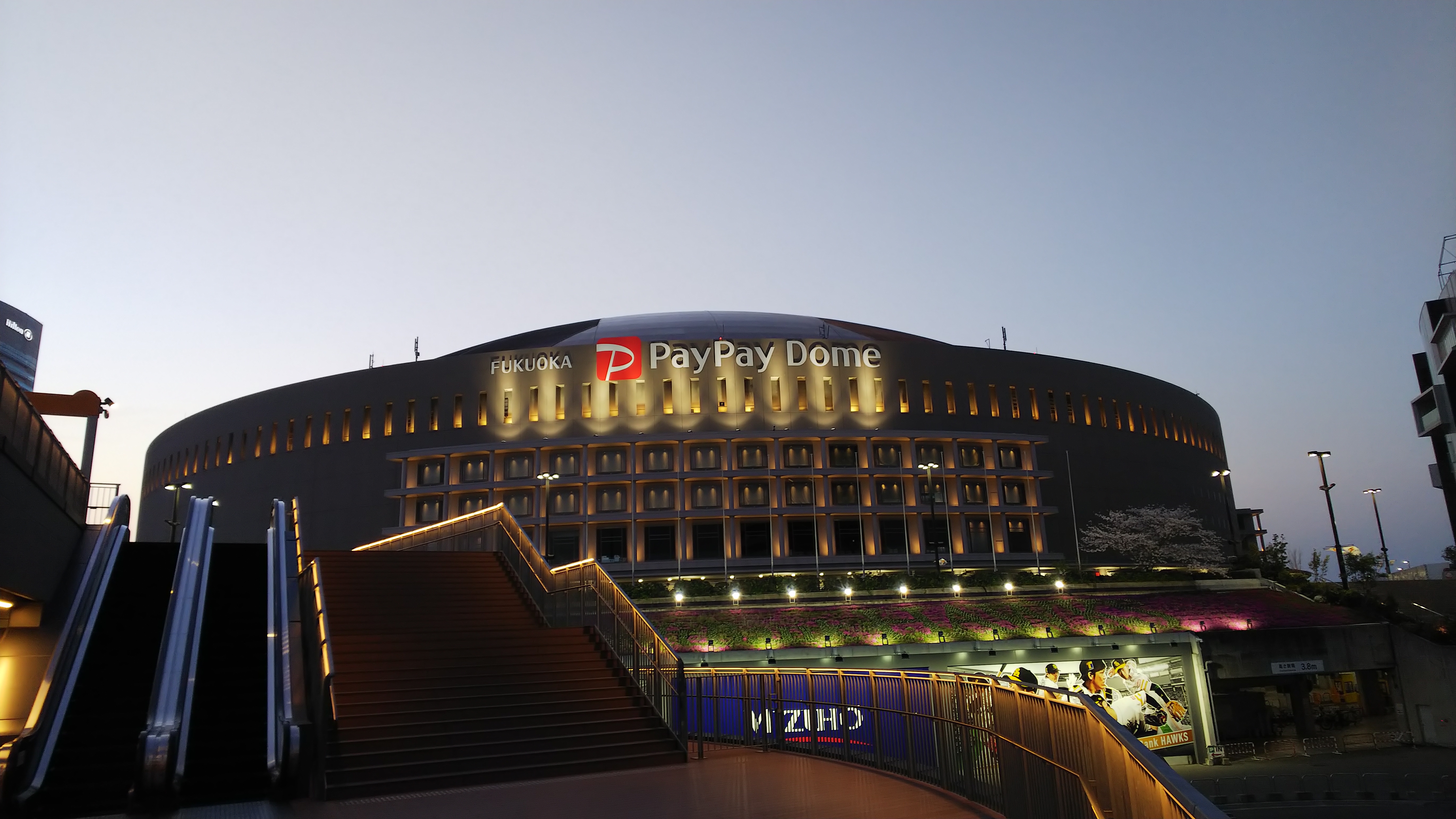
福岡PayPayドーム（2020年4月4日撮影）

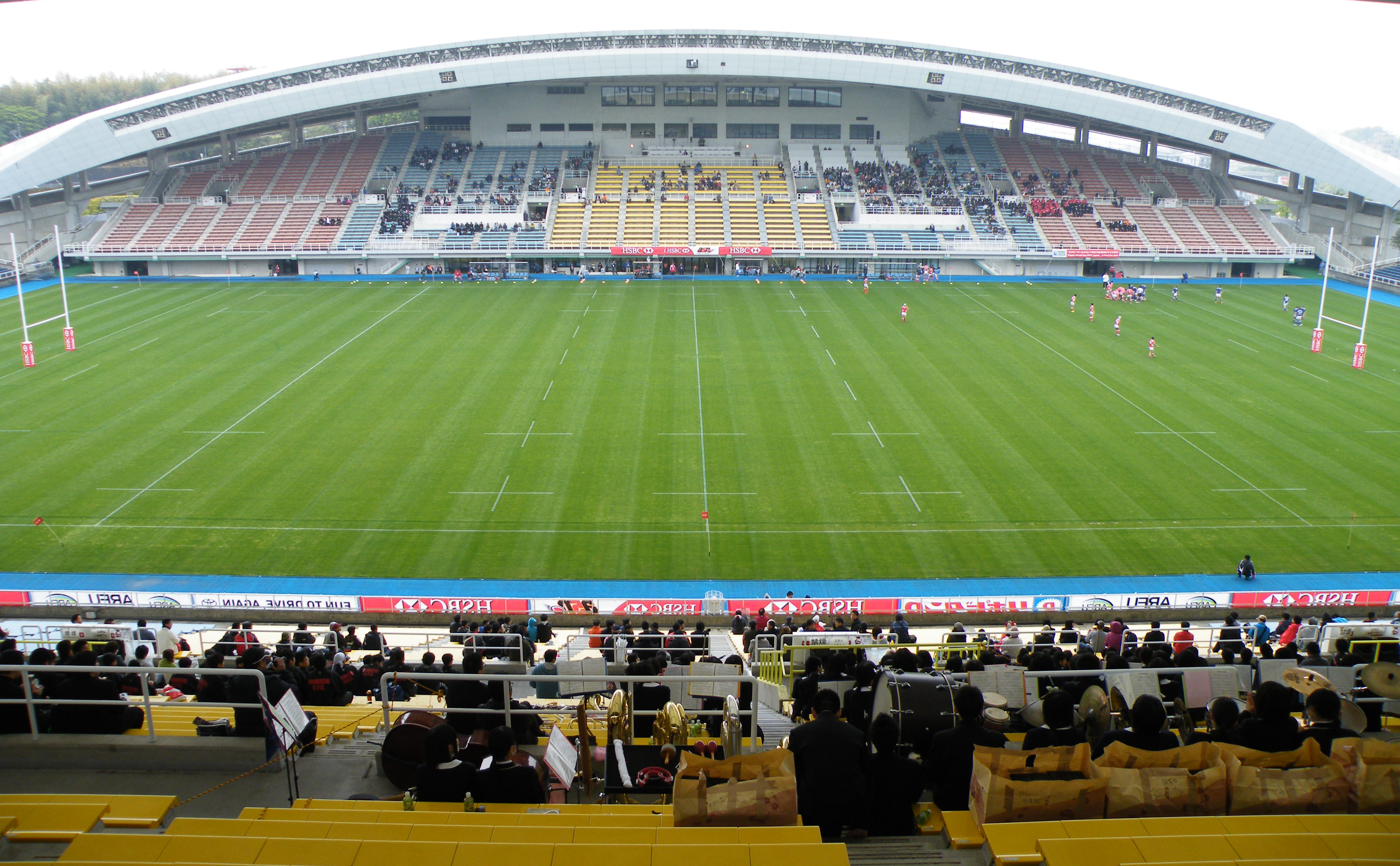
ベスト電器スタジアム

- 福岡ソフトバンクホークス - プロ野球・パシフィック・リーグ
本拠地は一軍が福岡PayPayドーム、二軍がHAWKSベースボールパーク筑後（筑後市）
- KMGホールディングス硬式野球部 - 社会人野球の企業チーム
- 西部ガス硬式野球部 - 社会人野球の企業チーム
- 沖データコンピュータ教育学院硬式野球部 - 社会人野球の企業チーム（専門学校チーム）

サッカー
- アビスパ福岡 - プロサッカー・Jリーグ
本拠地はベスト電器スタジアム、練習場は雁ノ巣レクリエーションセンター競技場
- 福岡J・アンクラス - 日本女子サッカーリーグ
本拠地は隣の春日市だが、ベスト電器スタジアムでも試合を行うほか、同球技場で開催されるアビスパ福岡主催試合では所属選手がボールガールを務める。

ラグビー
- 九州電力キューデンヴォルテクス - ラグビー・JAPAN RUGBY LEAGUE ONE
本拠地・練習場は九電香椎競技場（福岡市東区松香台）

その他
- ライジングゼファーフクオカ - プロバスケットボール・B.LEAGUE
本拠地はアクシオン福岡。以前JBLスーパーリーグに所属する「福岡レッドファルコンズ」というチームがあったが資金難からリーグ脱退に至った。bjリーグに鞍替えするという噂もあったが諸事情で結局解散。その後、一部の選手が参加して新たなチームが発足してbjリーグに2007年から参戦、2016年発足のJPBLの3部リーグB3.LEAGUEに参入し、2017年にB2昇格。
- 福岡ウイニングスピリッツ - バレーボール・Vリーグ（V3男子）
- ゴールデンウルヴス福岡 - ハンドボール・日本ハンドボールリーグ
- 福岡SUNS - アメリカンフットボール・Xリーグ
- 九州アスティーダ - 卓球・Tリーグ
- VC福岡 - 自転車ロードレース・JCL
- ランブレッタベイサイド - フットサル・九州フットサルリーグ
- ボクシングジム
  - 福岡帝拳ジム - 旧福岡中央ジムが帝拳と提携を結び改称。
  - 博多協栄ボクシングジム - 旧ウエストジャパン・ボクシングジムが協栄ボクシングジムと提携を結び改称。会長は元フェザー級日本ランー三橋高夫。
  - 関ジム - 会長は元スーパーフェザー級日本ランカー関博之。
  - YuKOフィットネスボクシングジム - 会長は九州初の女子プロボクサーだった古賀友子。名義上の前身は北九州市出身の元世界チャンピオン鬼塚勝也のSPANKY.Kボクシングジムだった。
  - フジタボクシングジム

### 福岡市で毎年開催されるスポーツ大会
- 日本陸上競技選手権大会クロスカントリー競走（2月）
- 全国選抜高校テニス大会（3月）
- 全日本選抜柔道体重別選手権大会（4月）
- 金鷲旗高校柔道大会・玉竜旗高校剣道大会（7月）
- 福岡マラソン（11月） - コースの一部とフィニッシュ地点は糸島市
- 大相撲十一月場所（九州場所）
- 福岡国際マラソン（12月）

### 過去に開催された主なスポーツ大会
毎年開催されていた大会
- 福岡国際女子柔道選手権大会（1983年 - 2006年）
- シティマラソン福岡（1989年 - 2012年）
- アジア太平洋カップ福岡国際男子バレーボール大会

その他
- 第3回国民体育大会（1948年）
- 1983年バレーボール女子アジア選手権
- 第45回国民体育大会（とびうめ国体・1990年）
- 1995年夏季ユニバーシアード
- 1999年バスケットボール男子アジア選手権
- 第68回全日本フィギュアスケート選手権（1999年）
- 2001年世界水泳選手権
- 2006年世界クロスカントリー選手権
- インターナショナル・ボウリング・チャンピオンシップ 2012
- 2013/2014 ISUグランプリファイナル
- 2023年世界水泳選手権（2023年7月開催）

## 名誉市民
- 阿部源蔵（1973年4月1日選定）： 第22 - 24代福岡市長
- 進藤一馬（1987年2月18日選定）： 第25 - 28代福岡市長
- 桑原敬一（2004年2月23日選定）： 第29 - 31代福岡市長
- 王貞治（2004年12月17日選定）： 元福岡ダイエーホークス・福岡ソフトバンクホークス監督。現・福岡ソフトバンクホークス株式会社取締役会長、日本プロ野球名球会顧問
- 下澤轍（2004年12月17日選定）： 博多人形店「はくせん」店主、戦後に博多どんたくの復興を主宰
- 谷亮子（2004年12月17日選定）： 福岡市出身の女子柔道選手
- 西島伊三雄（2004年12月17日選定）： 福岡市出身のグラフィックデザイナー
- 大隅良典（2016年12月22日選定）： 福岡市出身の生物学者
- 中村哲（2020年3月25日選定）：福岡市出身の医師、ペシャワール会現地代表

## 福岡市を舞台とした作品
実際に福岡市で撮影が行われていないものを含み、福岡市で撮影を行っていても設定上、福岡市が舞台になっていないものは含めない。
漫画・アニメ
- 博多っ子純情
- クッキングパパ
- エクセル・サーガ
- 攻殻機動隊シリーズ（核戦争によって壊滅した東京に代わって、福岡市が日本の首都として、政治の中心となっている。警視庁も福岡市に置かれている）
- 太陽の黙示録（福岡市がアメリカ主導の南日本の首都となっている）
- 海猿（漫画版のみ。主人公の仙崎は架空の「大神（おおがみ）流」から山笠に参加）
- ヒミツの保健室
- 巨乳ハンター
- スケッチブック~full color's~
- サザエさん (磯野家が上京する前・長谷川町子原作)
- 夏目友人帳 肆「第十二話 記憶の扉、第十三話 遠き家路」
- 最強の詩
- すいとーと!

テレビドラマ
- マー姉ちゃん（NHK朝の連続テレビ小説・長谷川町子原作）
- 走らんか!（NHK朝の連続テレビ小説）
- 北条時宗（元寇襲来）
- 西部警察「九州横断大捜査網！-前編-」「博多港決戦！-後編-」(テレビ朝日系)
- 西部警察 PART-III「パニック・博多どんたく〜福岡篇〜」「決戦！燃えろ玄界灘〜福岡篇〜」(テレビ朝日系)
- ゴリラ・警視庁捜査第8班「博多大追撃」「潜行大作戦」
- バンビ〜ノ!「博多編…未来へ」（日本テレビ）
- 福岡恋愛白書（九州朝日放送）
- めんたいぴりり（テレビ西日本）テレビ西日本創立55周年記念ドラマ
- ドゲンジャーズ（九州朝日放送）

小説
- 点と線（松本清張作・香椎海岸）
- 球形の荒野（松本清張作・東公園）
- 半島を出よ（村上龍作）
- 博多豚骨ラーメンズ（アニメ版には実在の風景が多数描かれている）

映画
- 陸軍（1944年12月7日、松竹）
- 空の大怪獣ラドン（1956年12月26日、東宝）
天神付近がラドンによって破壊される。
- サザエさんの婚約旅行（1958年8月26日、東宝）
フグタ（小泉博）の勤務先として中洲の宝塚劇場付近および大濠公園がサザエ（江利チエミ）らによりロケされている。
- 点と線（1958年11月11日、東映）
- 続・社長太平記（1959年3月15日、東宝）
下着メーカー錨商事の九州支社が福岡市に設置。支社長に小林桂樹扮する大森専務が赴任。頻繁に当時の板付空港が登場する。
- 社長漫遊記（1963年1月3日、東宝）/ 続・社長漫遊記（1963年3月1日）
太陽ペイント九州支社が福岡市にあるという設定。支社長は三木のり平。市内の全景が映し出され、1954年から1969年に開業されていた博多帝国ホテルが登場する。
- トラック野郎・爆走一番星（1975年12月27日、東映）
- にっぽん三銃士 博多帯しめ一本どっこの巻（1973年1月15日、東宝）
- 博多っ子純情（1978年12月2日、松竹）
- ゴジラvsキングギドラ（1991年12月14日、東宝）
- ゴジラvsスペースゴジラ（1994年12月10日、東宝）
- ガメラ 大怪獣空中決戦（1995年3月11日、大映）
- ちんちろまい（2000年9月23日九州先行上映）
- ロッカーズ（2003年9月27日）
- 君の膵臓をたべたい (2017年7月28日）
僕と桜良がお泊まり旅行で訪れ、到着のシーンは天神 (福岡市)。筥崎宮近くの花山という屋台でラーメンやホルモンを食べ、太宰府天満宮などを散策する。また宿泊はPayPayドーム隣接のヒルトン福岡シーホークという設定。これにより福岡市に注目が集まり近畿日本ツーリストによって「君と福岡へ行きたい」ツアーなどが実施された。
- 福岡（英語版）（2019年、韓国・日本・中国合作）
- 風が通り抜ける道・・すべての愛が存在する島（2024年1月12日、イオンエンターテイメント、沖縄県後援）

ゲームソフト
- リフレインラブ（実際は福岡市を舞台にしているのではなく、地名や人名に福岡市に実在する地名を用いている。また背景の映像などは福岡市内の風景をモチーフにしている）

ドキュメンタリー
- ＮＨＫ短編映画  都市シリーズ  福岡（1956年） -NHK名作選（動画・静止画） NHKアーカイブス

## 百選
- 日本の音風景100選：博多祇園山笠の舁き山笠
- 日本の道100選：東西軸トランジットモール
- 日本さくら名所100選：西公園
- 日本の渚百選：海の中道
- 名水百選：不老水（香椎宮近郊）
- 日本の白砂青松100選：生の松原